# История Санкт-Петербурга первой половины XIX века

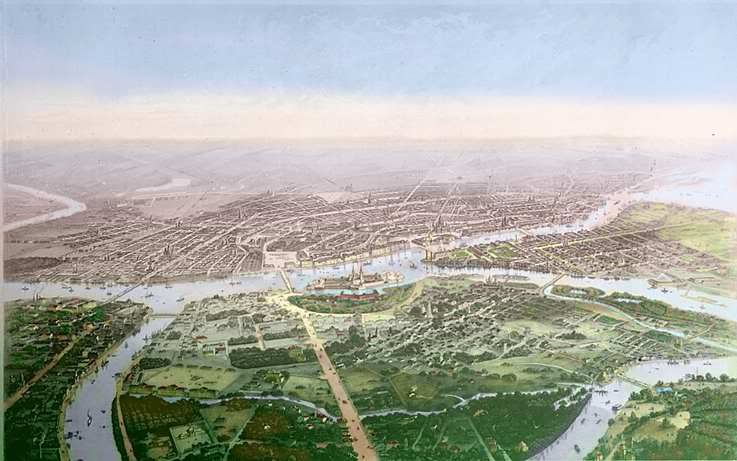
Петербург с высоты птичьего полёта, середина XIX века. Петербургская и Выборгская стороны, часть Васильевского острова ещё считались частью загорода.

История Санкт-Петербурга первой половины XIX века охватывает период правления Александра I и затем Николая I. Эта хронология условно начинается с 1800 года и заканчивается началом претворения реформ, проведённых Александром II, отменивших крепостное право и расчистивших дорогу для развития капитализма в Петербурге. На этот период пришёлся расцвет художественной культуры, театра, золотой век русской литературы. Открывались училища, научные заведения.
На развитие государственной идеологии, культуры и архитектуры сильное влияние оказала победа в Отечественной войне и дальнейшие военные действия России, в этот период активно восхвалялась военная мощь российского государства, пресекалось вольнодумство и действовала цензура. В Петербурге велось благоустройство, сформировался окончательный облик основных городских площадей. Преобладавшим стилем был классицизм и ампир, красивые монументальные здания стояли среди однотипной жёлтой классической постройки. Архитектуру Петербурга, особенно к концу царствования Александра II начали воспевать в литературе. Именно в этот период город стали сравнивать в северной Пальмирой и другими городами античности, постройки той эпохи начали выделяться своими масштабами и отражали державную мощь. Дальше от центра преобладала деревянная постройка, город был сосредоточен на Адмиралтейской части, Петербургская сторона ещё была загородом.
В Петербурге вместе с ростом населения назревала проблема с загрязнённостью воды при отсутствии водопровода, появился первый общественный транспорт и к середине века было открыто железнодорожное сообщение с Москвой.

## История
После смерти Павла I на престол взошёл его сын Александр I. В начале, будучи идейным либералом, император притворял множество полезных для России реформ. После победы в 1812 году над армией Наполеона, Александр отстранился от правления, передав значительную часть своих полномочий Аракчееву, в городе шёл консервативный откат, появилась цензура, на Охте было сформировано военное поселение.

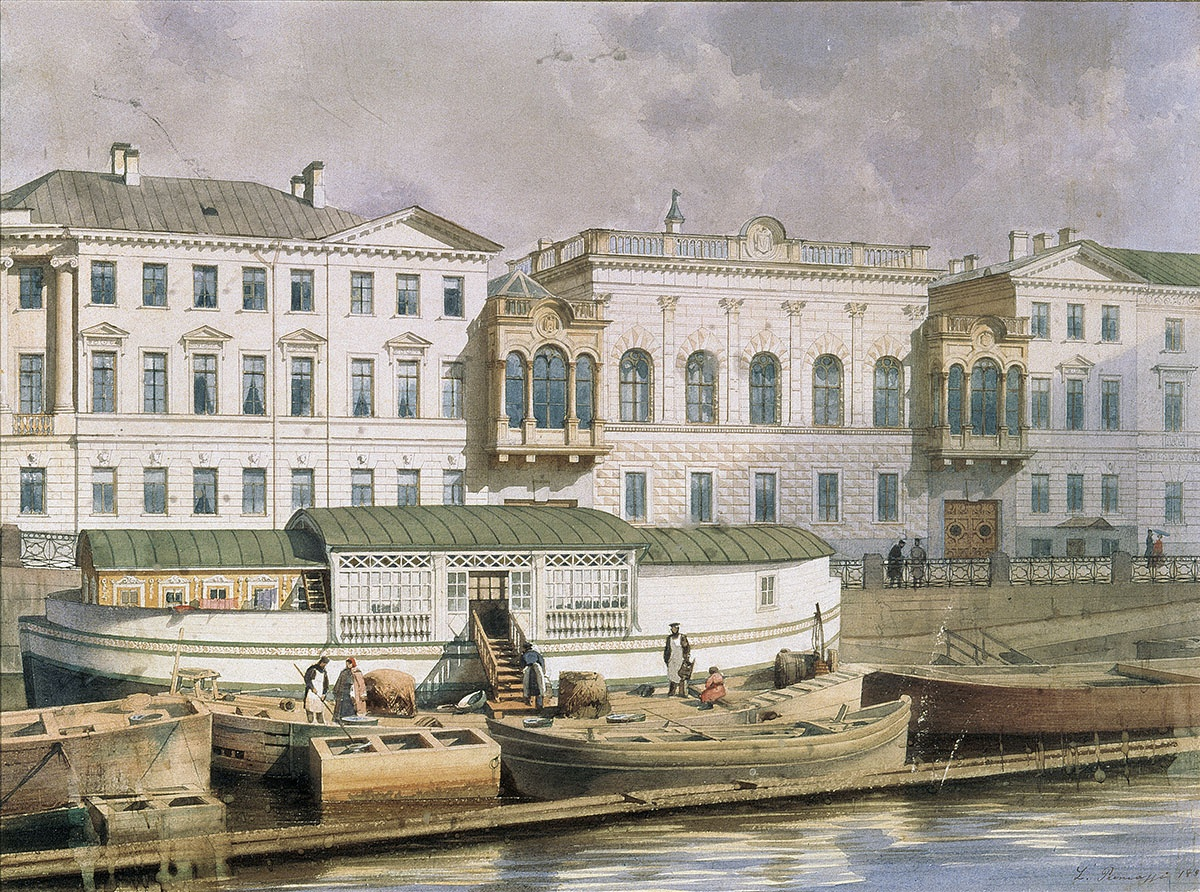
Набережная Фонтанки, середина XIX века

Начало царствования Николая I пришлось на расстрел на Сенатской площади восставших гвардейцев — декабристов. В этот период произошло усиление цензуры, был сформирован корпус жандармов. При Николае были достроены многие начатые Александром архитектурные ансамбли. В городе сформировался высокообразованный класс. Был начат процесс перехода дворянской культуры к разночинной. Многочисленные родственники Николая — императорский дом принимали участие в решении государственных вопросов, служили в гвардии, занимались общественной, благотворительной деятельностью.

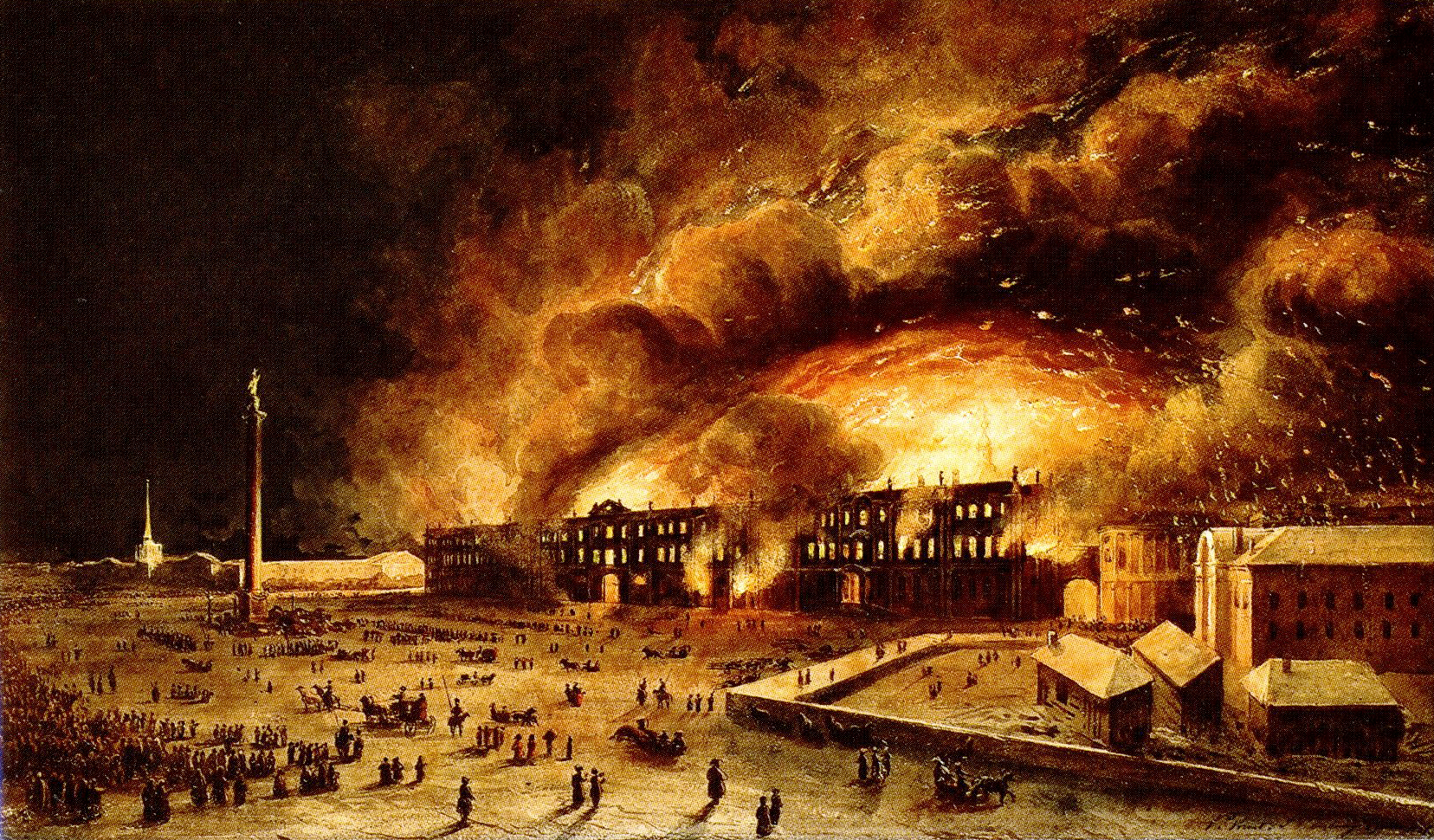
Пожар в Зимнем дворце, произошедший в 1837 году, уничтоживший многие рукописи и произведения искусства

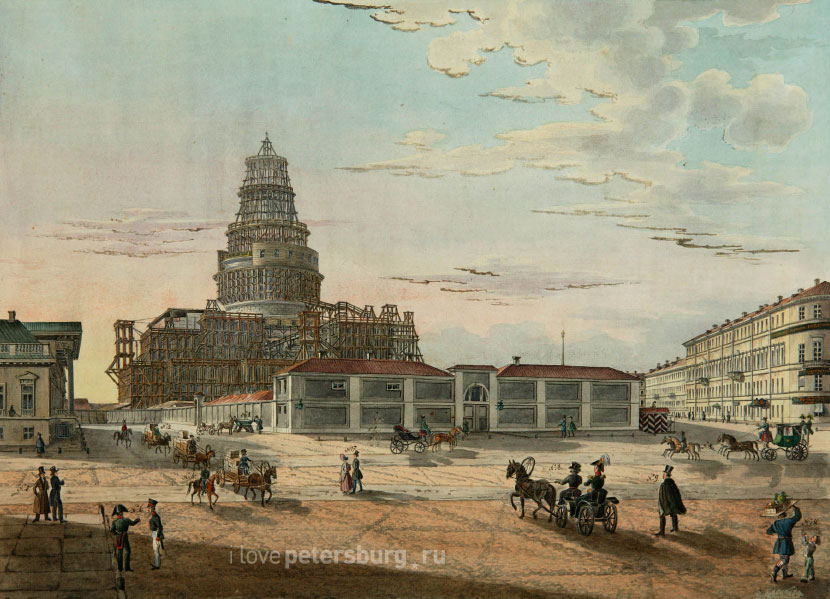
Исаакиевский собор в лесах, 1843 год

В первой половине XIX века в Петербурге наступила золотая эпоха в русской культуре. В городе выросло поколение талантливых деятелей искусств, среди которых были Крылов, Пушкин, Гнедич, композитор Глинка. В Петербурге открывались высшие учебные заведения и научные центры, например Пулковская обсерватория. Процветало искусство и театр, в городе начали ставиться русские оперы, в своей успешности способные поспорить с европейскими операми, например «Жизнь за царя» Глинки. Отечественная война 1812 года стала переломной в развитии государственной идеологии и культуре. Восхваление русской империи и национальной гордости стало частью государственной идеологии, которое пришло на смену поклонению западной культуре среди знати. Среди дворян возник спрос на отечественные искусство, литературу, театр. Для первой половины XIX века в истории развития города используется словосочетание «Пушкинский Петербург».
Петербург на протяжении всей первой половины XIX века продолжал расширять свои границы и обрастать городскими районами. Сам город был сосредоточен на Адмиралтейской стороне. Петербургская сторона и Васильевский остров считались её периферией и утопали в зелени. Улицы с каменной постройкой, где жила аристократия встречались ещё только в самом центре города, дальше от него деревянная низкоэтажная постройка оставалась преобладавшей. При Александре I и затем Николае I велось масштабное благоустройство городских ансамблей по проектам Модюи и Росси, которые приобрели современный вид, в частности Дворцовая, Сенатская площади, площади площадь Искусств,Островского, Ломоносова. Были застроены оставшиеся пустыри и исправлены возникшие в прошлом градостроительные ошибки, вроде изолированности Зимнего дворца от основных городских магистралей. При Александре было построено множество современных городских достопримечательностей.

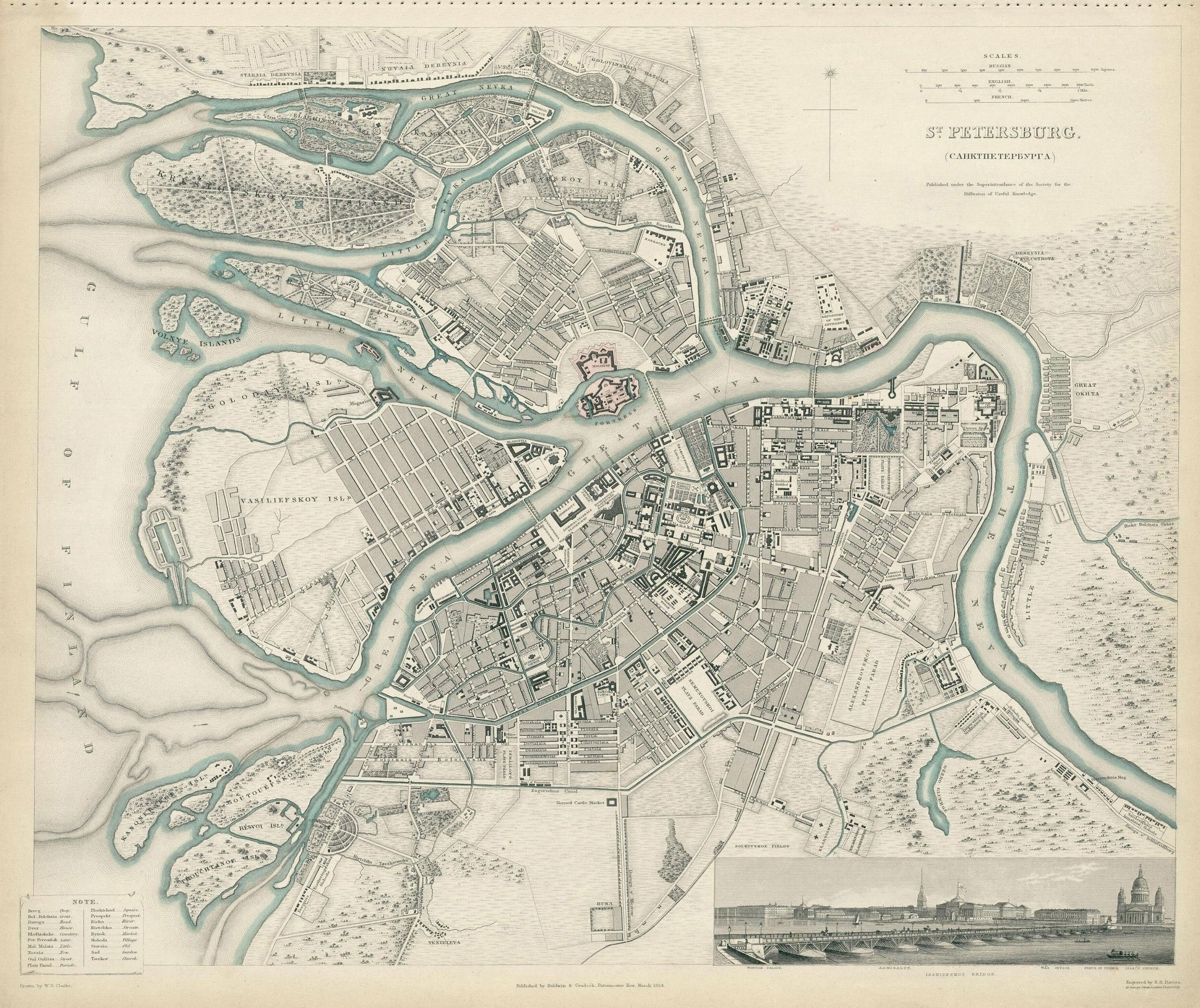
Карта города. 1834 год

Преобладавшим архитектурным направлением был классицизм, для рядовых городских построек была свойственна строгость в оформлении, склонность к жёлтому цвету и однообразие. Государственные постройки, выполненные в стиле ампир выделялись своей пышностью и парадностью, они через множество античных и аллегорических символов восхваляли военную славу Российской империи. В этот период были воздвигнуты роскошные монументальные храмы. К моменту заката эпохи классицизма в Петербурге завершилось формирование центральной часть города.
Петербург был сердцем торговли в Российской империи. Международная торговля была сосредоточена на стрелке Васильевского острова, товары сбывались на многочленных рынках. Для высших сословий в Петербурге начали открываться первые магазины на Невском проспекте. В Петербурге развивалась промышленность, однако основной сбыт продуктов обеспечивали городские ремесленники. Хотя в городе уже имелась система здравоохранения, она не справлялось с эпидемиями и высокой детской смертностью. В городе ухудшалась санитарная обстановка из-за загрязнённой навозом и отходами речной воды, превращавшейся в главный рассадник болезней. В данный период в городе назревал культурный и общественный кризис, который будет неуклонно углубляться на рубеже XIX и XX веков и не решён. В начале XIX века Балтийский флот почти прекратил дальние морские походы, в результате финский залив между устьем Невы и островом Котлин начали в шутку называть «Маркизовой лужей».
Городское население делилось на сословия. Самым привилегированными были дворяне, которые представляли собой особое закрытое сообщество, для которых была принята демонстрация расточительства, следование особому поведенческому кодексу и где французский язык был основным в общении. В Петербурге также имелись городские сословия чиновников и почётных граждан, последние были людьми неблагородного происхождения, но имевшие образование. Самым влиятельным неблагородным классом были купцы, разбогатевшие на торговле бывшие крестьяне, зачастую богаче дворян, но сохранявшие верность русским традициям. Самой многочисленным городским сословием были мещане — ремесленники, мелкие торговцы и городская беднота. В Петербурге также жило, часто временно, множество крестьян, однако они не имели городского гражданства, прибывали в городе временно или нелегально и были лишены прав.

## Город
Петербург в начале XIX века располагался уже на 101 острове. К началу века на набережных Невы сформировались основные городские улицы и были сконцентрированы многие знаковые здания, такие как Адмиралтейство, Петропавловский собор, Зимний дворец, Биржа, Кунсткамера, дворец Меньшикова, Академия художеств и другие. Мосты, перекинутые через Фонтанку формировали композиционное объединение постройки.

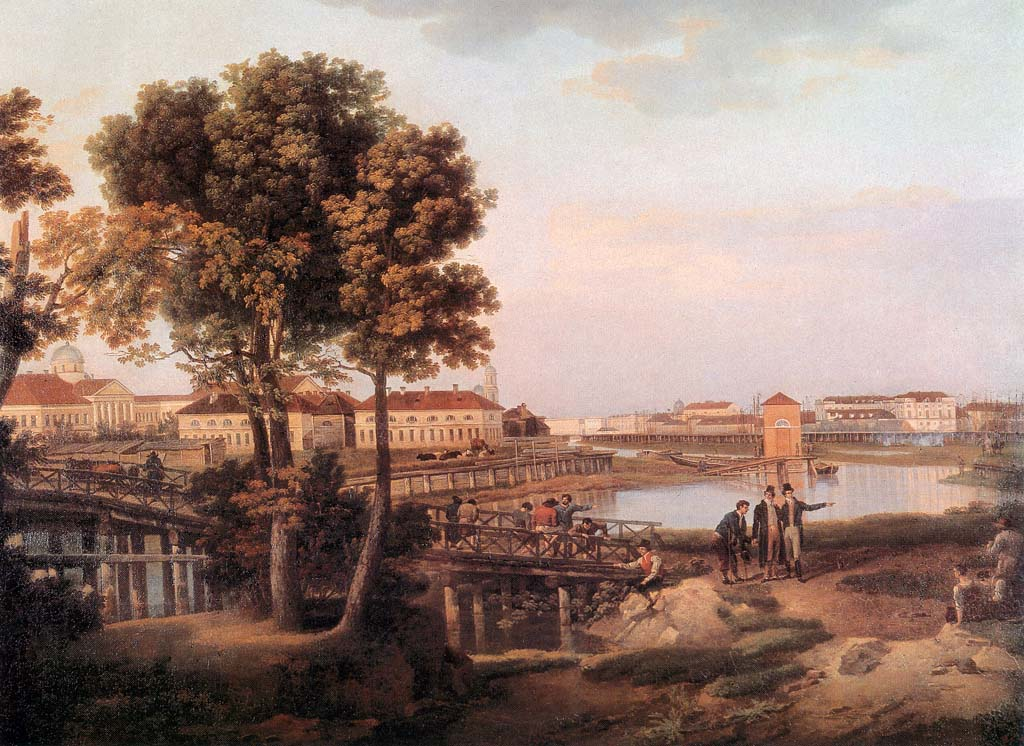
Вид с Петровского острова в Петербурге, 1803 год

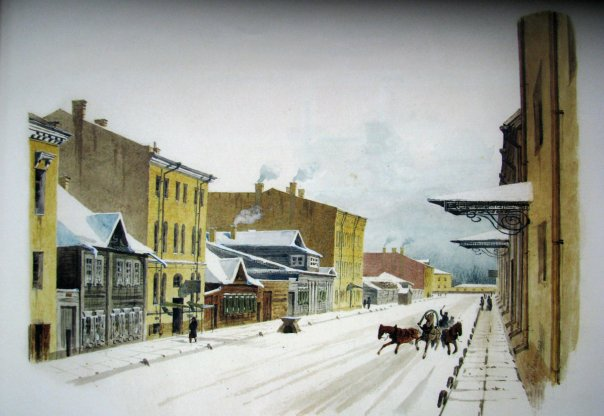
Спасская улица, середина XIX века, пример городской улицы со смешанной каменной и деревянной постройкой, Баганц

Город впечатлял приезжих своими гранитными набережными, прямыми, широкими улицами, просторными площадями и ансамблевостью городской постройки. Благоустроенными и красивыми были улицы в центре города, в периферийных районах у границ города на едва намеченных улицах простирались казарменного вида постройки, небольшие дома, множество пустырей и замусоренное пространство.
Петербург в середине XIX века имел длину в 8 километров с юга на север и 10 километров с запада на восток. В первой половине XIX века активно застраивалось южное направление Петербурга, в направлении трёх лучей — Невского проспекта, уже ставшего главной и парадной улицей, Вознесенского проспекта и Гороховой улицы. Обводный канал считался южной границей города. Сам канал использовался для того, чтобы грузовые суда обходили городской центр.
В 1837 году в результате крупного пожара был частично уничтожен Зимний дворец, который пришлось восстанавливать по проекту Стасова и других архитекторов. В этот период царская семья жила в Аничковом дворце. Члены императорского дома обустраивались в собственных дворцах, например Мраморный дворец стал резиденцией Константина Павловича Романова, в Михайловском и Каменноостровском дворцах поселился Михаил Павлович Романов, в Елагином дворце — Мария Фёдоровна, мать Александра I и Николая I, в Мариинском дворце — Мария Николаевна, дочь Николая I.
Жизнь в городе была подчинена выраженной сезонности. Почти вся стройка в городе приходилась на лето. Петербург в жаркое время года оказывался окутан в запахами нечистот и конского навоза, а дворяне, интеллигенция, в том числе и императорская семья этот период стремилась покинуть город и селились на дачах. В том числе и гвардейцы переезжали в летние лагеря.

### Жилой фонд

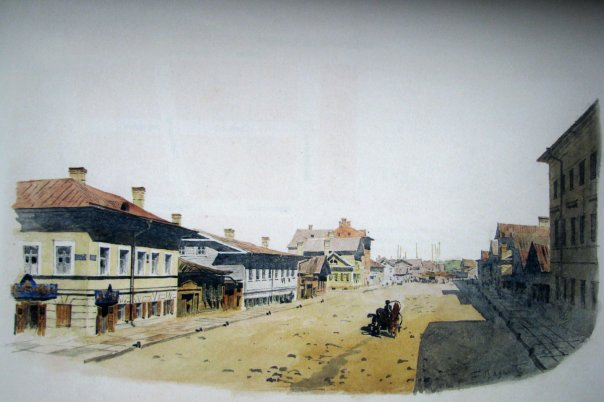
Преображенская улица, Баганц

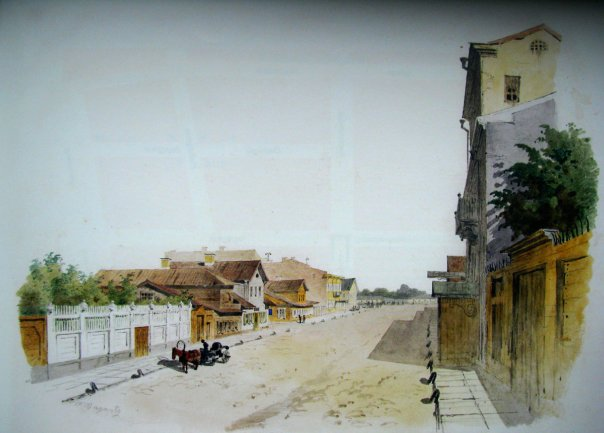
Ковенский переулок, середина XIX века, пример улицы с деревянной застройкой, Баганц

Санкт-Петербург до последней трети XIX века в целом был малоэтажным городом, состоявшим из одно- и двухэтажных построек, каменные многоэтажные дома строились только в центральных улицах. Городской центр был плотно застроен однотипными особняками, высотой в три этажа. В тот период запрещалось строить здания выше Зимнего дворца. Фасады зданий строились на одном уровне, образовывая красную линию. Так как классицизм был несколько десятков лет доминирующем архитектурным стилем, для городских улиц было свойственно архитектурное однообразие. Облик центральных городских улиц также формировался двухэтажными особняками именитых горожан. Во дворе особняка располагались служебные постройки — кухня, баня, дровяной сарай, погреба и кладовки. Деревянные изба и лачуги, которыми застроены городские окраины были населены бедными сословиями.

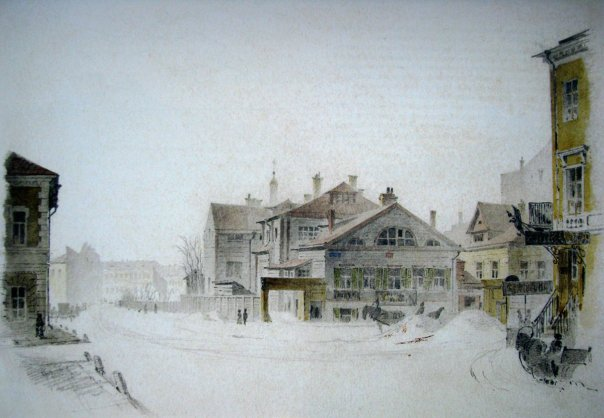
Угол Итальянской и Надеждинской. Баганц

К началу XIX века в городе сложилась денежная аренда жилья, арендуемые квартиры составляли большею часть жилищного фонда. Если в начале века это были в основном переоборудованные жилые здания, то к середине веке стали появляться многоквартирные дома. В Петербурге стало появляться больше доходных домов, которые постепенно меняли облик городских улиц. При этом в ранних доходных домах не было принято возводить дворовые флигеля, вместо этого во доре строились хозяйственные постройки. Наиболее ценным для сдачи квартир считался второй этаж. Резкий прирост доли доходных домов среди городской застройки и вместе с тем уменьшение средней площади жилого помещения придётся уже на вторую половину XIX века.
Несмотря на устойчивый миф о Петербурге, как о каменном городе большая часть жилого фонда была деревянной. В городе в сравнении с прошлым веком заметно увеличивалась доля каменных построек, но они по-прежнему оставались в меньшинстве. В 1833 году среди всех 7976 домов в пределах города 2730 были кирпичными. Ежегодно строилось в среднем по 30 кирпичных зданий. Деревянные дома размещались на красной линии города. Это были в основном одноэтажные и двухэтажные здания. Тем не менее современники воспринимали Петербург, как каменный город. Многие дома штукатурились, придавая им почти неотличимый облик от каменных, так как это повышало престиж дома. Деревянные здания запрещалось строить в центральной части, на Васильевском острове, а также в нескольких кварталах, прилегавших к городскому центру. В первой половине XIX века Выборгская, Петербургская стороны, Охта, западная часть Васильевского острова состояли полностью из деревянной одноэтажной постройки. Между домами располагались многочисленные пустыри для выгона скота.

### Районы
Адмиралтейская сторона делилась на четыре части, самыми благоустроенными были Первая и Вторая Адмиралтейская части — аристократические районы, где почти все здания были каменными. Там располагались канцелярии военного и гражданского управления, множество лавок, кондитерских, лучших магазинов города. Улицы были ухоженными и благоустроенными. Вторая и третья Адмиралтейские были центром промышленной деятельности, где располагался Никольский рынок, Гостиный двор, множество лавок и ремесленных заведений у Сенной площади.

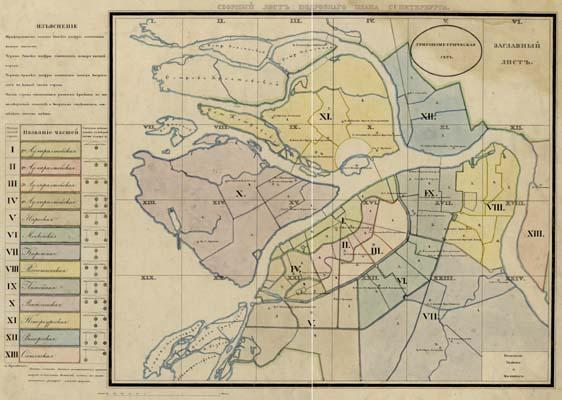
Деление Петербурга на полицейские части, 1828 год

В третьей части жили в основном ремесленники и крестьяне — торговцы. В четвёртой части жили бедные чиновники, бедные ремесленники и временно прибывавшие провинциальные дворяне. В этих частях города располагалось наибольшее количество ресторанов, трактиров, харчевен и питейных заведений. Хотя это была по-прежнему часть городского центра, состоявшая почти из каменных зданий, современники отмечали обилие грязи во внутренних помещениях домов и особенно дворов. Невский проспект сформировался, как сердце города, в котором была сосредоточена торговля, общественная жизнь и где пересекались все сословия. На Невском располагалось множество кондитерских.
В более периферийных городских районах каменные и деревянные дома распределялись равномерно. К ним принадлежала Четвёртая Адмиралтейская часть, выделявшаяся от первых трёх частей меньшим шумом и количеством общественных заведений. На Литейной части располагались благоустроенные прямые улицы, как в первых двух Адмиралтейских частях, хотя деревянная постройка была преобладающей. Здесь жило много обеспеченных граждан. Московская часть была преимущественно занята зданиями Измайловских и Семёновским полков. Здесь жили преимущественно гражданские чиновники, отставные военные.

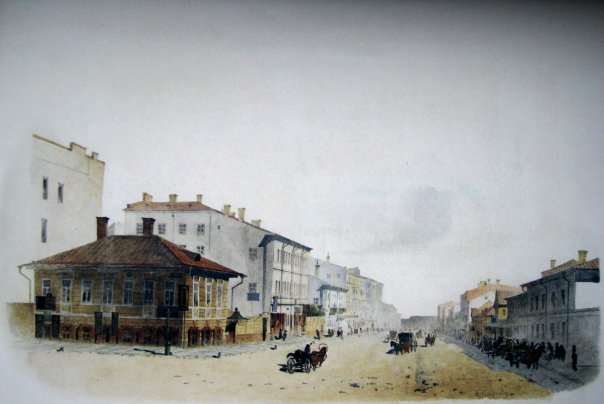
Перекресток Бассейной и Надеждинской, середина XIX века, Баганц

Васильевская часть имела благоустроенные прямые линии на восточной части, где вдалеке друг от друга стояли особняки и располагались сады. Тем не менее Васильевский остров считался периферийным и его рассматривали, как место отдыха для тех, кто не имел возможности летом переселиться на дачи. Периферийными были Рождественская, Каретная и Нарвская части, где благоустройство ограничивалось слабо вымощенным улицами и стояла скромная постройка, преимущественно деревянная. Здесь жили низшие сословия, крестьяне, извозчики, чернорабочие. Петербургская, Выборгская и Охтинская части были предместьями, где жители Петербурга строили себе дачные посёлки и переезжали туда летом, от чего зимой эти районы становились пустыми. Охта была населена зажиточными крестьянами, которые занимались продажей молока и столярным делом.

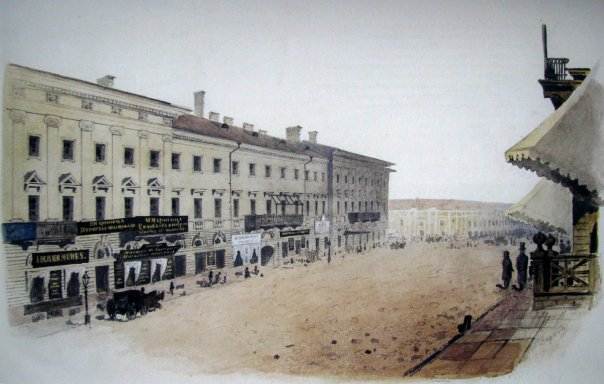
Вид на Невский проспект, середина XIX века, Баганц

На севере город рос медленно, дойдя до реки Карповки. В тот период Аптекарский, Крестовский, Елагин и Каменный острова были покрыты лесами и садами и считались пригородом. На Аптекарском острове располагался ботанический сад, на других островах строились дачи придворных и членов императорской семьи. На Васильевском острове значительная часть земли оставалась неосвоенной, однако город заметно отодвинул свои границы на запад. Здания здесь стояли на большом расстоянии друг от друга и имелось множество садов. На острове селились богатые купцы, ремесленники, губернские купцы и художники и учёные. На Выборгской стороне выросли узкие городские кварталы вдоль Невы и Большой Невки. Деревянные поселения у Охты также начали поглощаться городом.
Там, где ныне располагается станция метрополитена Удельная, в XIX века располагалась Удельное земледельческое училище, где обучали будущих смотрителей императорских уделов. Многие названия улиц в тот период были говорящими — Грязный переулок, Болотная, Песочная улицы для обозначения неблагоустроенных улиц, Миллионная и Мещанская были местом сосредоточения знати, другие улицы, такие как например Вознесенский проспект назывались в честь близлежащих храмов или рот лейб-гвардейцев, например Конногвардейский бульвар.
Во время Отечественной войны в Кронштадте была возведена система укреплений на острове и малых островках на Финском заливе. Форты должны были прикрыть подступы в Петербурге.

### Градостроительство
При Александре I и затем Николае I продолжался процесс благоустройства и реконструкции Санкт-Петербурга. В царствование Александра I, в Петербурге началась масштабная реконструкция городских улиц и центральных площадей города. К Адмиралтейству вели три радиальные магистрали, тем не менее императорский дворец по-прежнему оставался изолирован от Невского проспекта — главной улицы столицы. Въездные дороги — Московский тракт и Петергофская дорога не вели в парадную часть города, а пересекались хаотично на Сенной площади. В рамках масштабной реконструкции в городе были построены новые дороги и въезды, призванные исправить основные градостроительные ошибки, вызванные расширением города в прошлом.

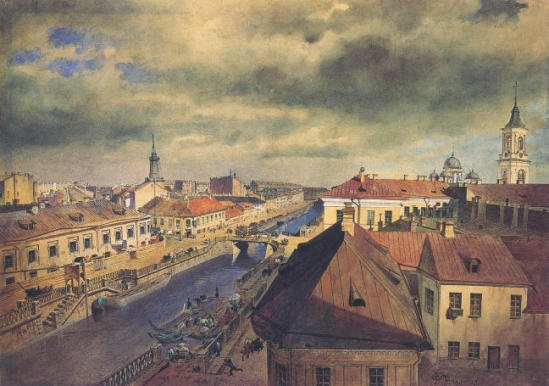
Екатерининский канал, середина XIX века, Баганц

Проектированием улиц занимался Антон Модюи работавший над пространственными планами урегулирования Исаакиевской, Сенатской и Дворцовой площадей, планировочных решений торговой зоны Петербурга в районе Сенной площади. По проектам Модюи также были пробиты многие дороги и устроены площади на местах пустырей в центре города, по рисункам Модюи была устроена площадь со сквером перед Аничковым дворцом, с Александринским театром, пробита улица зодчего Росси до Чернышёва моста. По его проекту с Невского проспекта от городской башни была открыта новая Михайловская улица, ведущая к новой площади, в глубине которой строился Михайловский дворец у площади Искусств. Модюи занимался планировкой Исаакиевской площади. Он также выделил главные планировочные зоны в городе с планировочными решениями, которые были использованы архитекторами Росси и Монферраном. Проектированием улиц также занимался Викентий Беретти, спроектировавший например реконструкцию Сенной площади.
Позже архитектор Карл Росси занимался проектированием городских ансамблей и новых главных городских построек, при его непосредственном участии в Петербурге были сформированы большинство современных городских ансамблей — Дворцовая, Сенатская площади, площадь Искусств,Островского, Ломоносова. Именно благодаря России Петербург приобрёл облик имперской столицы. Архитектор реализовал единые архитектурные ансамбли, в основе которых лежала единая объемно-пространственная композиция, созданная Модюи. Росси вдохновлялся архитектурой Рима и стремился передать городу ту же торжественность. Иностранные посетители замечали, что нигде прежде не видели столь обширных городских ансамблей.
Шло благоустройство стрелки Васильевского острова, вместе со строительством здания Биржи и установкой Ростральных колонн по проекту Тома-де-Томона, и затем создания полукруглой площади с каменными набережными.

## Домашнее обустройство

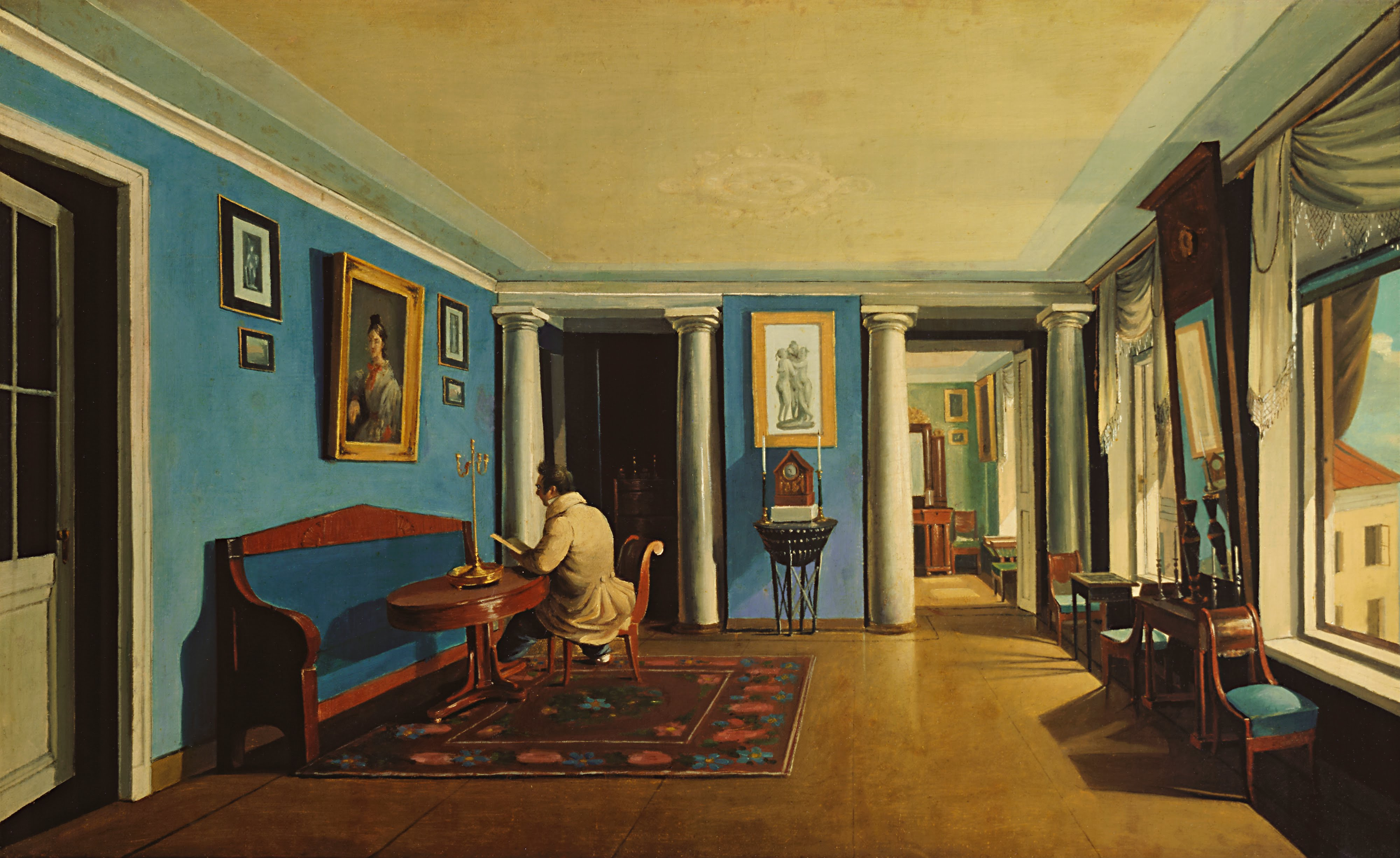
Внутреннее помещение в богатом особняке, Пётр Басин

Дома в центре, построенные в стиле классицизма были похожи друг на друга, часто покрашенные в жёлтый цвет и украшенные строгого вида фасадами с античными портиками в три или четыре этажа. Однако за фасадами красивых каменных домов часто скрывались грязные дворы, занятые хозяйственной постройкой, вроде сараев. Тогда ещё не были распространены дворы колодцы, дворы оставались обширными и дома строились вдоль красной линии.
Дальше от центра преобладали дома не выше двух этажей, большая часть домов была деревянной, многие их них штукатурились, чтобы придать вид каменных. В городе повсюду были установлены полосатые будки часовых. На городских окраинах стояли вдалеке друг от друга скромные деревянные постройки, соединённые высоким забором.
На протяжении большей части XIX века люди жили без водопровода, дома отапливались печами и свечи использовались для освещения. Если в начале века свечи могли позволить себе обеспеченные горожане, то в 1830-е годы стали выпускаться недорогие парафиновые свечи, а также стеариновые. В целом на свечах экономили и зажигали их, когда занимались чтением, письмом или рукоделием. Для освещения также использовались лампы, наполненные жиром с плавающем фитилем, с середины XIX века популярность начали приобретать керосиновые лампы. В начале XIX века крыши домов из металлических пластин были редкостью из-за дороговизны их изготовления, но к середине XIX века такие крыши становились всё более распространённым явлением, их красили для того, чтобы они не так быстро ржавели. В 1830-е годы у входов некоторых жилых зданий начали устанавливать металлические навесы с железными или чугунными колонками или кронштейнами, но массово такие конструкции начнут устанавливать к концу века.

### Частные дома

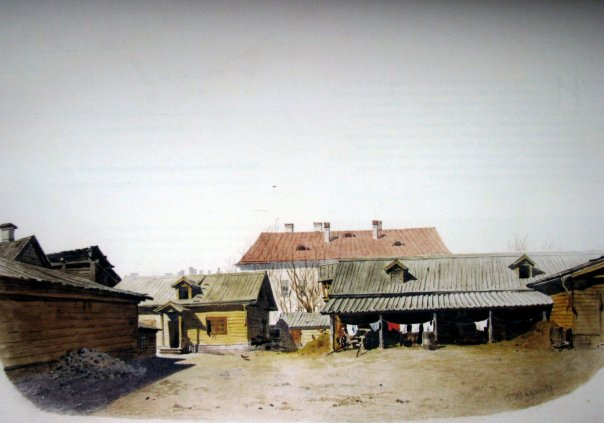
Типичный двор со стойлом и хозяйственными помещениями на Малой Итальянской № 18. Дворы-колодцы получат расппространение в конце XIX века

Дворянские особняки формировали облик городского центра. Особняки были меньше дворцов. При особняке располагались конюшни, амбары, ледники, мастерские, ледники, заменявшие холодильники. Внутренние интерьеры таких домов отличались роскошью, делились на вестибюль, парадную лестницу, танцевальный зал и анфиладу комнат. Подобная внутренняя планировка стала традицией. В особняках часто отводили помещения под личные коллекции, библиотеки, детскую комнату и комнату для обучения детей.

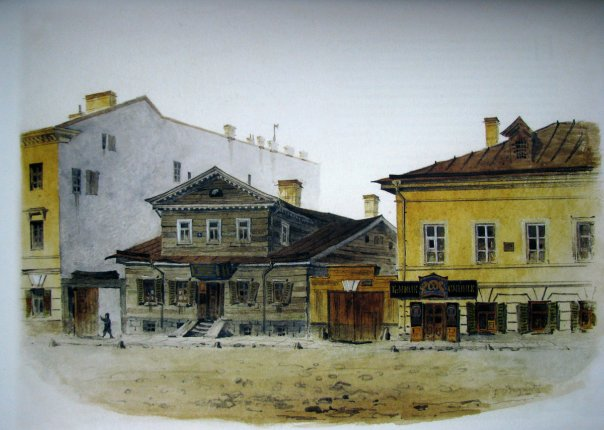
Пример полутораэтажного дома на Итальянской улице

Внутренние помещения мещан и крестьян как правило были тесные, малоудобные и грязные. Распространённым типом скромного жилого здания был деревянный «полутораэтажный» дом, половиной этажа назывался мезонин — надстройка небольшой площади над первым этажом. Такие дома отапливались железными печками. Полутораэтажными также назывались дома, где первый каменный полуэтаж — подклет, или цокольный/полуподвальный этаж использовался, как мастерская или склады. Торговцы предпочитали строить отдельные каменные помещения для торговли — торговые палаты. Верхний этаж дома, часто деревянный, был жилым. Если хозяин дома не занимался ремеслом или торговлей, то устраивал в цокольном этаже кладовую, кухню и хозяйственные помещения. Строительство кирпичных домов было дорогим делом, так как кирпич поставлялся в малых количествах только с казённых петербургских заводов. Тем не менее в XIX веке стали появляться первые частные заводы, во много раз повышая количество произведённых кирпичей и способствуя росту доли кирпичных зданий. Цельные стеклянные окна в начале века считались новинкой из-за дороговизны технологий, в основном же использовалась мелкая расстыковка. Со временем увеличивалась и площадь окон, в зданиях стало модно строить эркера. В середине XIX века начали массово появляться стеклянные витрины в торговых помещениях.
Жилой дом как правило строился вдоль улицы в красную линию, во всех жилых участках в глубине двора располагались хозяйственные постройки. Дворы — колодцы получат массовое распространение только после второй трети XIX века вместе с увеличением плотности населения и строительством дворовых флигелей. Хозяйственные дворовые помещения были распространёнными до внедрения водопровода и клозетов в конце XIX века, которые в будущем позволят устанавливать кухни и туалеты внутри зданий. Во внутреннем дворе также часто располагались конюшни, коровники и курятники. В 1810-х годах в Петербурге было более 18 000 лошадей. Ежегодно в город доставляли около полутора миллиона пудов сена.

### Доходные и многоэтажные дома
В Петербурге квартиры становились всё более распространённым видом жилья, в том числе обширные квартиры снимали бедные дворяне. Самые роскошные квартиры располагались на Невском проспекте. Тем не менее в квартирах селилась городская беднота, в тесных жилищах жили ремесленники, мелкие чиновники, бедные студенты, торговцы и старики на пенсии. В Петербурге сформировалась сезонная миграция, когда часть населения покидала Петербург летом и жила на дачах, чтобы затем вернуться и снять новую квартиру. Это было обусловлено тем, что в летнее время года в Петербурге шла массовая стройка и чаще всего вспыхивали эпидемии, в основном холеры и зажиточные горожане в итоге предпочитали временно покидать территорию города, от сюда и сложилась традиция летних дачных поездок.

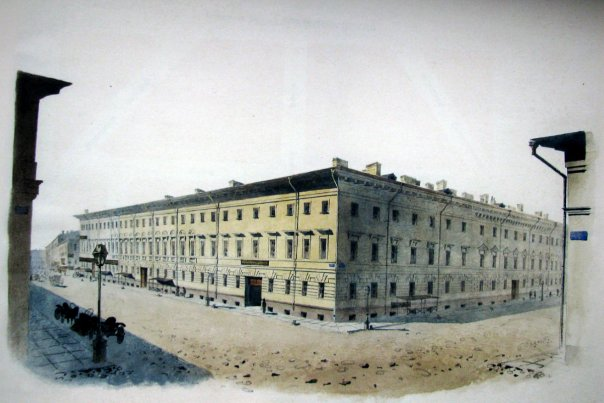
Пример городской многоэтажной постройки, Михайловская площадь

Хотя большая часть петербуржцев в XIX веке уже жила в арендованных квартирах доходных домов, для горожанина того периода понятие границ жилища было размыто. Значительная часть бытовой жизни происходила вне границ квартиры, например бельё мылось в прачечной, сушилось совместно на чердаке, квартиру постоянно покидали для исправления нужды, походом за дровами, водой в колодец, для выброса отходов. Петербуржец по самым разным причинам должен был выходить во двор, общаться с домовладельцем и соседями.

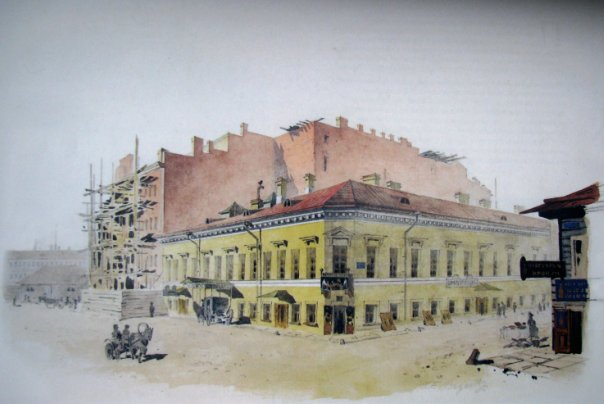
Дом Доссе и строящийся за ним доходный дом, угол Бассейной и Басковой улиц

В многоэтажных зданиях было принято строить роскошный парадный вход на основную улицу и чёрный со стороны двора, который использовался в основном прислугой, представляя собой узкие, тёмные и сырые помещения с крутой лестницей. Чёрная лестница вела как правило на кухню и там ставили помойные вёдра. Чёрные лестницы часто были малыми и тёмными помещениями, используемыми прислугой.
В именитых поместьях и доходных домах жилые помещения было принято строить у улицы, а во внутреннем дворе обустраивать так называемые служебные или хозяйственные помещения, например кухню, баню, дровяной сарай, погреба и кладовки.
В более старых зданиях малой этажности для исправления нужды в углу дома стояли испражники, которые снаружи огораживались толстой стеной, чтобы за пределы не проникал дурной запах. Вместе с ростом этажности в зданиях начала XIX века отхожие места начали устанавливать на чёрных лестницах рядом с окном в неглубокой нише без дверки. Такие отхожие места предназначались для прислуги. В середине XIX века в помещениях начали устанавливать клозеты, которые с помощью особого клапана не пропускали запахи и поэтому могли больше не устраиваться в специальных помещениях. Отхожие места располагались и как правило во дворах в отдельных будках, ими пользовались слуги, дворники, уличные торговцы или жильцы в подвальных этажах доходных домов.

## Инфраструктура

### Реки и мосты
В первой половине XIX века в Петербурге шло активное строительство мостов, в городе имелось более ста мостов, с их помощью объединяли острова через Неву и её рукава. Использование чугуна стало новым этапом в истории строительства петербургских мостов. Чугун был прочнее гранита, что позволяло строить более длинные, пологие и изящные мосты. 

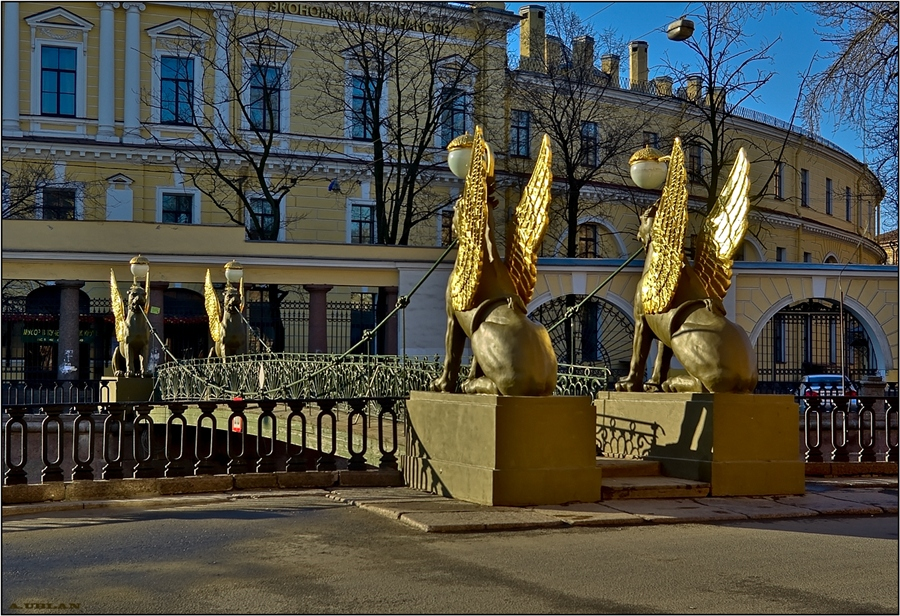
Банковский мост

Тем не менее прочность чугуна была по прежнему слишком слабой, чтобы строить крупные мосты. Это стало стал причиной обрушения моста через Фонтанку. Прочность чугуна удалось улучшить после изобретения петербургским учёным Якоби метода гальванопластики, что позволило отныне возводить мосты куда более крупных конструкций. Самым первым чугунным мостом в Петербурге был Полицейский мост по проекту Гесте. В 1844 году данный мост был заасфальтирован, что стало первой практикой в России. Вторым чугунным мостом стал в 1814 году Красный мост на пересечении Мойки и Гороховой улицы. В 1818 году был открыт шириной почти 100 метров Зелёный мост, ставший продолжением Исаакиевской площади. Четвёртый мост — Поцелуев, был открыт в 1816 году у пересечения Мойки с Крюковым каналом.

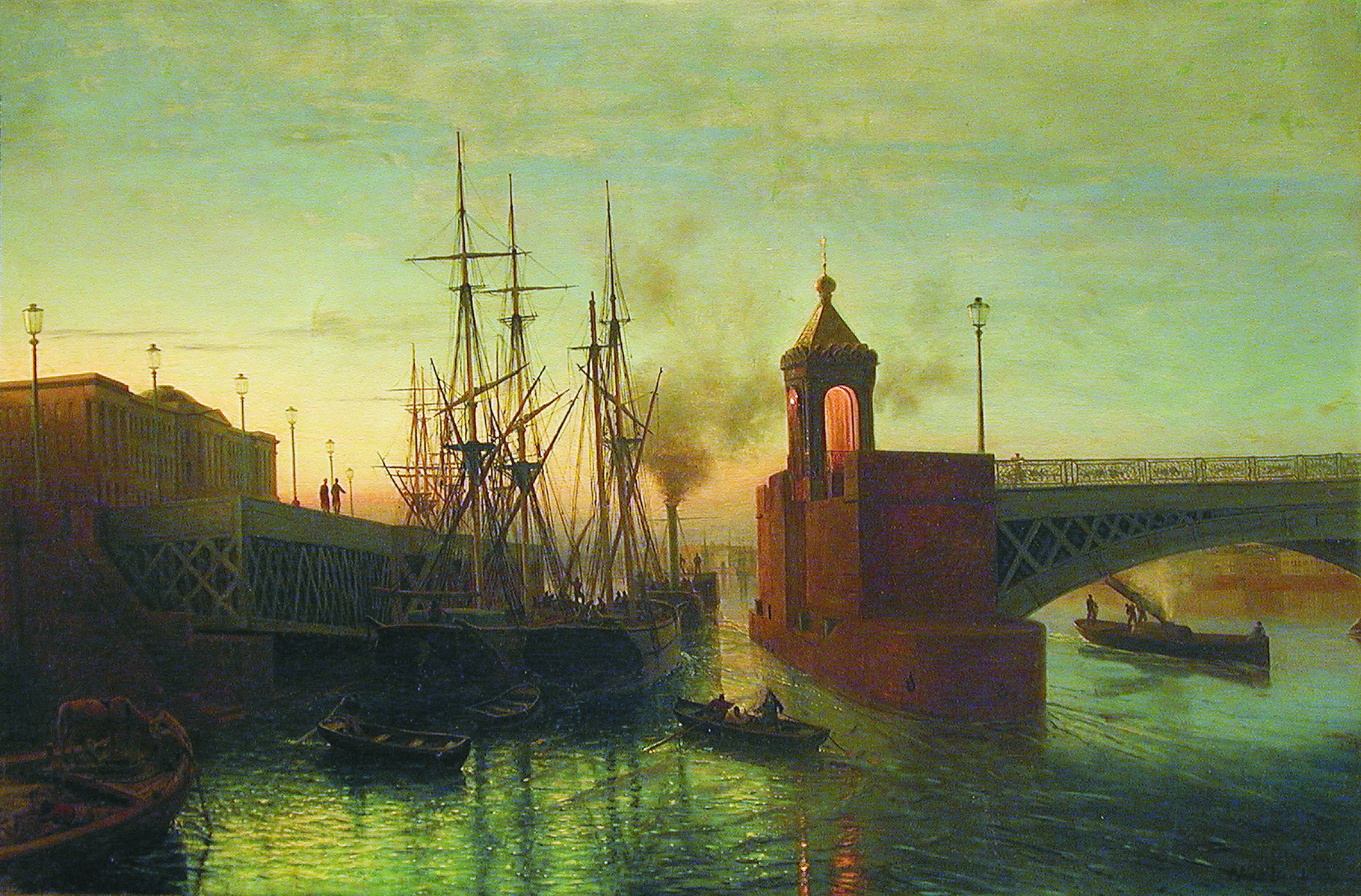
Проводка судов через разведённый пролёт николаевского моста. Картина Л Ф. Лагорио

В Петербурге шло строительство мостов через Неву, но все они были деревянными и наплавными. Такие мосты стояли на плашкоутах и разбирались перед зимой. Было построено 10 таких мостов. Первый постоянный мост — Благовещенский был построен в середине XIX века по проекту Кербедза. Мосты могли украшать скульптурными композициями, один из самых известных мостов и ныне достопримечательностей Петербурга — Аничков мост в его современном виде был построен в 1841 году, другие известные мосты эпохи — Львиный и Банковский мосты.
Крупнейшим проектом середины XIX века стал первый постоянный разводной мост через Неву, чьё строительство обсуждалось ещё в конце XVIII века. Николаевский мост был построен в в 1850 году, до этого крупнейшим мостом через Неву был деревянный и наплавной Исаакиевскоий мост. Разводной пролёт Николаевского моста тогда не поднимался, вместо этого а его две части поворачивались перпендикулярно мосту.
Через город был построен новый канал — Обводный, через который переправляли грузовые суда в обход центра. Обводной канал стал границей города. В Петербурге продолжался процесс укрепления каналов гранитом, который добывался на Ладожском озере и северных берегах Финского залива. Там плиты обрабатывали и поставляли в Петербург. Городские набережные украшали чугунными решётками. У каждой набережной имелся спуск к воде.
|                                                                                                   |  |  |  |  |
| Полицейский мост, Пантелеймоновский мост, Каменноостровский мост, Пикалов мост, Исаакиевский мост |  |  |  |  |

### Вода
Система водостока в городе была построена при Екатерине II. Водопровод уже существовал в Петербурге, но был редким явлением и в основном использовался для питания фонтанов. Бытовой водопровод также был проведён в нескольких городских дворцах. Тем не менее жители снабжали себя водой из рек и каналов, находившиеся вдалеке от воды домохозяйства брали воду из колодцев. В ранний период истории Петербурга, жители не испытывали проблем с водоснабжением, так как Петербург строился у воды, однако в XIX город продолжал расширяться и всё больше новых городских районов оказывалось вдалеке от воды. Вода в реках и каналах стала настолько грязной, что брать из них воду было опасно и запрещалось законом. Если в 1815 году в Петербурге имелось 362 колодца, то в 1839 году их уже насчитывалось 1320. На тех участках, где отсутствовал удобный спуск к воде, устанавливались водокачки с ручными помпами, к середине века в Петербурге имелось 37 водокачек. Ими пользовались в основном водовозы, которые за определённую плату набирали воду в бочки и либо своими силами, либо на лошадях развозили их по городу горожанам и предприятиям. По мере расширения города, работа водовозов становилась всё более распространённой со своим пиком во второй трети XIX века вплоть до начала распространения водопроводной системы.
Ещё в 1819 и 1825 годах частными лицами предпринимались попытки провести водопровод, однако они встречали сопротивление со стороны властей. Первый водопровод был проведён графом Эссеном-Стенбоком-Фермером в середине XIX века на улицах Знаменской, Итальянской и Сергиевской, где жили аристократы, однако из-за низкого спроса водопровод перестал работать через несколько лет.

### Общественный транспорт

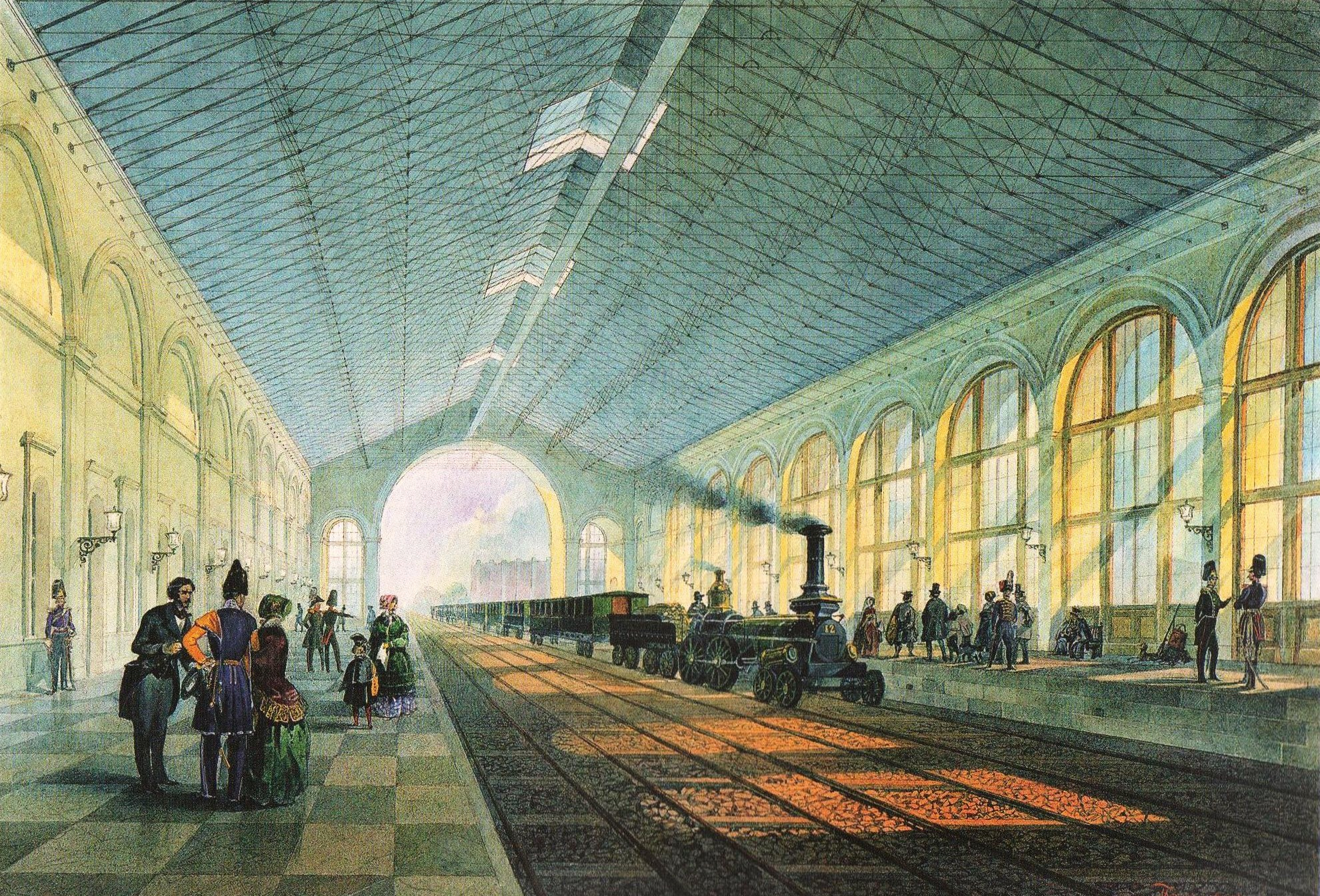
Московский вокзал, под дебаркадером. 1851 год

Основным передвижным транспортом был конный. Богатые горожане имели при себе извозчиков или пользовались их услугами. В первой половине XIX века в моду вошли воздушные шары, которые над городом запускали богатые петербуржцы. Вместе с расширением границ города и ростом населения неизменно назревал вопрос по поводу отсутствия общественного транспорта. Перемещение по городу бедным жителям делалось зачастую длительным и утомительным. В 1830 году в Петербурге был учреждён первый общественный транспорт — омнибус или крупная карета, внутри которой могло размещаться до 12 человек. Первые омнибусы были сезонным транспортом, разъезжавшим в тёплое время года, оплата на них была небольшой. В 1847 году в Петербурге были организованы несколько маршрутов, чтобы отличать их друг от друга, кареты окрашивали в разный цвет. Те, что ездили от Дегтярной улицы до Петроградской стороны имели малиновый окрас, от Бассейной улицы до Покровской площади — синие. Вместе с ростом пассажиропотока стали появляться «двухэтажные» кареты — «империалы», в которых скамейки устанавливались на крыше.
На фоне начала промышленной революции, роста торговли и населения всё острее вставал вопрос о развитии железнодорожного транспорта, планы по строительству дорог начали ещё вести в самом конце XVIII века. В 1837 году была запущенна первая в России экспериментальная железная дорога общественного пользования — Царскосельская на участке Царское Село — Павловск. Вагоны и паровозы заказывались из-за границы. Данная дорога предназначалась для перевозки знати и императорской семьи.  К середине XIX века была построена Николаевская железная дорога между Петербургом и Москвой. В 1851 году после окончания прокладки путей, был построен Николаевский вокзал. Новая железная дорога должна была также частично разгрузить водный и гужевой транспорт. К строительству железной дороги было привлечено более 40.000 человек.

### Благоустройство
В городе создавались сады и парки. Летний сад Петра I и Елагинский сад приобрели современный облик. На месте гласиса Петропавловской крепости был заложен Александровский парк. На Невском проспекте и около Адмиралтейства также стали появляться бульвары. В 1816 году указом Александра I на улицах, площадях и набережных должны были быть оборудованы тротуары для пешеходов, отделявшие их от общественного транспорта. Тогда был сформирован формат благоустройства, сохранявшийся в XIX и начале XX века. Тротуары делались из гранитных плит или камней размером чуть меньше полутра метров и разделялись с проезжей частью низкими и массивными чугунными колёсоотбойными тумбами.

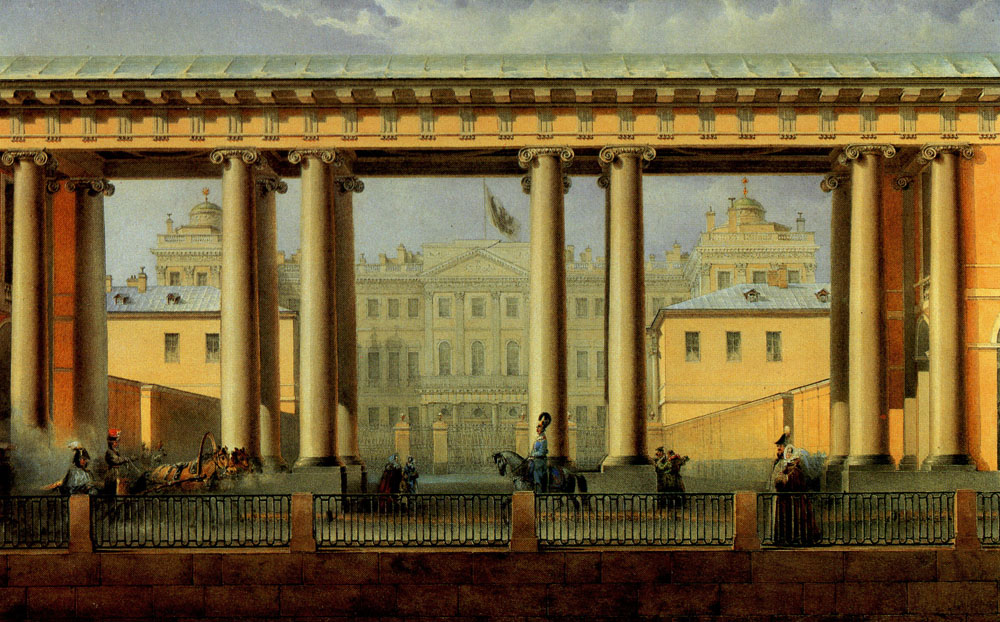
Вид Аничкова дворца с Фонтанки

Большая часть городских улиц была вымощена булыжником или брусчаткой. Часто от таких улиц разносился грохот, когда по ней разъезжали кареты с лошадьми, это создавало сильный дискомфорт жившим вдоль улиц жителям. От булыжника часто ломался транспорт. С 1825 года улицы начали мостить деревянными плашками для шумоизоляции. Торцовые мостовые появлялись в самом центре города и на Невском проспекте. Тем не менее деревянные плашки быстро портились, между ними скапливался органический материал от мусора и конского навоза и они уплывали во время дождей. Такие дороги требовали постоянного ремонта. 

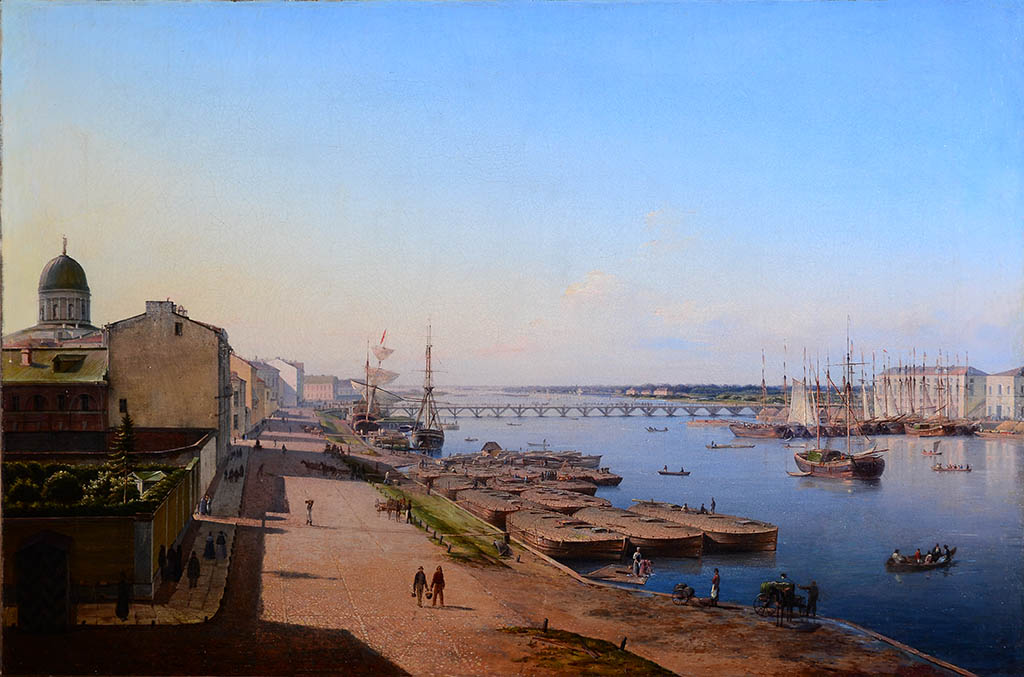
А. И. Иванов-Голубой. Вид Тучкова моста с окрестностями. Около 1844 года

В 1835 году в Петербурге началось распространяться газовое освещение улиц на замену масляным осветительным фонарям. Полосатые фонарные тумбы заменялись высокими красивыми чугунными фонарями, однако работа фонарщиков стала от этого опасной. На Дворцовой площади, Невском проспекте, Большой и Малой Морской улицах были установлены газовые фонари. Тем не менее газовое освещение улиц не получило особого распространения вплоть до начала распространения электричества.
В городской инфраструктуре начали впервые внедряться технические новинки, пришедшие из стран запада. Первый пароход был создан на петербургском заводе Чарльза Берда. Первый телеграф был установлен в Доме номер 7 на Марсовом поле, а на башне Городской думы установили оптический телеграф, в котором с помощью зеркал передавали сообщения из Зимнего дворца, в Царское Село, а позже в Варшаву.
В 1833 году свою работу начала городская почта, на домах начали появляться почтовые ящики. Ещё c XVIII века работала система поставки почты в другие города России.

## Архитектура

### Классицизм
Ещё со времён правления Екатерины II господствовавшим архитектурным стилем был классицизм, который в свою очередь вдохновлялся архитектурой древних Греции и Рима. Классическая постройка была преобладающей в городе. Классическую архитектуру условно делят на екатерининскую, александровскую и николаевскую. Подвидом позднего классицизма XIX века был ампир, который отличался от строгого классицизма своей выраженной торжественностью и сыграл важнейшею роль в формировании современного архитектурного пространства исторического Петербурга. В постройке жилых зданий применялся поздний безордерный классицизм с плоскими стенами, венчавшими карниз и украшенными ритмичным рядом оконных проёмов.

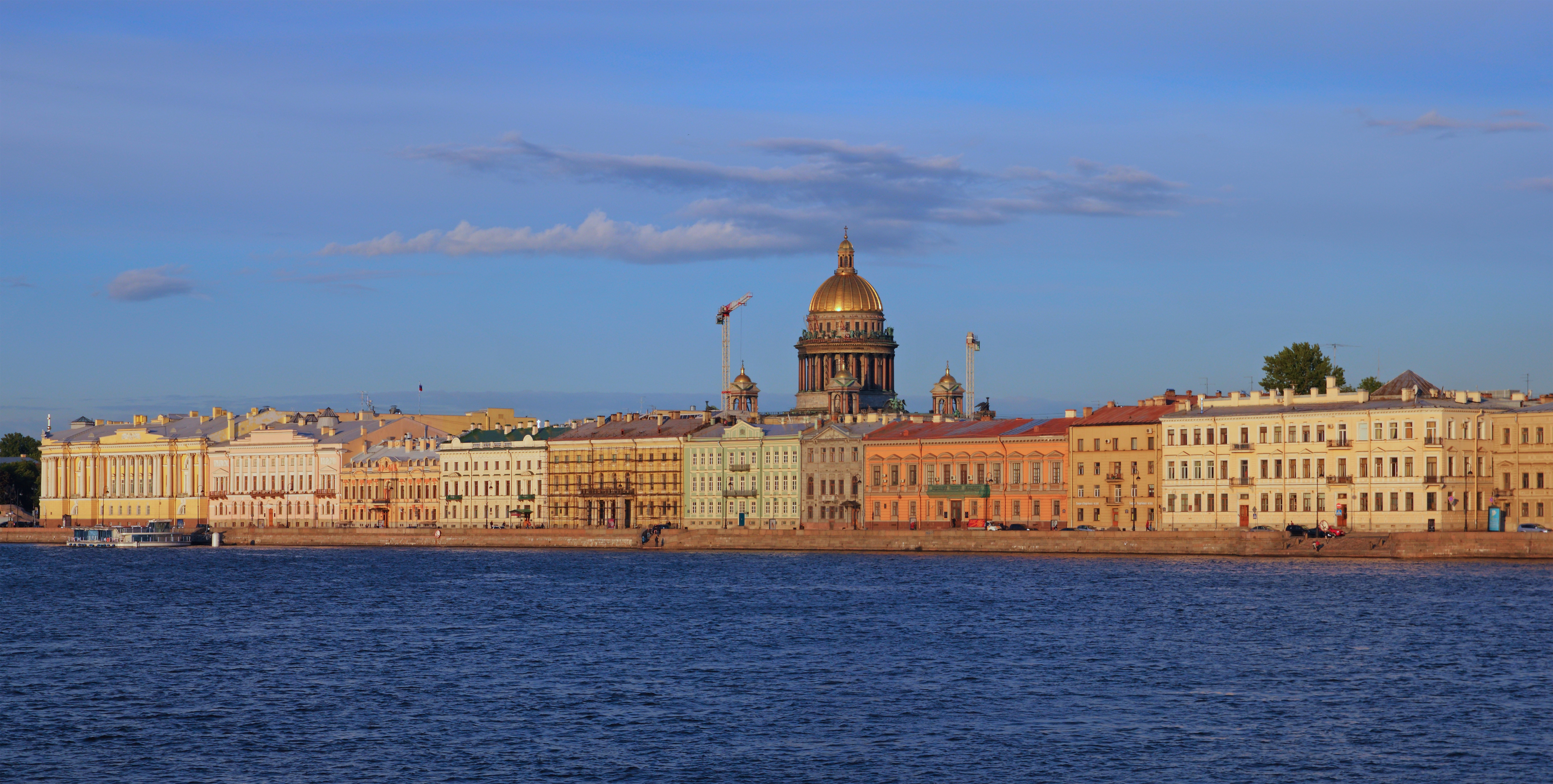
На Английской набережной сохранена преимущественно постройка эпохи классицизма

К моменту заката эпохи классицизма в Петербурге завершилось формирование центральной части города. В самом Петербурге начала XIX века сочеталась преобладавшая классическая архитектура, старая архитектура в стиле барокко из XVIII века и ещё пока небольшое количество новых зданий в стиле эклектики. Петербург в первой половине XIX века стал воплощением самого классицизма, ни в одном городе в мире не было создано столько построек в этом стиле. Характерные архитектурные примеры эпохи — Дом Лобанова-Ростровского, Дворец князя Алексея Александровича, Михайловский дворец и Инженерный замок. Самой известной постройкой, встретившей XIX век стал Михайловский замок, возведённый как дворец-крепость, окружённый реками Мойка и Фонтанка.

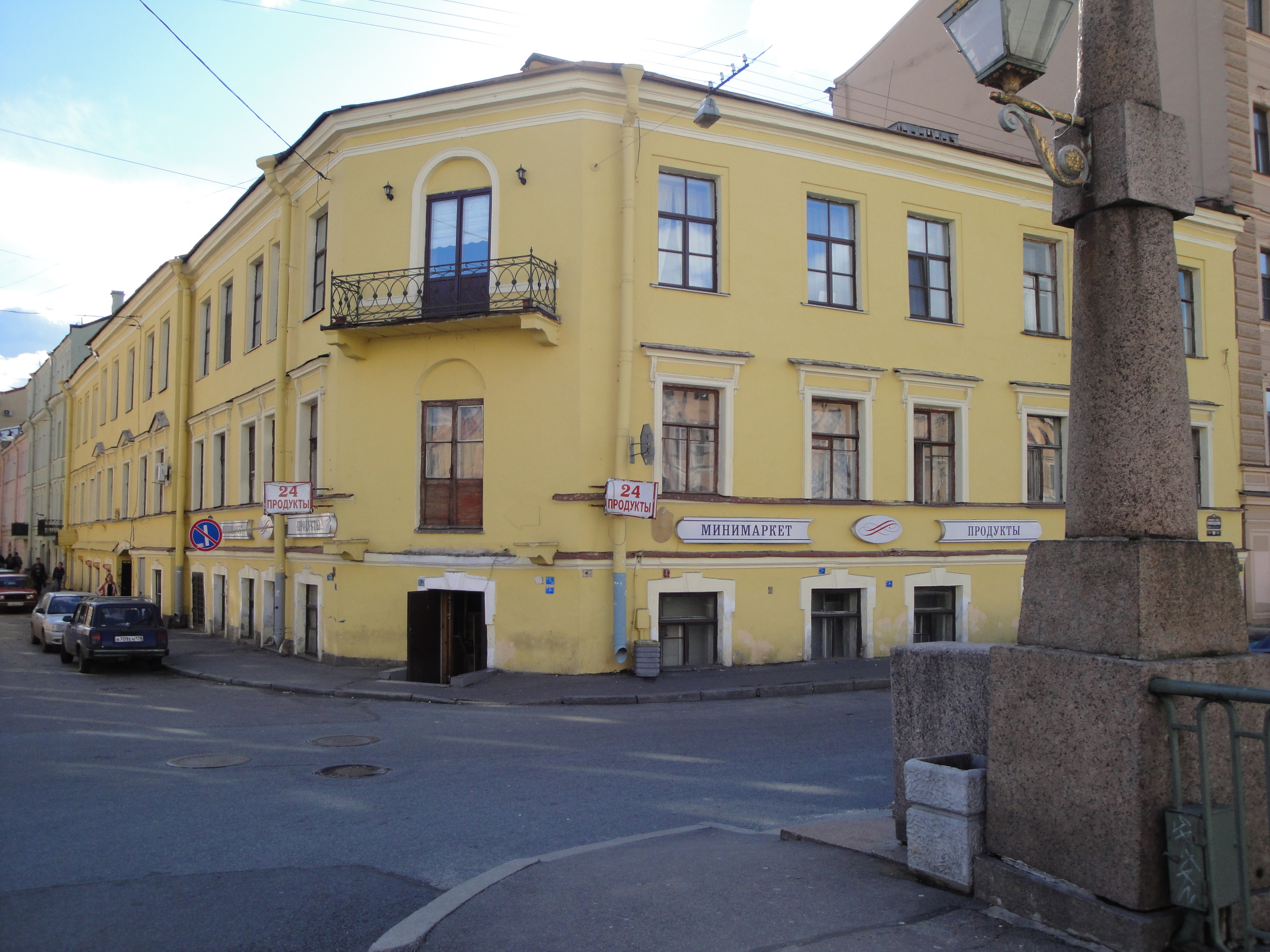
Дом В. А. Злобина, пример типовой двухэтажной (полуподвалы этажом не считались) каменной застройки, распространённой в городе в первой половине XIX века

Для особняков этой эпохи была свойственна симметрия с подчёркнутым и главенствующим центром. Здания в XIX веке было модно украшать портиками коринфского ордера. Характерный образец особняка начала XIX века — Дом Глуховского. Современники ругали здания за их излишнюю однотипность, например Гоголь сетовал на то, что колонны приставляли к зданиям «без всякой мысли и во всяком месте». В 1830-е годы стало появляться больше доходных домов и их хозяева старались декорировать фасады зданий предельно просто, в городе стало появляться всё больше четырёхэтажных зданий, почти лишённый архитектурных изяществ. Современники были недовольны такой тенденцией и это повлияло на популяризацию архитектурного стиля историзма или стилизации архитектуры прошлого.
| |  |  |  |  |
| Дом Струкова, Здание Царскосельского лицея, Дом Стенбок-Ферморов, Дом В. Ф. Громова, Музей-квартира А. С. Пушкина (Санкт-Петербург) |  |  |  |  |

### Ампир
Эпоху правления Александра I и первое десятилетние царствования Николая I принято считать золотой эпохой в петербургской архитектуре. К середине XIX века происходил расцвет монументальной архитектуры. На неё сильное влияние оказывало восхваление российских побед во многочисленных войнах, в которых участвовала Россия. Военное прославление стало частью государственной идеологии и увековечивались в памятниках архитектуры. Многие дворцы, казармы, государственные учреждения, театры, манежи красили в золотисто-жёлтый цвет, ассоциировавшийся с имперскостью. Для новых архитектурных ансамблей была свойственна парадность и торжественность. Классическая архитектура со свойственным ею гражданственным пафосом была призвана воспевать славу Российской империи через множество аналогий с античными мотивами. Здания украшали символами воинской славы, доспехами, оружием, триумфальными колесницами, лавровыми венками, призванными символизировать могущество Российской империи.

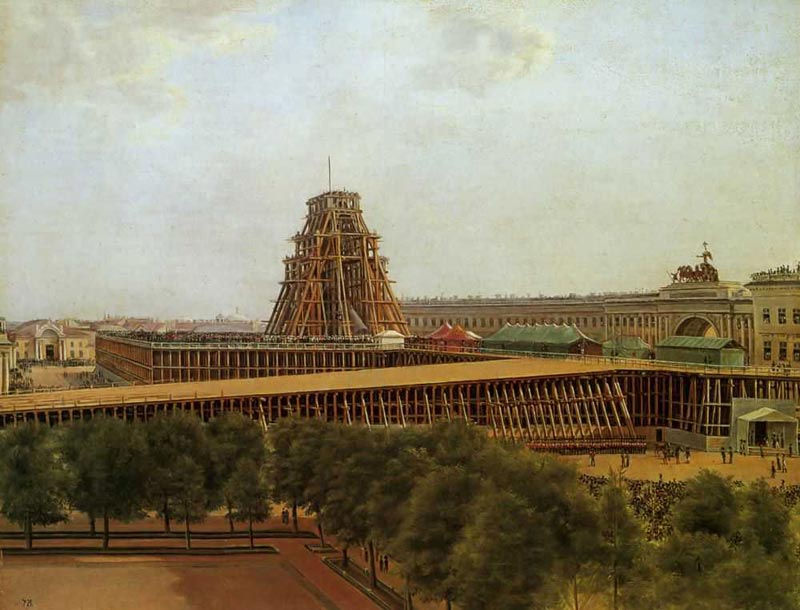
Созданные конструкции для подъёма Александровской колонны, 1832 год

В 1814 году в память об Отечественной войне были возведены пока ещё из дерева Триумфальные Нарвские ворота по проекту Стасова, через которые проходили гвардейские полки. Также в память о победе в 1834 году была возведена Александровская колонна по проекту Монферрана и скульптора Орловского. Триумф символизировала Арка Главного штаба по проекту Росси и скульптора Демута-Малиновского, арку венчает колесница с богиней победы. Памятники полководцам установили у Казанского собора. Победы также воспевала Военная галерея Зимнего дворца, украшенная более 300 портретами генералов Отечественной войны. Памятниками русско-турецким войнам стали Триумфальные Московские ворота по проекту Стасова, созданные в четь победы в очередной такой войне. Для создания ворот использовались чугунные блоки. При строительстве ограды Спасо-Преображенского собора использовалось турецкие трофейные орудия.
Самым знаменитым архитектором эпохи стал Карл Росси, по его проектам были воздвигнуты Михайловский, Елагин дворец, корпус Публичной библиотеки, ансамбли основных площадей Петербурга. При строительстве зданий начали применять металлические балки, которые позволяли увеличивать объём окон, делать более масштабные планировки зданий. Знаковым строением эпохи стало Здание Главного штаба по проекту Карла Росси, охватившее полукольцом Дворцовую площадь и оформившее окончательный вид дворцового комплекса. Середина штаба была украшена триумфальной аркой. Позже дворцовая площадь была замкнута Штабом Гвардейского Корпуса. По середине площади был воздвигнут монолит Александровской колонны по проекту Огюста Монферрана. На месте будущего сквера перед Зимним дворцом устраивались парады и смотры.
Другие знаковые постройки эпохи — здание Александринского театра, построенное в 1832 году по проекту Росси, украшенное работами скульпторов Демут-Малиновского и названное в честь жены Николая I — Александры Фёдоровной. Михайловский театр был открыт в 1833 году по проекту Брюллова. В 1823 году по проекту Захарова было построено современное здание Адмиралтейства и богато украшено скульптурой морской тематики. На стрелке Васильевского острова было воздвигнуто здание биржи по проекту Тома де Томона, своим видом напоминавшее античный храм.
| |  |  |  |  |
| Арка генерального штаба, Нарвские триумфальные ворота, Александрийский театр, Павильон адмиралтейства, Московские триумфальные ворота |  |  |  |  |

### Романтизм и эклектика
К середине XIX века наступила усталость от классицизма. Петербург по большей части был застроен классицистскими домами, что придавало городским улицам монотонность. Многие ругали их за излишнее однообразие, формализм и обилие жёлтого цвета, поэтому новые здания стремились делать всё более оригинальными. Новые здания строили либо максимально упрощёнными или они украшались на столько большим количеством деталей, что это уже нарушало каноны классицизма. Архитектор Штакеншнейдер одним из первых начал применять при строительстве архитектурные приёмы прошлого, в Мариинском театре на Театральной площади или при проектировании дворца Белосельских-Белозерских на углу Фонтанки и Невского проспекта. «Историзм» или романтизм начал стремительно входить в моду, новые здания отличались своей пышностью, заимствовали элементы романского стиля, барокко и ренессанса. Ключевую роль в изменении архитектурных трендов играло развитие капитализма и промышленности в Петербурге: почти все заказчики проектов в стиле эклектики в 1850-х годах были промышленники, банкиры, адвокаты или другие известные архитекторы. В отличие от жёлтых классических построек нового типа, здания использовали яркие и разноцветные фасады.

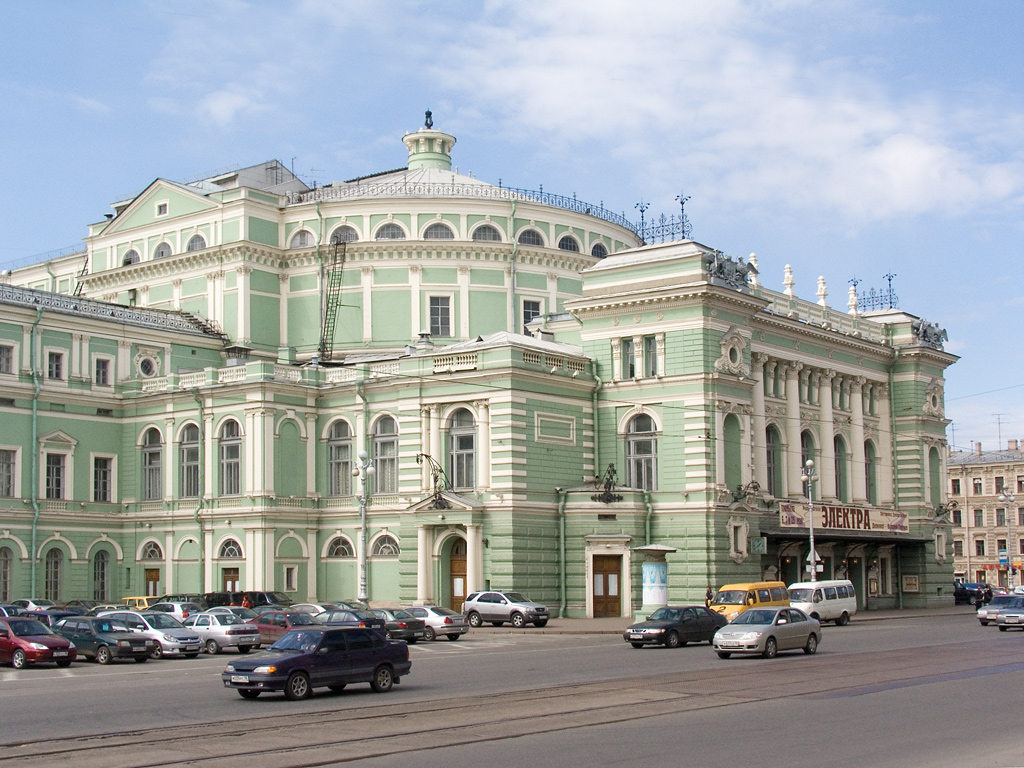
Мариинский театр

Ранним домам, выполненным в стиле неоренессанса было свойственно предельное упрощение. Здания не обязательно повторяли исторические прототипы, но могли применять отдельные декоративные мотивы. В городе начало появляться больше зданий в стиле неоренессанса или необарокко, хотя они нарушали устоявшейся ансамбль застроек позднего классицизма, но благодаря им архитектура вдоль улиц стала выглядеть ярче и разнообразнее. Псевдоготический стиль начал применяться при строительстве загородных дач и усадеб, но по-прежнему оставался редким в городской застройке. В период упадка классицизма также возникла мода на неогреческий и римско-помпейский стили, главным образом при строительстве загородных особняков. На это повлияли раскопки в Помпеях, чьи найденные архитектурные изящества вызвали всплеск интереса на античную архитектуру среди европейской знати, в том числе и петербургской. Ярким примером такого направления является павильон Бельведер на возвышенности в Луговом парке Петергофа.
На фоне моды на архитектурный псевдоисторизм, стали появляться здания, в которых использовались отдельные элементы из разных псевдоисторических направлений. В итоге само здание невозможно было причислить к какому либо направлению. Для такого случая стало применяться определение эклектика, которой было свойственно объединять разные приёмы из исторических архитектурных стилей.
| |  |  |  |  |
| Дворец Белосельских-Белозерских, Доходный дом А. А. Вонлярлярского, Мариинский дворец, Бельведер в Петергофе, Главное здание ГУАП на Большой Морской |  |  |  |  |

### Церковная архитектура
В начале XIX века шло развитие классицистcкой церковной архитектуры, начатой в конце XVIII века при Екатерине II. При строительстве церквей зодчие вдохновлялись монументальной церковной архитектурой древнего Рима и Византии. Александр I продолжал линию своей бабушки, но возвёл церковное монументальное искусство на новый уровень. Первая половина XIX века стала золотой эпохой петербургского храмового зодчества, возведённые в этот период храмы становились одними из красивейших монументальных построек во всей Европе. На архитектурное направление церквей влияло восхваление героизма русского воинства и самодержавия. Исаакиевский собор стал одним из самых дорогих храмов в России, который строился 40 лет. В оформлении собора использовался мрамор и гранит разного цвета. Собор украсили статуями и мозаикой. Император с петербургском светом присутствовал на торжественных службах в храме. Казанский собор был создан по подобию католического храма в Ватикане. В нём организовывались торжественные молебны, на которых присутствовали император с его свитой. Другие яркие памятники эпохи — Церковь Святой Екатерины у Тучкова моста, Троице-Измайловский собор, Спасо-Преображенский собор

После массового разорения французами русских церквей во время отечественной войны, началось постепенное переосмысление отношения к церковной архитектуре и рост интереса к традиционному зодчеству. Классицизм могли совмещать с традиционной планировкой, например применять традиционное пятиглавие. В эпоху правления Александра шло столкновение устаревающего классицизма и нарождающегося русского ренессанса. В 1830-х годах заметно вырос интерес к традиционному зодчеству, в том числе началось обсуждение о необходимости сохранять старинные церкви. Первым крупным проектом в русско-византийском стиле стала ныне утраченная Церквь Великомученицы Екатерины в Екатерингофе. Закат эпохи классицизма в храмовой архитектуре принято связывать с завершением строительства Исаакиевского собора в 1858 году.
| |  |  |  |  |
| Исаакиевский собор, Казанский собор, Троице-Измайловский собор Спасо-Преображенский собор, Церковь Святой Екатерины |  |  |  |  |

### Промышленная архитектура
Вместе со наращиванием производственных процессов, в Петербурге начали возводиться масштабные архитектурные комплексы промышленного значения, выдержанные в стиле классицизма. При строительстве промышленных построек, архитекторы стремились при сохранении функциональности зданий сохранять классическую композицию. Особое внимание уделялось архитектурно-художествекнному аспекту, тщательно продумывались архитектурные элементы для придания эстетической красоты зданиям. Даже в промышленных зонах стремились к ансамблевому единству и сохранению взаимосвязи с окружающим ландшафтом. Для построек ранней промышленной эпохи была типична трёхчастная симметричная композиция, образованная одним или двумя лицевыми боковыми корпусами, что придавало зданиям П — образную форму. К середине XIX века для производственных построек стало типично применение не только позднего классицизма, но и рационального варианта эклектики. Изменения в оформлении фасадов заводов отражали изменения в общем городском архитектурном направлении. Одновременно шло уничтожение мануфактурной архитектуры XVIII века.
Законодателем в развитии промышленной архитектуры Российской империи эпохи классицизма стала Бумагопрядильная мануфактура. При ней планировалось устроить отдельный район для работников фабрики с жилыми корпусами, магазинами, церковью, воспитательным и караульным домами. Он стал прообразом для рабочих городков, возводившихся в начале XX века. Аналогичные рабочие кварталы строились вокруг других государственных крупных заводов, например экспедиции заготовления государственных бумаг. В начале XIX века при проектировании промышленных комплексов впервые предлагались идеи рабочих коммун в жилых корпусах.
Построенная в 1833 году Невская бумагопрядильная и ниточная мануфактура и была построена с применением металлических каркасов в кирпичных стенах, сами стены были    неоштукатуренными, предельно плоскими и без членений. Здание невской мануфактуры предопределило типологию крупной машинной фабрики конца XIX и начала XX веков.

## Культура
К началу XIX века в Петербурге выросло уже два поколения, воспитанных на идеях российского просвещения, это послужило благодатной почвой для расцвета литературы, искусства, живописи, музыки и архитектуры. Этому также способствовали созданные многочисленные школы и университеты, в чьих стенах воспитывалось новое поколение деятелей искусств. Была сформирована русская школа театра, музыки, архитектуры, скульптуры и литературы. На дальнейшее развитие культуры повлияла Отечественная война 1812 года, повысившая среди дворян и высшего света чувство национальной гордости. Если до войны для русской знати была типична галломания, то после войны была сформирована концепция исключительности русской культуры. Творчество петербургских художников и литераторов было призвано восхвалять православное самодержавие.

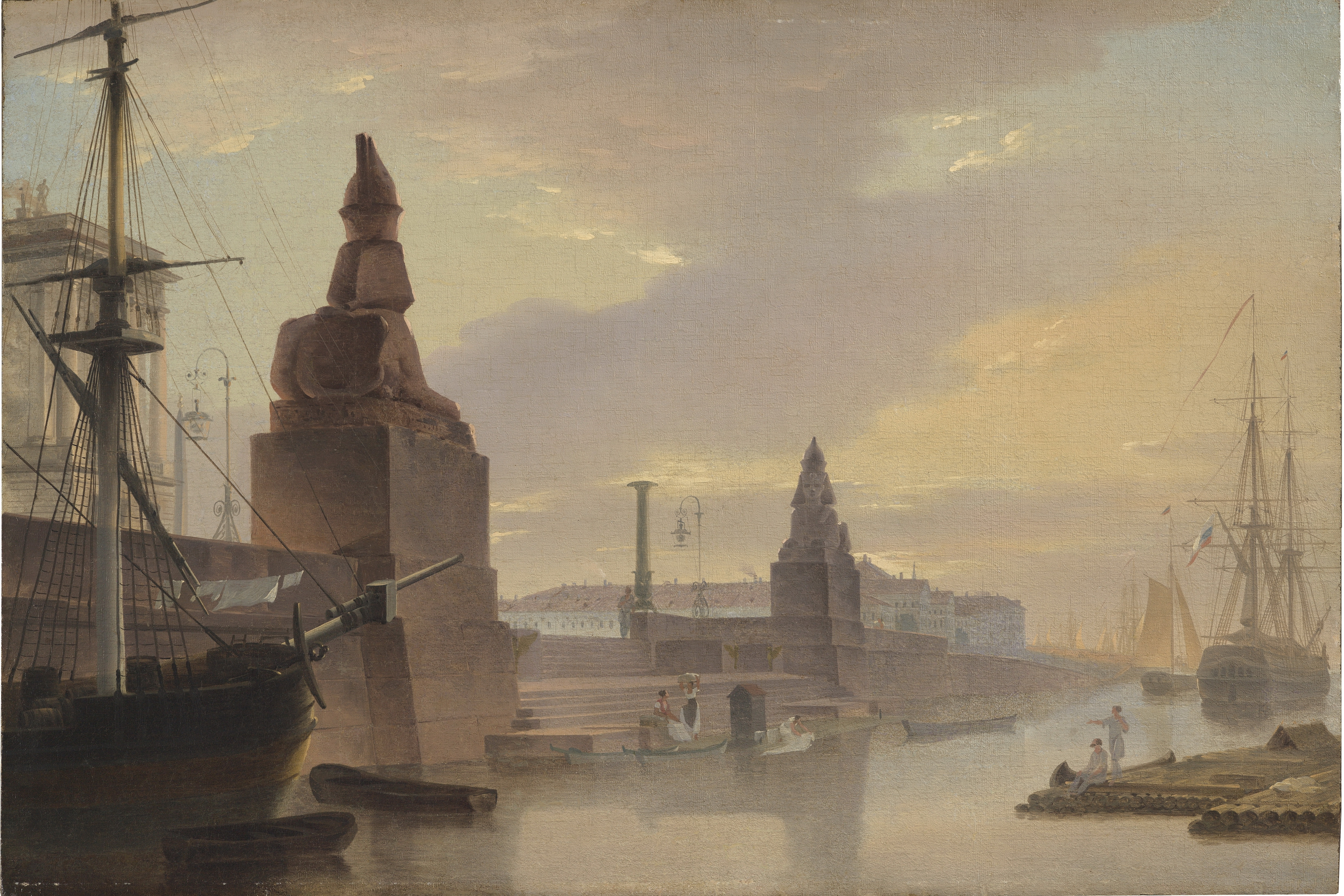
Сфинксы на набережной Невы у Академии художеств

Среди Петербуржцев первой половины XIX века на фоне открытий, сделанных европейскими археологами ещё в конце XVIII века возникла мода на античность, которая затрагивала не только архитектуру, но и способ одевания, причёски, украшения. Грамотные петербуржцы увлекались древнегреческими поэмами, такими, как «Илиада», «Одиссея». У образованного петербуржца хорошим тоном считалось знание античных мифов, атрибутов античных богов, античная тема постоянно упоминалась в русской литературе той эпохи, а также была популярной темой в живописи и скульптуре. Русские стремились внести свой вклад в европейскую археологию, офицеры Отечественной войны отправлялись в Египет и привезли первые древнеегипетские экспонаты для Эрмитажа. Произведения античного искусства хранились не только в Эрмитаже, но и в Строгановском дворце и нескольких других домах. На берегу Невы были установлены древние Сфинксы из Фив.
В 1851 году для «чистой публики» был открыт музей Эрмитаж. Специально для музея было построено здание Нового Эрмитажа по проекту Стасова. К тому моменту в Зимнем дворце уже образовалась обширная коллекция произведений искусства, собираемая императорской семьёй. В Эрмитаже имелись скульптуры и предметы древней Греции и Рима, картины знаменитых европейских живописцев. Николай I любил собирать европейские средневековые доспехи.
Эпоха правления Николая I началась с борьбы с «военщиной», навязываемой в Александровскую эпоху. Военную форму были запрещено носить детям и людям, не состоявшим на военной службе. В том числе было запрещено продавать детские военные принадлежности.

### Развлечения, отдых и мероприятия
Среди населения Петербурга, как русских православных в подавляющем большинстве, было принято отмечать Рождество, Пасху. В Масленицу народ собирался у Адмиралтейской площади, на которой возводили высокие деревянные горки и шатры с акробатами, жонглёрами и фокусниками. Проводились пышные государственные праздники, главным образом день победы в Отечественной войне 1812 года. В городе периодически проводились военные парады в честь разных событий, таких как именины императора. В Петербурге было принято устраивать народное гуляние 1 мая, изначально в этот день праздновали взятие Ниеншанца в 1703 году, но изначальный смысл праздника был уже забыт.

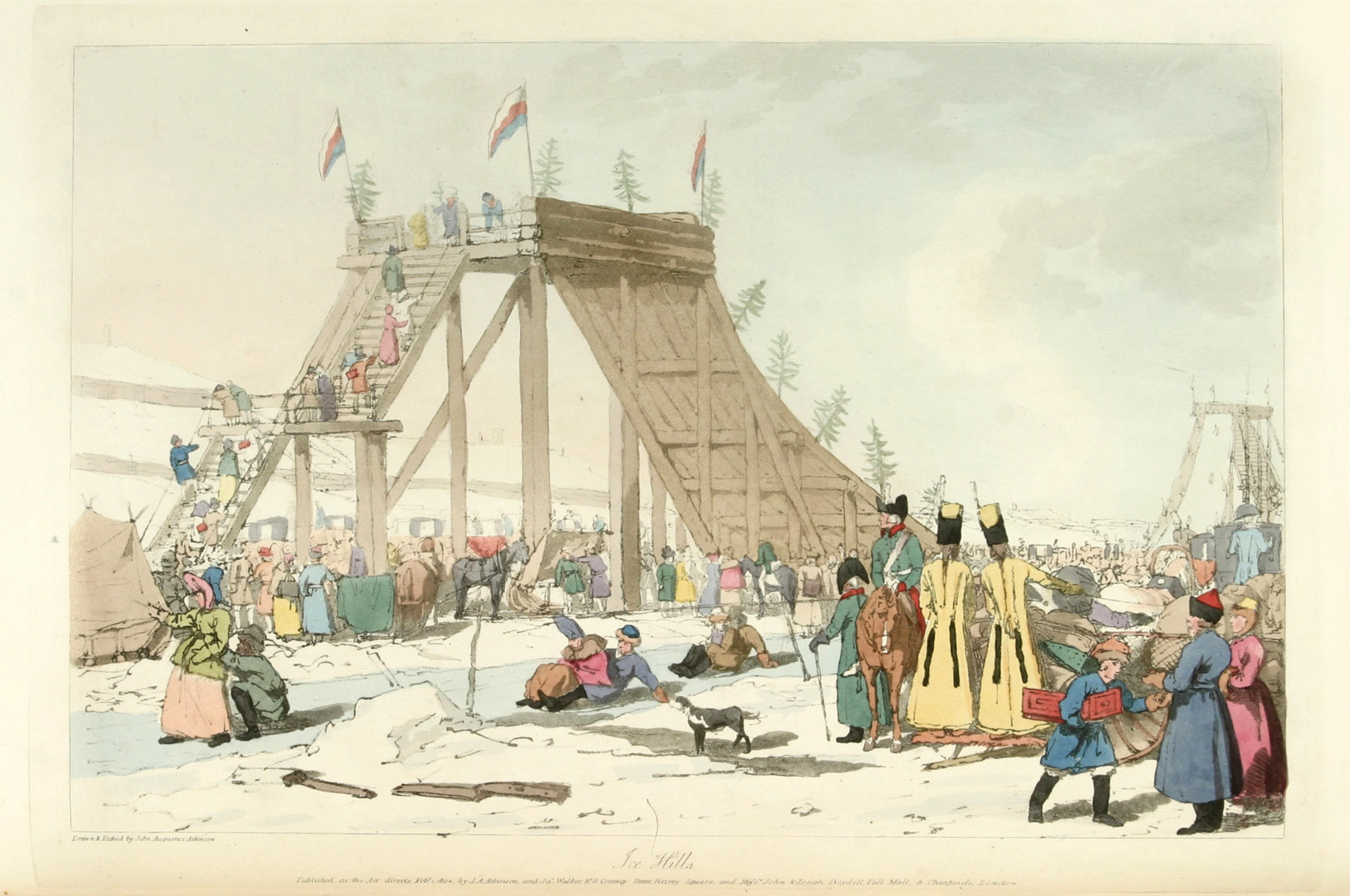
Ледяные горки, 1804 год

В Петербурге модой пользовались аристократические салоны — встречи знатных особ в одном месте, которые назначали в своих дворцах вельможи. На этих мероприятиях развлекались, флиртовали или сплетничали. В городе также организовывались салоны, посвящённые литературе и искусству, где формировалось общественное мнение о созданных произведениях. Салон Оленина посещали известные деятели искусства, такие как — Крылов, Пушкин, Гнедич, композитор Глинка. Среди дворян было принято организовывать званые ужины, где модно было подавать разные европейские блюда, в том числе и русские, а также изобретать собственные блюда. В городе открывались клубы, где могли встречаться единомышленники, в городе действовали аристократические клубы, например Английский клуб. Действовали также купеческие клубы, или клубы по интересам, например шахматный или яхт-клуб.
Петербургские денди ежедневно гуляли по Невскому проспекту, Английской набережной и Адмиралтейскому бульвару. Модный маршрут также сформировал Александр I, любивший в одиночку гулять от Зимнего дворца, через Дворцовую набережную до Прачечного моста и затем через Фонтанку до Аничкова моста, от куда затем возвращался через Невский проспект. По этому маршруту начали открываться первые рестораны. В Петербурге на «модных» маршрутах в первой четверти XIX века начали открываться первые ресторации или рестораны, отличавшиеся от трактиров лучшим качеством обслуживания и ориентированием на богатых холостяков. Например это были Талон, Дюме, Signore Alessandro или Легран. Ежедневные прогулочные ритуалы петербургских франтов описаны в лице Евгения Онегина из одноимённого романа Пушкина. 

### Литература

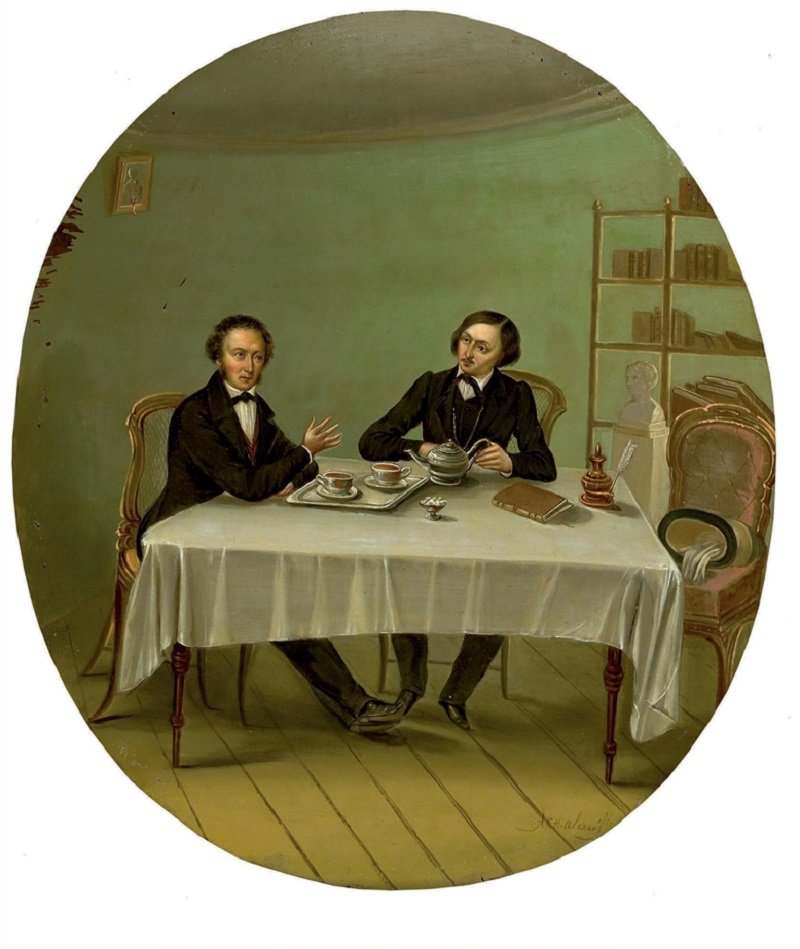
Пушкин и Гоголь

### Образование
К XIX веку Петербург сформировался, как центр образования. Уже в XVIII веке кварталы у Невы на Васильевском острове напоминали университетские городки Запада. Здесь можно было встретить студентов и школьников разных научных и образовательных заведений. В городе открылось множество частных учебных заведений.
В первой половине XIX века Петербургским детям были доступны несколько способов получения образования. Дети из недворянских семей могли посещать приходские училища при церковных приходах в Песках, Коломне, Ямской слободе и других частях города с недворянским населением. В таких училищах преподавали Закон Божий, письмо, чтение и простую арифметику. При отсутствии обязательного образования такие училища были переполнены и один класс мог насчитывать до 100 учеников. Дети дворян могли обучаться в закрытых учебных заведениях, например кадетском и пажеском корпусах или классической гимназии, классической от того, что там преподавали древнегреческий язык и латынь, к середине XIX века в Петербурге было несколько подобных учебных заведений. Обучение в гимназиях было платным и длилось 7 лет. Помимо этого изучались русский язык, география, математика, история и закон Божий. Нерадивых учеников было принято сечь розгами и ставить в угол. Купец Ларин на собственные деньги открыл гимназию на Васильевском острове, куда на обучение принимали детей богатых купцов и ремесленников.

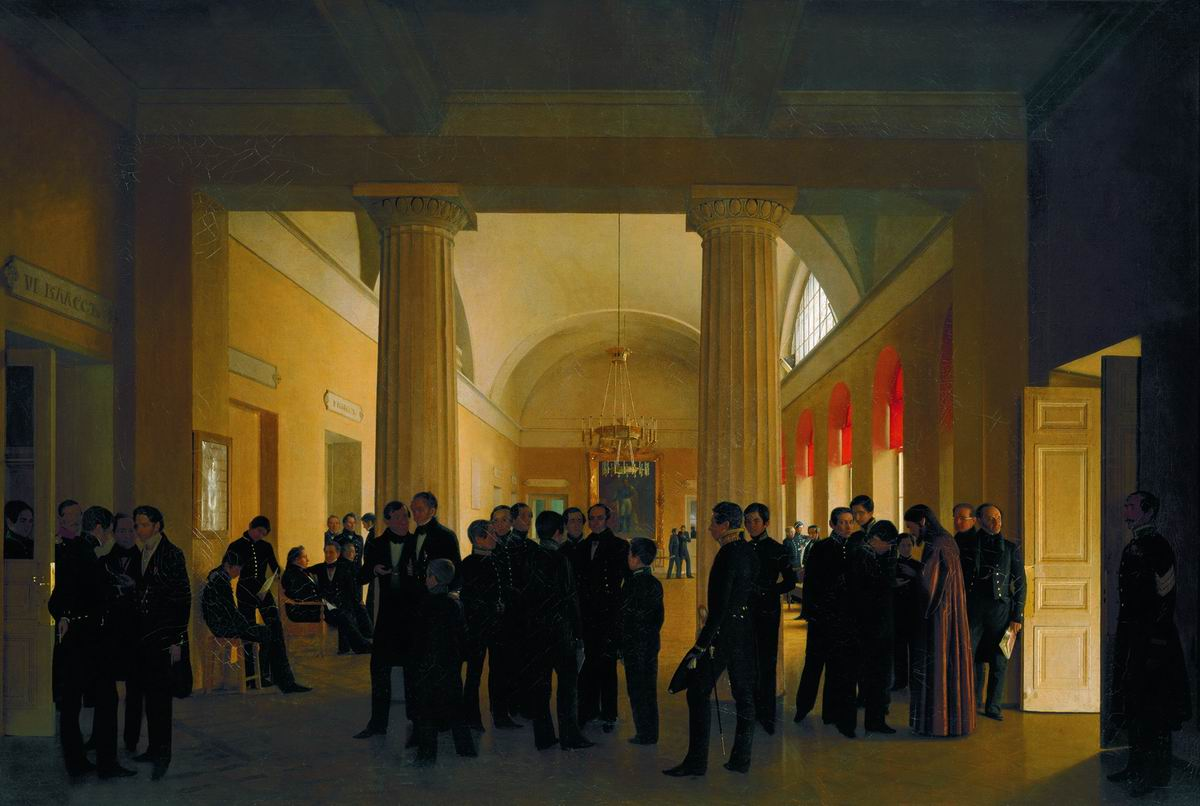
С. К. Зарянко. Зал училища правоведения с группами учителей и воспитанников, 1840.

В Петербурге работало множество учебных заведений для юношей, многие из которых открылись в первой половине XIX века, например это были институт инженеров путей сообщения(1809), Николаевское инженерное училище (1823), Императорское училище правоведения (1835), Санкт-Петербургский государственный технологический институт (1828) и другие. За строгую дисциплину в институтах отвечали военные, студенты были обязаны носить мундиры. Обучение в таких заведениях было платным, но небольшое количество студентов из бедных семей могло туда попасть по стипендии. Многие студенты, чтобы заработать на учёбу занимались переводами на русский язык иностранных книг или вели домашнее преподавание.
Возможности обучения для девочек были гораздо ограниченнее, для девушек благородного происхождения был доступен Смольный институт благородных девиц. Если такой возможности не было, то в лучшем случае девочки могли поступить в приходские училища.
Дети дворян часто получали домашнее образование, было престижно в качестве учителя брать иностранца. Из-за отсутствия системы обучения, учителями часто становились случайные иностранцы, часто без образования, но знавшие французский язык. Среди таких учителей обнаруживались например парикмахеры, актёры или лакеи. Слепое преклонение перед европейским происхождением при выборе педагогов становилось предметом многочисленных шуток.
Богатые горожане сами часто рисовали, танцевали или музицировали. В период наступающего промышленного переворота всё шире ценились знания точных наук — физики, химии, геологии, экономики.

### Наука
Ещё со времён Екатерины II в Петербурге сформировался свой научный центр, сосредоточенный в Академии Наук. В XIX веке в городе было построено ещё несколько учебных центров. Пулковская обсерватория была открыта на Пулковской горе, для которой заказали самые передовые инструменты для изучения и в которой собрали крупнейшею астрономическую библиотеку. Рядом с городом также была создана Физическая (ныне Геодезическая) обсерватория, в которой изучали погодные условия. В Горном институте был образован крупнейший музей минералов, там же учёные со студентами изучали свойства песка, руды и каменного угля для практического применения в горнодобывающей промышленности.

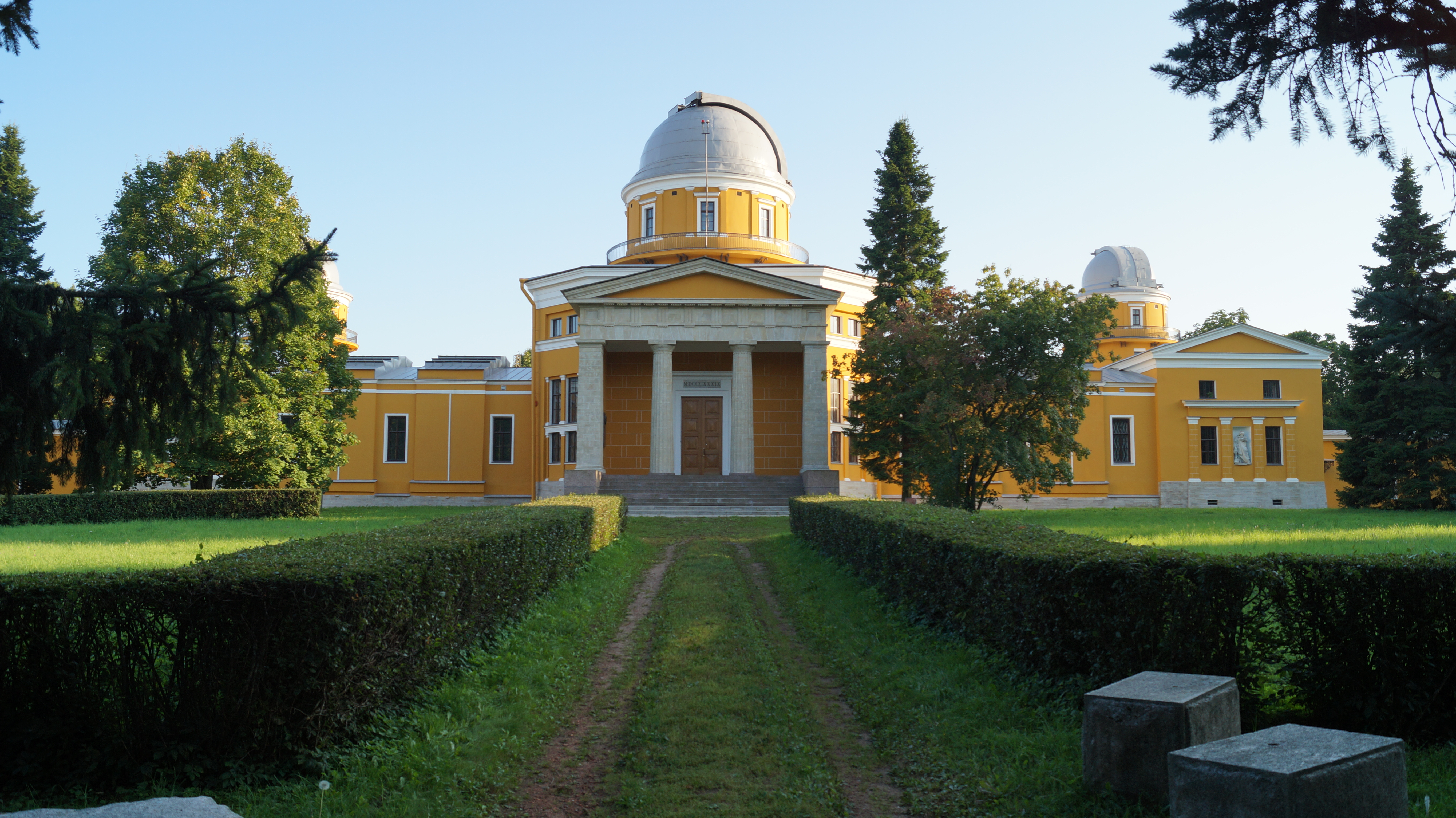
Пулковская обсерватория

Заложенный ещё при Петре I Аптекарский огород на Аптекарском острове развился в Научный центр изучения растений, где занимались селекцией культурных пород. В Петербургской Академии изучали химию. В Физической лаборатории проводили первые опыты с электричеством. В Медико-хирургической академии изучали анатомию человека и заболевания, там были разработаны основы военно-полевой хирургии. Там же экзаменовались все петербургские медики.
В Петербурге сформировалась школа, изучавшая историю древних культур, прежде всего древней Греции. Генрих Шлиман, живший тогда в Петербурге, на волне моды на археологию загорелся идеей найти Трою, что ему и удалось. Историки также начали проявлять повышенный интерес к истории России, в частности Карамзин создал знаменитый труд «Истории государства Российского».
Из Петербурга совершались научные экспедиции для изучения морей и океанов, островов и полуостровов, местной флоры и фауны, живших там туземцев. Была составлена карта северных границ России, сеть арктических островов, в том числе и Новой Земли. Было сформировано научное географическое сообщество.
Многочисленные научные труды первой половины XIX века послужили фундаментом для дальнейшего развития российской науки. Деятельность петербургских учёных ценилась в Европе, и они получали звания почётных членов французской Академии наук или Лондонского Королевского сообщества. Среди выдающихся учёных были Василий Петров, изобретатель электрической дуги и Борис Якоби, изобретатель гальванопластики, электрических моторных лодок, электрического телеграфа и электронных мин.

### Театр и музыка
Театр был крайне популярным видом развлечения у горожан, каждый вечер жители устремлялись к городским театрам. В Петербурге работали например Императорский Александринский и Михайловский театры. Представления посещали разные слои городского сообщества. На них они надевали самые модные костюмы, ложи абонировались аристократами сразу на весь сезон. Простая публика занимала места на ярусах, последние яруса или галдарейки занимали торговцы, приказчики и ремесленники. Среди богачей была традиция бросать после выступления на сцены кошельки с деньгами. Часто завсегдатаи театров приезжали не на весь спектакль, а чтобы например послушать любимую арию или посмотреть на любимых актёров.

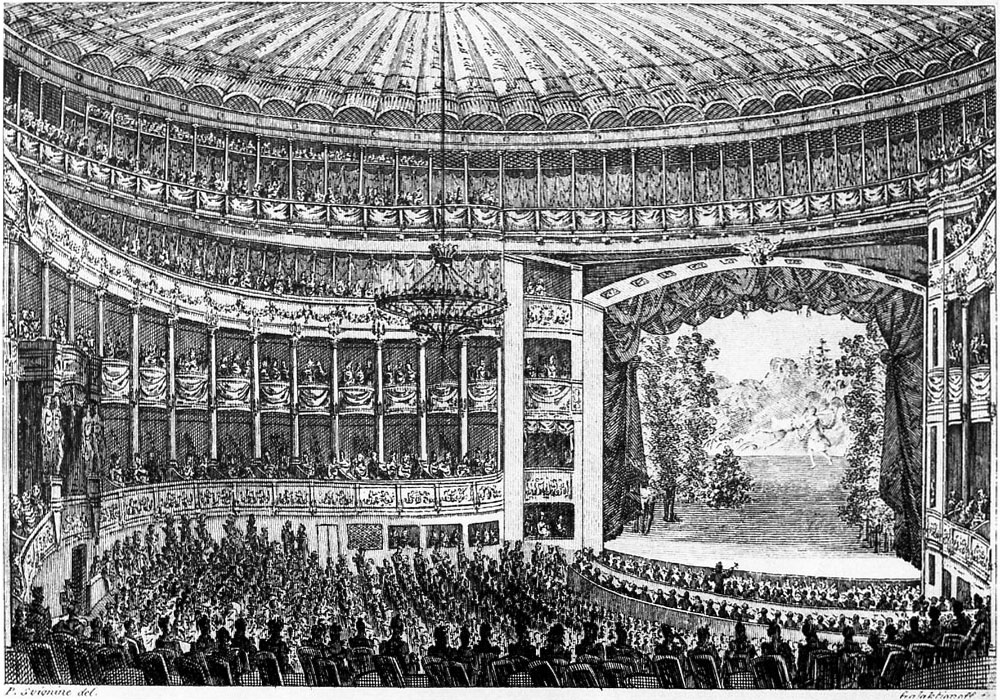
Зрительный зал петербургского Большого театра в 1820-е годы

В театрах ставились оперы, балет, комедии, драмы. В разных зданиях ставились определённые жанры, например в Александринском театре ставили комедии и трагедии, в Михайловском — музыкальные спектакли. Авторами произведений были как иностранцы, так и русские. Наряду с классическими произведениями Шиллера и Шекспира ставились например представления драматурга Озерова. В 1830-1840-е годы популярностью пользовались комедийная пьеса Гоголя «Ревизор», «Горе от ума» Грибоедова или «Моцарт и Сальери» Пушкина. Особой популярностью пользовались балеты французского петербуржца Дидло. Также большим успехом пользовалась опера Глинки «Жизнь за царя». Эта опера впервые сумела в своей успешности поспорить с популярными тогда европейскими операми. В императорских театрах в середине XIX века чаще всего показывали лёгкие музыкальные спектакли, которые любил Николай I. Большая часть актёров, в отличие от прошлых эпох, были русскими, выпускниками петербургского театрального училища и балетной школы. Самые знаменитые актёры эпохи — Каратыгин, Семёнова, выступавшие в Александринском театре, самой знаменитой балериной была Истомина.
В XIX году среди дворян было принято получать музыкальное образование, уметь петь и играть на основных музыкальных инструментах. Музыка периодически исполнялась в дворянских особняках, домах купцов и ремесленников. Среди петербургских семей, вначале дворян и затем других зажиточных сословий сформировалась традиция устраивать домашние концерты, на которых выступали члены семьи и гости. Особой популярностью пользовались песни Алябьева, в частности «Соловей». Популярными были песни «Выйду ль я на реченьку», «Среди долины ровныя», «Во поле берёзонька стояла» и другие. Самым знаменитым композитором эпохи был Глинка — родоначальник русской оперной музыки и оперы-сказки. Глинка в своей музыке использовал русские народные мотивы.
В Петербурге образовывались музыкальные центры, где певцы и музыканты выступали перед ценителями классической музыки. В городе было образовано Филармоническое общество в доме Энгельгардта, где каждую субботу устраивались концерты с исполнением знаменитых европейских композиторов. Популярностью также пользовался салон братьев Виельгорских.
В 1833 году в Петербурге при Александре I появился собственный национальный гимн авторства Львова.

### Искусство

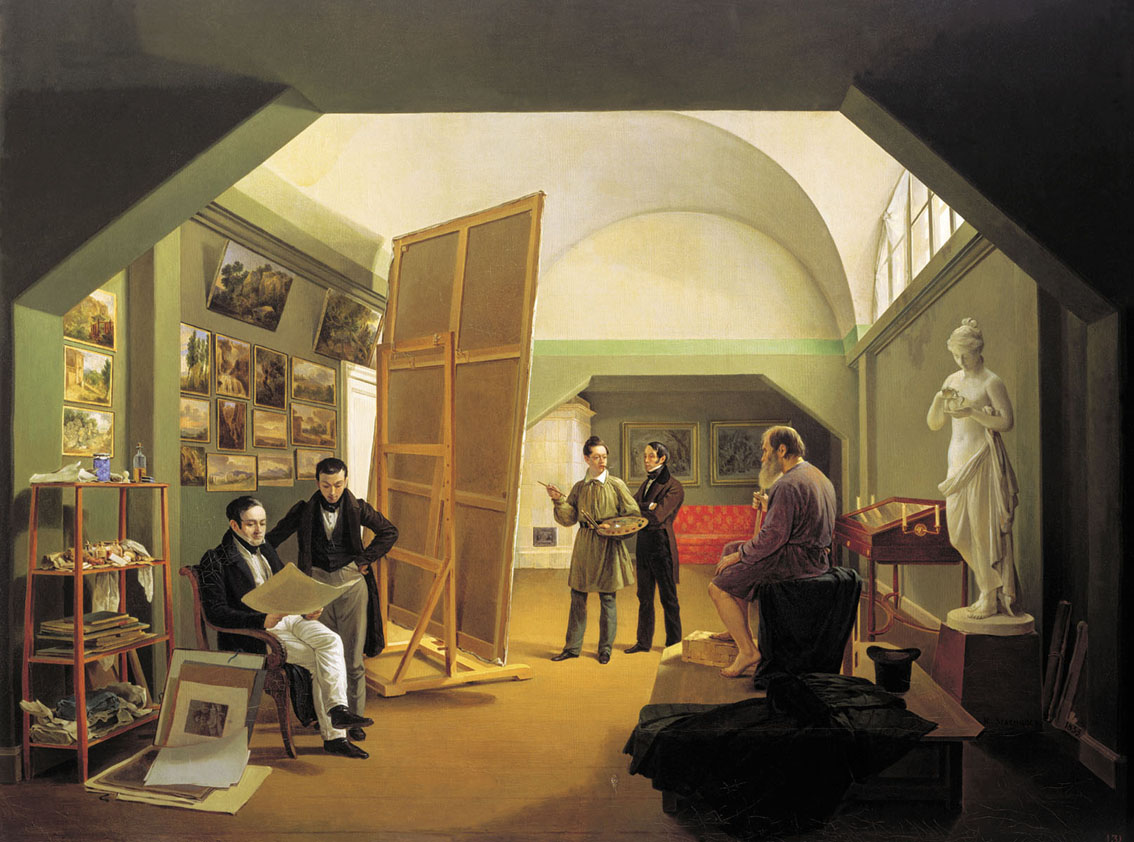
Мастерская художника Петра Васильевича Басина (1833)

Лучшие художники и скульпторы Петербурга выходили из Императорской академии художеств, к середине XIX века её президентами назначались Великие князья. В стенах академии устраивали выставки её учеников и профессоров. Основным художественным направлением был классицизм, чей расцвет пришёлся на первую половину XIX века. Академия собирала лучшие полотна и скульптуры, образовав Музей Российской академии художеств, работы, создаваемые для Эрмитажа в итоге стали основой коллекции Русского музея. Выдающимися мастерами эпохи были Бруни, Иванов, Брюллов и другие. В тот период среди аристократии было принято заказывать портреты, которые вывешивали в гостиных. Портреты были и миниатюрными, чтобы их можно было носить при себе.

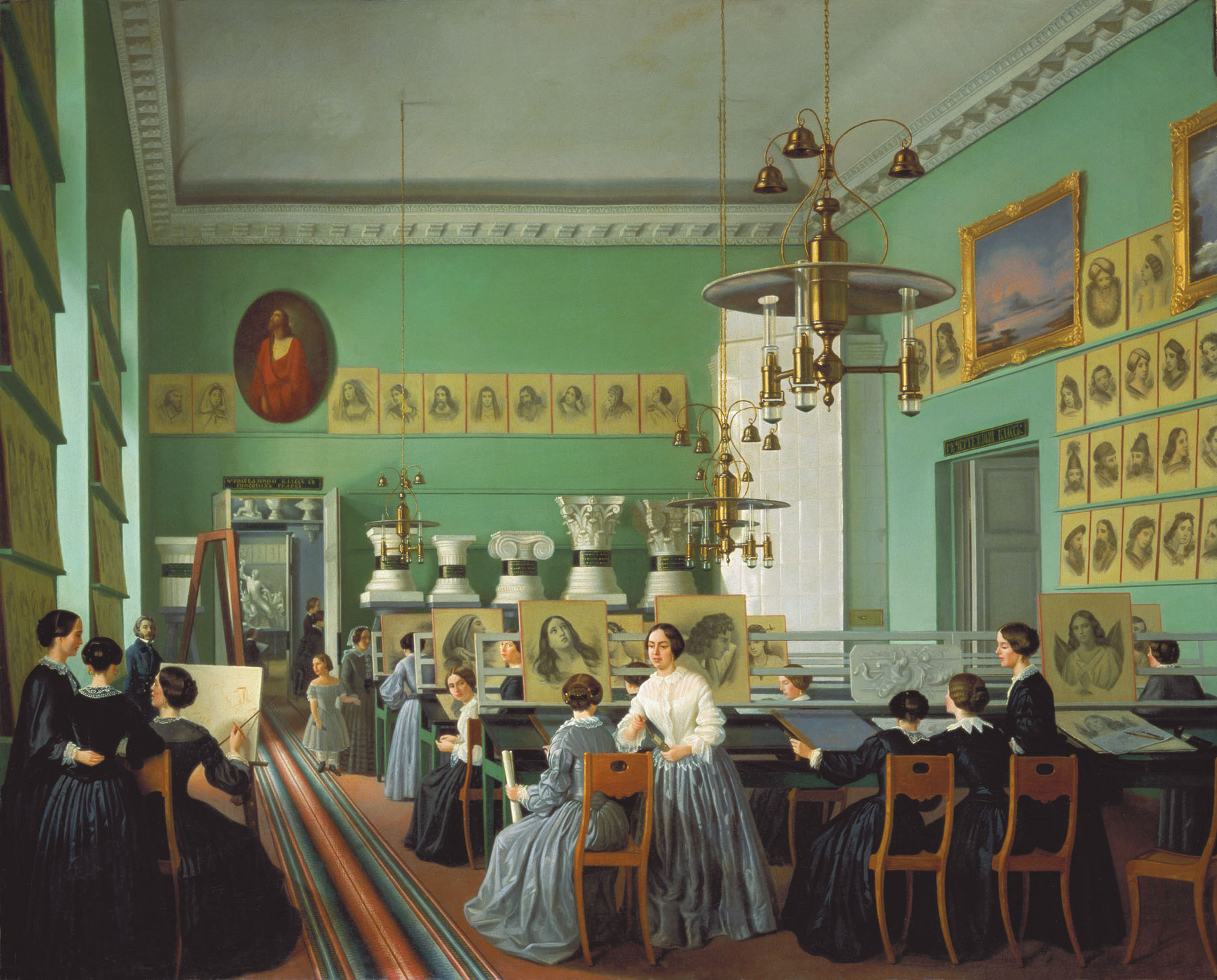
Екатерина Хилкова. Внутренний вид женского отделения Петербургской рисовальной школы для вольноприходящих. 1855

На фоне господствующего стиля классицизма стали появляться картины с реалистичными сценами отставных офицеров, мелких чиновников, обедневших дворян, сцены из реальной жизни. Такие картины стали первыми в новом направлении изобразительного искусства — реализма. Начиная с 1810-х годов стало появляться множество гравюр с изображением города, дававшие лучшие представления об облике города и его жителей.

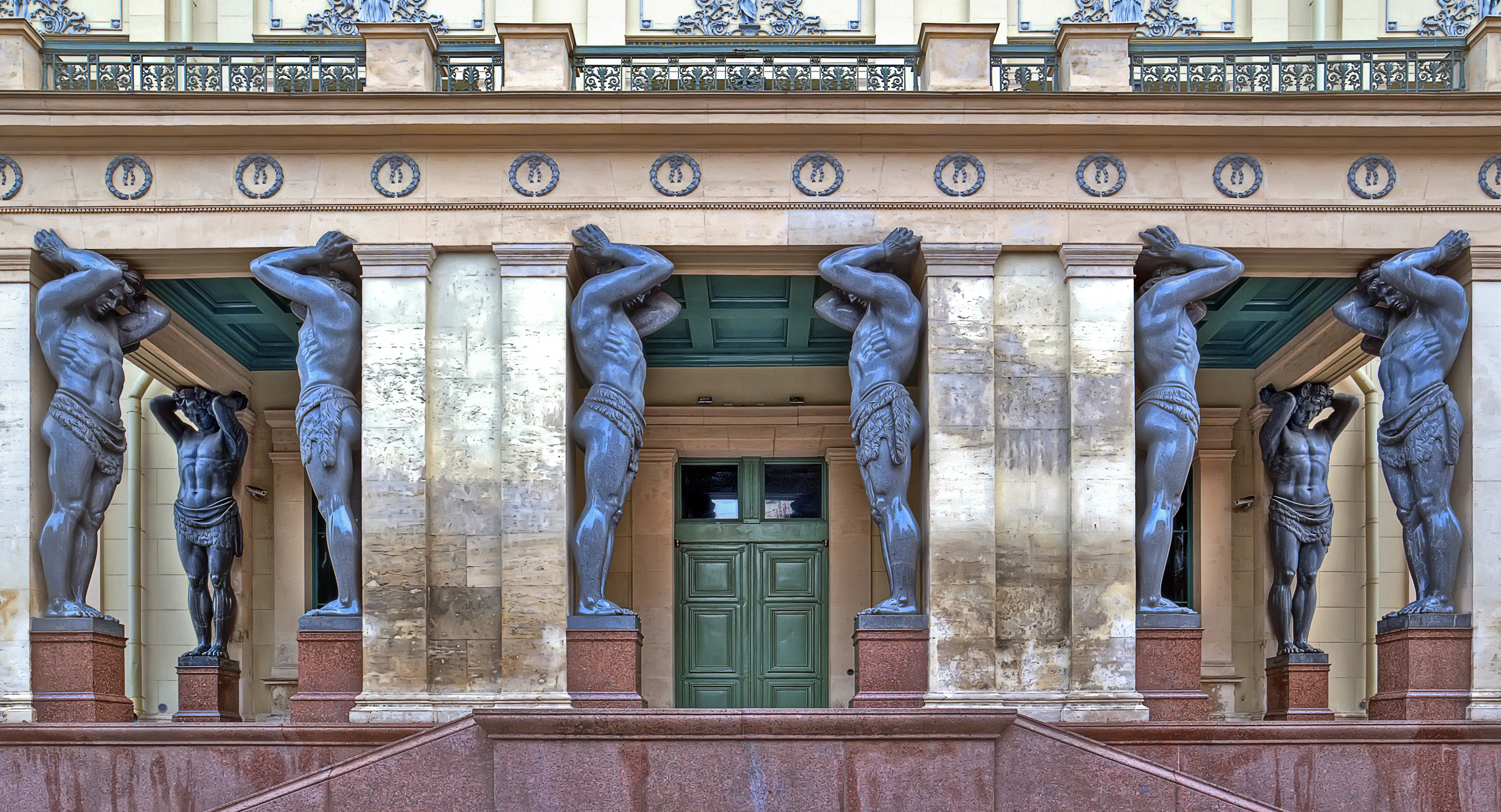
Портик Нового Эрмитажа: атланты

На начало XIX века пришёлся расцвет петербургской скульптуры, которыми начали обильно украшать город. Скульптурами украшали помещения дворцов. Для первой половины XIX века господствующим стилем был классицизм, для которого было свойственно использовать мотивы античных богов и героев, воссоздавать сцены из античной мифологии. Скульптуры делились на несколько основных категорий — фантастические фигуры, персонажи и животные из древних мифов, некоторые из них стали городским брендом, например грифоны на Банковском мосту, львы на Дворцовом причале.
Вторая основная группа скульптур — античные герои и боги. Часто такие скульптуры аллегорически обозначали предназначение здания, на котором или у которого были установлены. Известные примеры таких скульптур — укрощения коней человеком на Аничковом мосту, колесницы Аполлона, Победы на здании Александринского театра, Нарвских воротах и на арке Главного штаба. Третья группа состояла из аллегорических символов в форме людей и ангелов, олицетворявших значения зданий и Петербурга.

### Физическая культура
Хотя само определение «спорт» начнёт применяться со второй половины XIX века, многие виды активного отдыха с элементами состязательности активно практиковались в начале XIX века. Дворяне традиционно занимались верховной ездой, псовой охотой, стрельбой, мореплаванием или рыболовством, данные виды развлечений считались «барской» забавой. Ещё со времён Петра I среди дворян особе внимание уделялось гребному и парусному спорту. В рамках воспитания и подготовки к военной службе дворянские мужчины занимались фехтованием на рапирах, мечах, кинжалах. Фехтование преподавалось в университетах и гимназиях. Данное умение связывалось с дуэлями, игравшими важную роль в жизни дворянства для защиты чести и достоинства. Дворяне могли устраивать скачки на лошадях на замерзшей Неве у Зимнего дворца.
В первой половине XIX века в Петербурге среди знати начали культивировать активные мероприятия именно как вид отдыха. Иностранцы открывали частные заведения — гимнастические, стрелковые, фехтовальные, плавательные. В этот период в Европе формировались движения, связанные с физической культурой, например гимнастика, данная мода перенималась и петербургскими дворянами, в том числе и вводилась в военных училищах. У Летнего сада в 1832 году открылась первая в России школа плавания. Она стала на столько успешной, что уже в 1834 году на Большой и Малой Неве было организовано 36 купален.
Простолюдины, особенно в праздничные гуляния любили развлекаться кулачными боями, прыжками, бегом наперегонки, игрой в городки. Кулачные бои несмотря на свою популярность среди простолюдин пользовались спорной репутацией, представляя собой зачастую зверское и кровавое зрелище. Кулачные бои либо велись с участием двух человек или толпой. Власти вели переменную борьбу с данными развлечениями, издали в 1831 году запретительный закон. Кулачные бои устраивались как правило в городской периферии, на пустырях, их начинали дети. Традиционно зимой, особенно в праздничные гуляния горожане развлекались катаниями на санях, зимой на городских площадях могли устраивать катальные горки.

## Население
Население Санкт-Петербурга на протяжении первой половины XIX века непрерывно росло. Если в 1812 году в городе жило около 308 000 жителей, то к 1857 году это было уже около 472 000 жителей. В начале XIX века больше половины жителей Петербурга, как бывшие крестьяне, были отлучены от своих семей. Часто они оставляли родную семью в деревне. Городское население делилось на разные сословия, имевшие свой социальный статус. Для многих людей было свойственно неуважительное отношение к людям низших сословий.
Все слои населения вне зависимости от сословного происхождения были верующими, каждое воскресение посещали храмы, постились, в том числе и сами императоры. Многие иностранцы и иноверцы, ассимилировавшиеся со временем тоже принимали православную веру. При этом в Петербурге сохранялась веротерпимость в отношение к христианам других конфессий — католикам, протестантам, лютеранам и реформаторам, которые могли строить в городе свои приходские церкви.
В Петербурге шло разделение на чистую и нечистую публику. Под «чистой публикой» понимали дворян, обеспеченных граждан — интеллигенцию, следовавших определённому дресс-коду. Под «нечистой» публикой подразумевали представителей простонародья, ходивших в народных и зачастую грязных от уличной работы одеждах. «Нечистую» публику было принято не пускать в театры, музеи и другие приличные общественные заведения.
Петербург оставлял впечатление военного города, в котором располагалось множество военных казарм, и можно было везде встретить военных и офицеров.

### Дворяне
Дворяне занимали высшее положение в сословной иерархии, были его высшим светом. Они были образованны и следовали европейской моде. Жизнь дворян вызывала восхищение, преклонение и зависть у остальных горожан. Доля дворян была невысокой среди общего населения, однако в их руках были сосредоточены общественная и культурная власть. Дворяне были военнообязанными и служили отечеству несколько лет, имея после этого право уйти в отставку. Среди дворян было принято вести светский образ жизни. В их повседневные ритуалы входили прогулки по бульварам у Адмиралтейства, на Английской набережной и на Невском проспекте, периодическое посещение премьер в театрах, художественных выставок, организация салонов, балов, званых обедов.

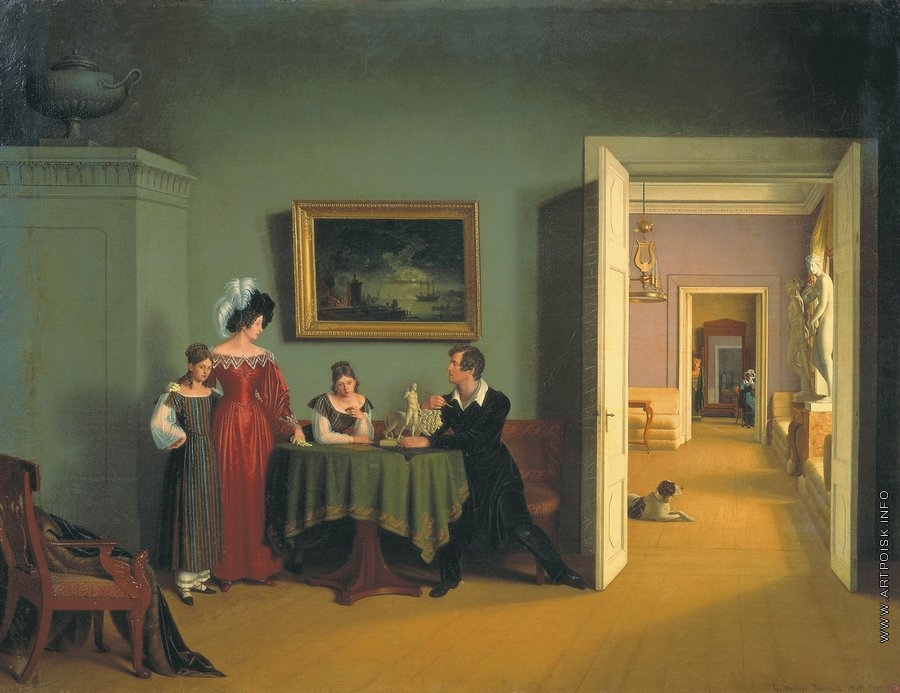
Дворянская семья, 1830-е годы

Демонстрация роскоши становилась бременем для бедных дворян, которым для сохранения своего статуса требовалось снимать лучшие квартиры, нанимать прислугу, кареты и следовать многочисленным дворянским традициям. В итоге бедные дворяне были вынуждены тратить на мероприятия почти все заработанные средства и по своим меркам жили очень бедно. Дресс-код был крайне важен для дворян, среди мужчин в моде был образ денди. Такие мелочи, как грязные сапоги или оборвавшаяся штрипка на панталонах быстро замечались и высмеивались. Хороший гардероб требовал больших затрат, бедные дворяне, особенно чиновники экономили на остальном, чтобы хорошо выглядеть.

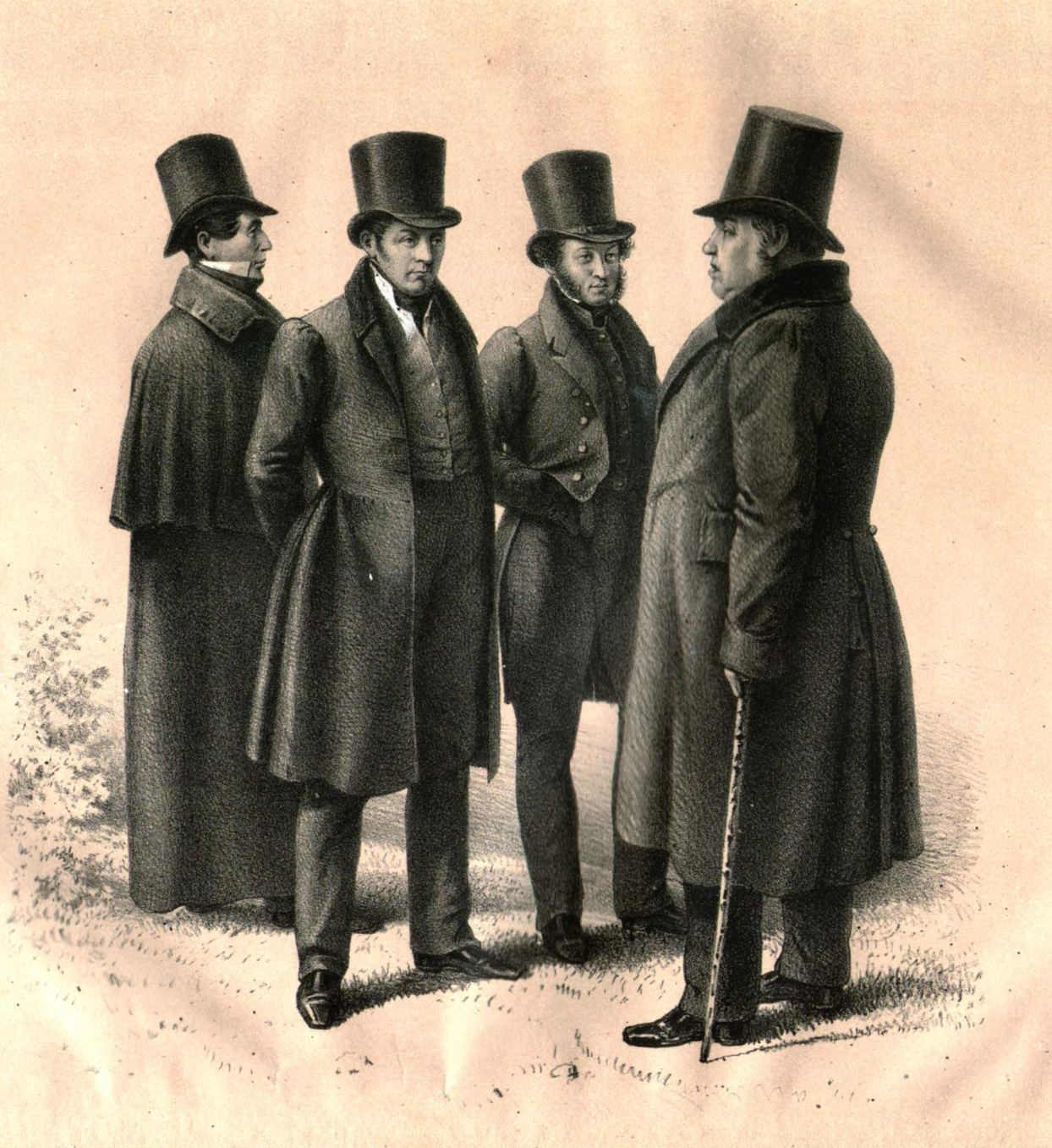
Модные дворянские костюмы в 1830-х годах

Дворяне были образованны, играли на музыкальных инструментах, сочиняли стихи, умели петь. Их поведение было ограничено строгим этикетом. Для дворянина было важно понятие чести. Оскорбление чести часто заканчивалось дуэлью. Самая знаменитая дуэль состоялась между поэтом Пушкиным и Дантесом. Для мужчин была важна мужественность, под которой подразумевалась храбрость, верность родине, благородство и защита женской чести. У женщин ценилась женственность, изящество и обаяние. Женщин воспевали в стихах и песнях, при них полагалось вставать, подавать им руки, помогать преодолевать препятствия. Французский язык среди аристократов был основным в общении, многие аристократы плохо говорили или почти не умели говорить на русском языке. После Отечественной войны, приведшей к антифранцузским настроениям, наоборот шла активная популяризация русского языка, который уже к середине XIX века стал основным языком общения среди дворян.
В начале XIX века среди дворян стало модно заниматься благотворительностью и меценатством. Благотворительность выражалась в создании и содержании учебных заведений, инвалидных домов и приютов. Иностранные гости отмечали строгое соблюдение дворянами правил этикета при проведении разных мероприятий.
В императорских дворцах собирались придворные — ближайшее окружение царей и представители старинных дворянских родов. Сами придворные делились на придворные чины. Придворные кавалеры, составлявшие около 400 человек дежурили при членах царской семьи и присутствовали на церемониях, балах, в театрах. Старшими по званию были камергеры. Высшим придворным чином для дам была статс-дама. Незамужние девушки назначались фрейлинами. Сыновья и внуки сановников — пажи, в свиту не входили, но допускались на церемонии. Пажи оказывали услуги дамам и кавалерам.
Многие дворяне, в том числе и сам император, числились в гвардии. Они пользовались особым почётом в городе после победы в Отечественной войне 1812 года. Императоры, боявшиеся вольнодумства среди гвардейцев, постоянно занимали их военными учениями и парадами.

### Купцы
Самое богатое недворянское городское сословие состояло из купцов. Это были сколотившие деньги на торговле бывшие крестьяне. Для того, чтобы стать купцом, требовалось быть приписанным к купеческой гильдии. Для вступления в третью, самую низшею, гильдию с 1807 года требовалось иметь капитал в 8000 рублей. Богатые купцы в своём денежном состоянии зачастую превосходили дворян, но при этом, как вчерашние крестьяне сохраняли верность русским традициям. Купцы формировали собственное общество в городе, которому в целом была чужда дворянская культура. Для купцов была типична сословная закрытость и только самые богатые их представители стремились приобщиться к дворянскому сообществу. Среди купцов было принято быть гостеприимными, радушными и щедрыми на милостыню. От дворян и городской интеллигенции они отличались безграмотностью и особой набожностью. Семьи у купцов были многодетные. Детей прежде всего обучали грамоте и закону божьему. Девочек часто не обучали вовсе. Тем не менее дети могли как оставаться верными традициям, так и попытаться влиться в городскую интеллигенцию, изучая иностранные языки и следуя городской моде. Дети самых богатых купцов чаще следовали европейской моде и учили иностранные языки, помогая в свершении торговых сделок с иностранцами. Часть «ассимилированных» детей купцов становились почётными гражданами. 

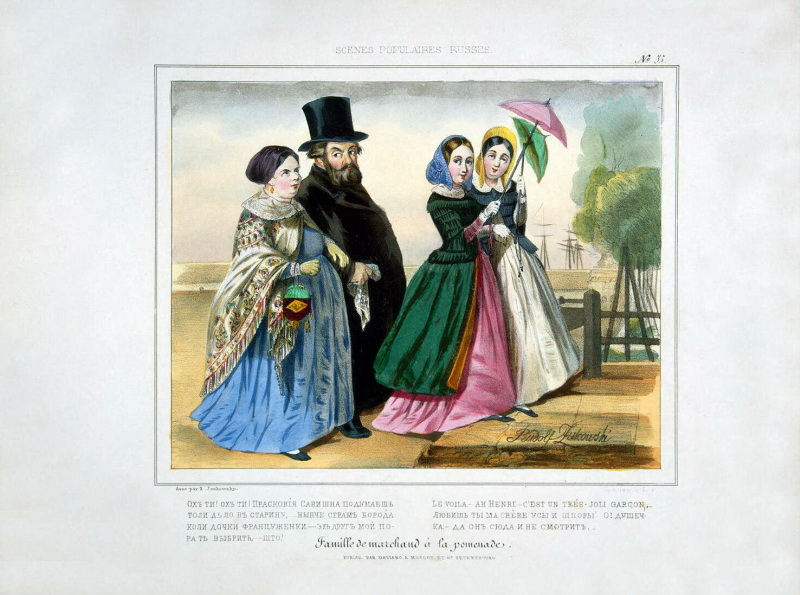
Рудольф Жуковский, Купеческая семья на прогулке. Внешность отца и матери семейства выдаёт в них провинциальность, а их дочери уже одеты по моде

Для купцов были свойственны крепкие семейно-родственные связи, позволявшие им образовывать семейные династии, завязанные на ведении общего дела. Браки рассматривались, как часть торговой сделки и совершались по расчёту. Среди купцов также были старообрядцы. Самые богатые купцы могли быть возведены в дворянство, если совершали крупные пожертвования, например строили школы или больницы, но от них отныне требовалось следовать дворянскому этикету.
В культурно-бытовом плане купцы могли сохранять как верность русским традициям, так и принимать модные тенденции. Современники отмечали, что в купеческих домах могла стоять модная европейская мебель вперемешку с самой простой утварью и драгоценно украшенными иконами. Богатые купцы любили украшать помещения старинной мебелью. Купцы могли носить бороды, а их жёны — платки, но сами надевать европейские костюмы.  К середине XIX века купцы всё чаще следовали городской моде и реже носили бороды. Некоторые купцы перенимали отдельные элементы дворянской моды, но их жёны одевались традиционно. Они любили украшать себя обильно жемчугом. Часто обедневшие дворяне женились на купеческих дочках. Такой брак был выгоден обеим сторонам: дворянские семьи улучшали своё финансовое положение, а внуки купца становились дворянами.
Купцы стремились селиться рядом с тем местом, где торговали. Если у них не было денег на собственный дом, то они снимали квартиры в доходных домах. Среди них не было принято нанимать штат прислуги. В хозяйстве помогали жена и дети. Богатые купцы для прислуги приглашали к себе жить «приживалок» из родственников. Прислуга садилась за стол со всем семейством.
Свободное время купцы проводили в кругу семьи и в гости ходили только по воскресеньям и праздникам, так как в другие дни это считалось грехом, хотя со временем нравы смягчались. Между купцами и дворянами складывались напряжённые отношения. Дворяне и интеллигенция были склоны надменно смотреть на купцов как на разбогатевших простолюдин и не желали впускать их на свои светские мероприятия. Сами купцы и их жёны стремились попасть на мероприятия, но выступали в роли отдалённых наблюдателей. Купцы могли сами устраивать пышные мероприятия и приглашать на них чиновников и дворян. Негативный образ купцов укреплялся в литературе, как людей, склонных к беспечности, плутовству и пьянству. Дворяне и интеллигенция могли смеяться над ошибками купцов в попытке следовать дворянскому этикету, вроде использования мужчинами женских предметов гардероба или склонности богатых купцов к излишней демонстрации роскоши, китчу, вышедшему из моды ещё в конце XVIII веке.

### Городская интеллигенция
В Петербурге помимо дворян и купцов формировались другие городские сословия. В Петербурге вырастало поколение людей, обладавших среднем и высшим образованием, обеспеченных горожан, как правило учёных и деятелей искусств, которые однако формально принадлежали к низшим сословиям. В 1832 году для решения этой проблемы была создана сословная категория почётных граждан, как на личное, так и на наследственное. Представители почётных граждан освобождались от рекрутской повинности, телесного наказания и подушного оклада, они имели право быть избираемыми на общественные должности. Почётные граждане рассматривались, как среднее звено между дворянами и низшими сословиями.
Особый городской класс составляли многочисленные чиновники, работавшие в государственных учреждениях. Часто они были выходцами их дворянских семей. Чиновники в городе были настолько многочисленны, что влияли на формирование городского диалекта, в частности чёткое произношение слов, например в Петербурге говорили «чтобы», а в Москве — «штобы».
Образованные петербуржцы говорили на нескольких европейских языках, чтобы понимать иностранцев, читали произведения Шекспира, Скотта, Шиллера и других. Модно было читать стихи античных поэтов, популярностью пользовались и русские поэты — Вяземский, Огарёв, Одоевский, Кюхельбекер, Дельвинг, Рылеев, Пущин и другие. Богатые горожане постоянно посещали театры, разбирались в живописи, скульптуре.
Зажиточные горожане, но не представители знати, стремились подражать дворянам в их моде, традициях и дворянскому этикету. Часто они перенимали иностранные слова, популярные у дворян, и искажали их смысл.

### Мещане

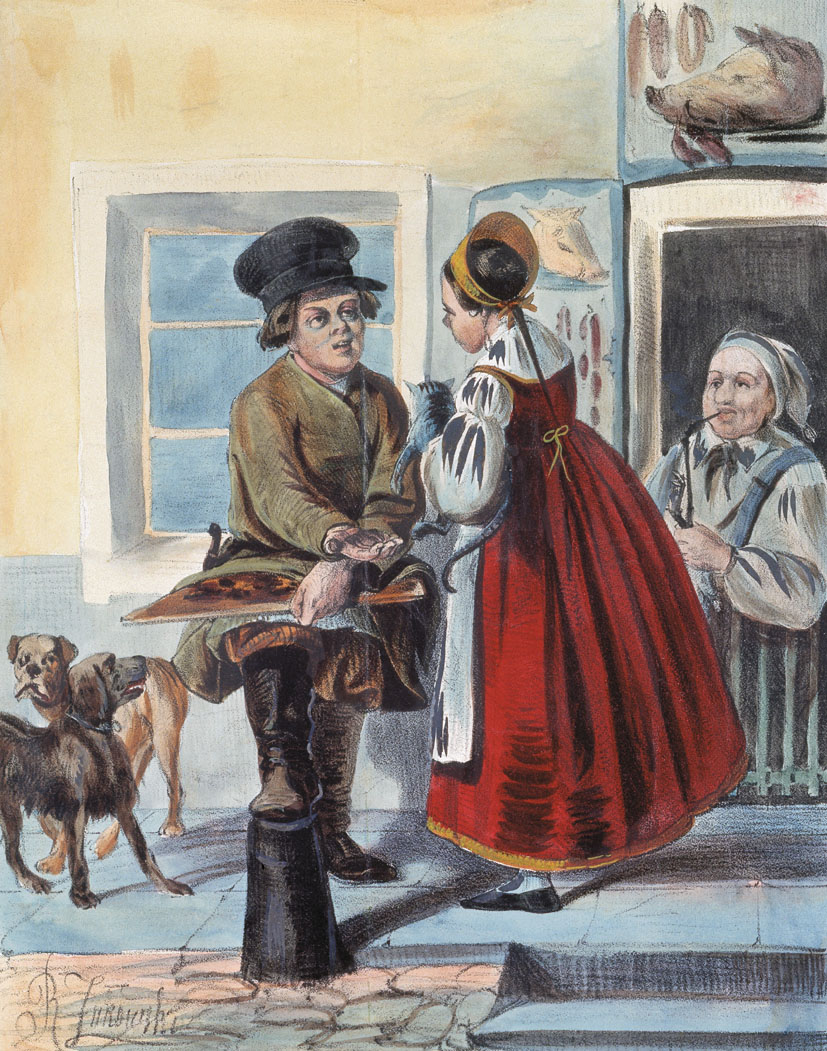
Мещане: Разносчик общается с девушкой

Значительная часть населения принадлежала к мещанам, к которым в основном относились бывшие крестьяне — мелкие торговцы и ремесленники, занимавшихся в своих мастерских и цехах созданием предметов. В первой половине XIX века понятия мещанства употреблялось в отношении городских простолюдин, бедняков, низшему городскому сословию, но по прежнему обладавшему лучшим положением, нежели крестьяне, по численности населения в городе они были вторыми после крестьян. В XVIII веке существовало деление на ремесленников и посадских. В итоге они были объединены в категорию мещан.
Мещане имели больше прав, чем крестьяне, они могли беспрепятственно заниматься торговлей и промыслами, в частности содержать мастерские, трактиры и другие заведения, а также покупать ненаселённые земли. Однако для них была ограничена возможность занимать государственные должности, и на них распространялись телесные наказания.
Чтобы стать мещанином, крестьянин должен был получить городской паспорт и обзавестись правом по постоянное место жительства. На это имели право свободные крестьяне. Крепостные должны были получить право на освобождение от своего хозяина. Статус мещанства присуждался по удачному прохождению бюрократический процедуры, аналогичной смене гражданства. Мещанами становились принявшие российское гражданств иностранцы и по умолчанию выпускники детских домов.
Многие мещане занимались мелкой торговлей вразнос и рекламировали свои товары, это также были приказчики, поступавшие в услужение. Мещанами были многочисленные ремесленники, объединявшиеся в ремесленные цехи и занимавшиеся созданием товаров — одежды, карет, мебели, изделий из кожи, других предметов быта, кузнецы, работавшие с металлом. Они оказывали разного рода услуги, например были парикмахерами. Мещане жили либо в деревянных домах ближе к периферии или ютились в тесных квартирах, в подвалах.
Несмотря на бедность, мещанство выделялось многообразием социальных групп и как правило выступало отправной точкой в сословной лестнице. Мещане могли стать купцами, если сумели набрать достаточный капитал для вступления в третью гильдию, стать почётными гражданами, получив высшее образование или даже стать дворянами по достижении высоких чинов на военной или государственной службе.
Мещане подвергались общественной дискриминации и стигматизации со стороны высших сословий, в 1840-х годах понятие мещанина стало употребляться в переносном смысле, обозначавшее людей посредственных, с ограниченным кругозором и мелкими интересами.

### Крестьяне

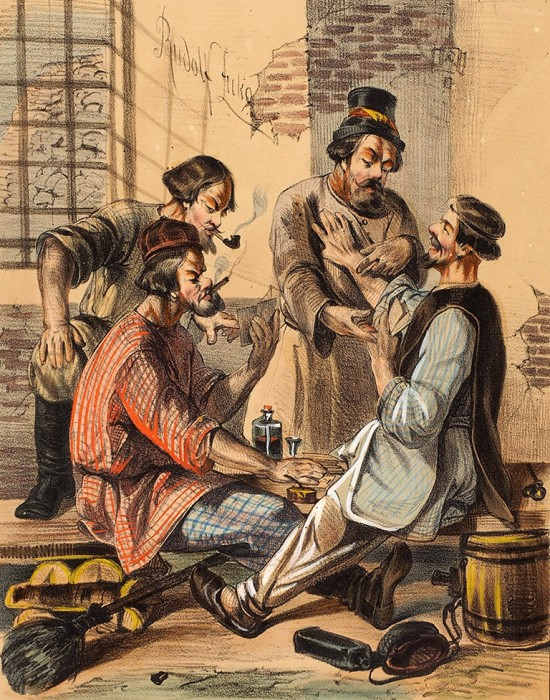
Чернорабочие играют в «три листика», 1843 год

Крестьяне были самой многочисленной и бесправной категорией населения. Они не считались горожанами и находились в городе либо нелегально, либо с временным видом на жительство. Крестьяне, получавшие право на постоянный вид на жительство, становились мещанами. Крестьяне прежде всего были чернорабочими, извозчиками, торговцами в разнос и т.д.
В Петербург постоянно на временные работы прибывали в основном крепостные крестьяне, обязанные платить часть зарплаты своим хозяевам. Условия работы у чернорабочих были крайне тяжёлые. Они могли работать по 14 часов в день в любых погодных условиях. В городе было распространено отходничество, когда крестьяне, как правило артелями, временно прибывали в Петербург и по окончании сезона возвращались в родные сёла.
Крестьяне, искавшие работу оправлялись к Синему мосту, ставшему местом найма на работу. Их узнавали по характерной крестьянской одежде — красным рубахам — косовороткам, подпоясанным кушаками из шерсти и широким синим штанам, заправленным в помятые сапоги с высокими голенищами. Многие брали с собой подручные инструменты — топоры, молотки, лопатки, тёрки и т.д. Зимой крестьяне носили кафтан и тулуп, треух, валенки.

## Экономика

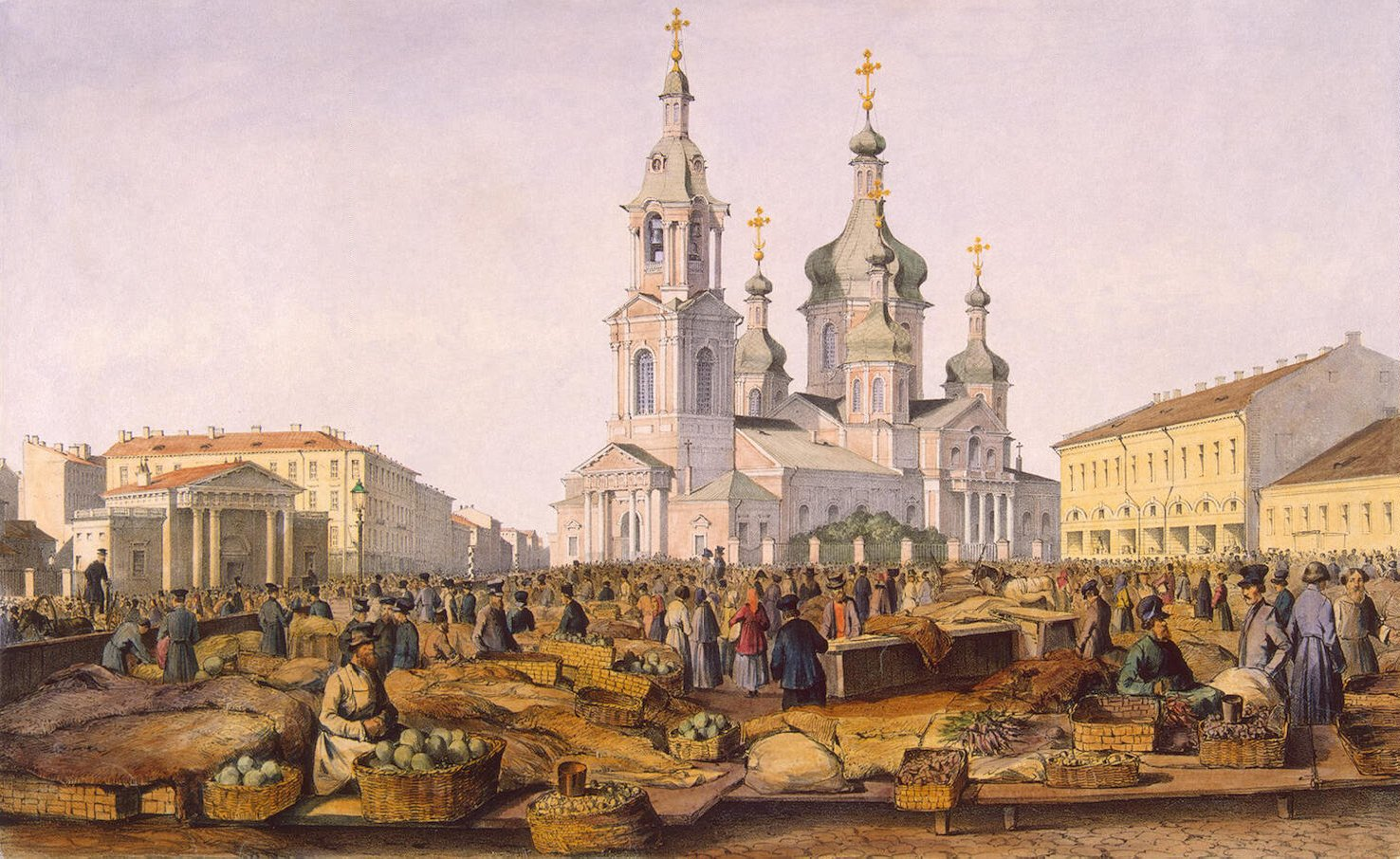
Сенная площадь, 1841 год

Санкт-Петербург выступал центром международной и внутренней торговли в Российской империи, каждый год только к Стрелке Васильевского острова прибывали тысячи торговых кораблей. В городе и у его границ развивалась промышленность, а предметы быта создавались в многочисленных частных предприятиях и мастерских. Для финансирования торгового и промышленного дела в Петербурге работало три государственных банка в подчинении у министерства финансов. Коммерческий банк давал ссуды купцам с хорошей репутацией на организацию предприятий. Однако этого было недостаточно, и дельцы в стремлении завести собственное предприятие пользовались помощью ростовщиков. Другие два банка — Ассигнационный банк, который занимался обменом денег и Государственный наёмный банк, выдавший деньги под залог имений и фабрик.
К середине XIX века заметно выросло количество предприятий и мастерских, однако крепостное право выступало главным сдерживающим фактором в развитии экономики. Имевшиеся предприятия нуждались в рабочих руках, которых не хватало, так как многие помещики неохотно отпускали крестьян на заработки.

### Торговля

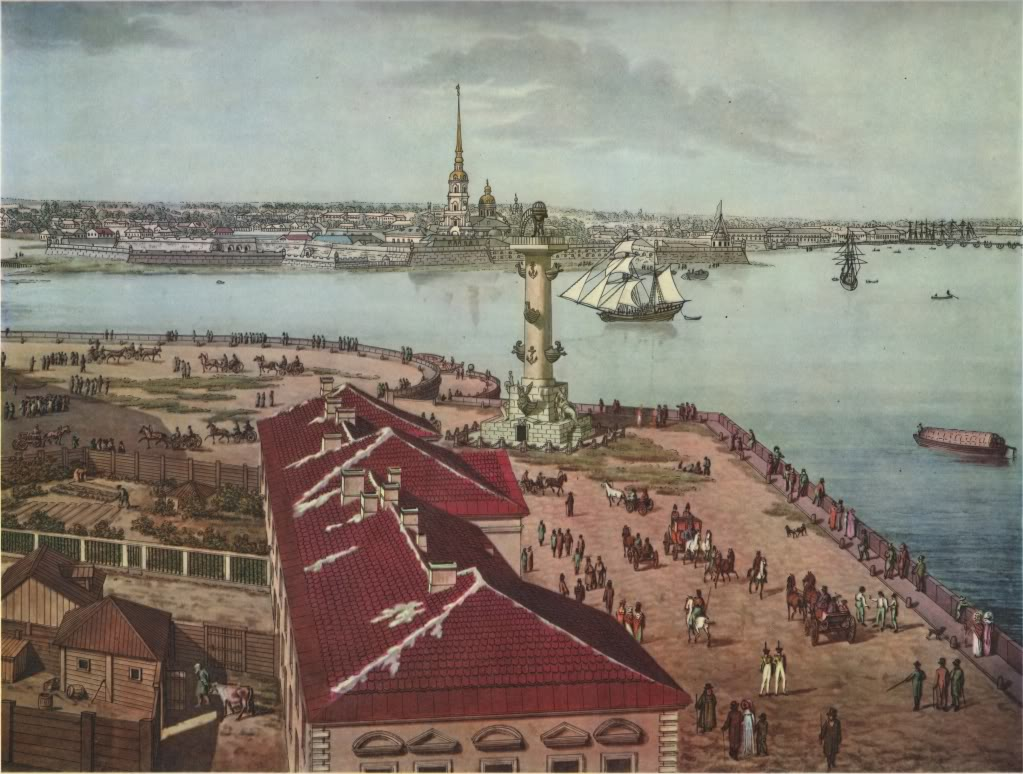
Стрелка Васильевского острова — сердце международной торговли в Российской империи, 1820 год

Экономическим центром Петербурга была Стрелка Васильевского острова, где располагался международный порт. В Петербурге располагался один из самых красивых портов в мире, украшенный Ростральными колоннами, пакгаузами и зданием Биржи в античном стиле. Ежегодно сюда прибывало около 2000 кораблей с товарами из Германии, Франции, Голландии, Англии, Дании, Швеции, Америки и Африки. Стрелка перенимала на себя половину товарооборота всей Российской империи. Порт находился в подчинении у Министерства финансов, доходы с пошлин привозимых и вывозимых товаров составляли значительную часть доходов Петербурга. Если в XVIII веке Петербург налаживал торговую связь прежде всего с Европой — Англией и Голландией, то с XIX века город также активно наращивал торговую связь с востоком. 

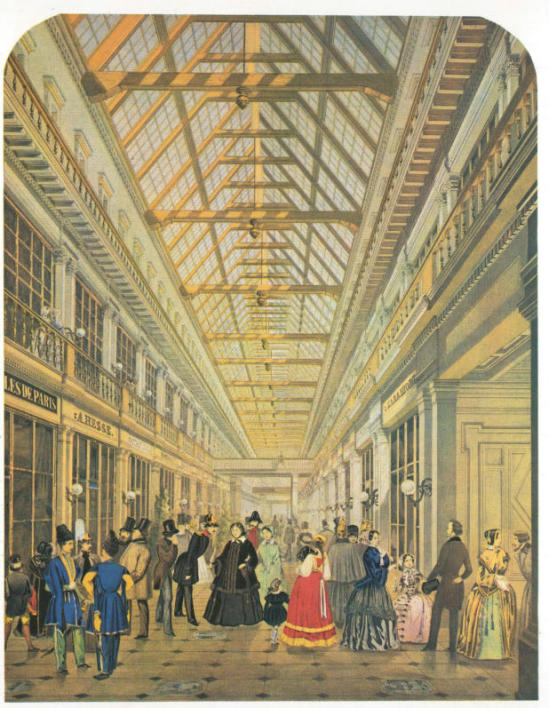
«Пассаж» — первый в городе торговый центр

Из-за мелководья невской губы, крупные суда разгружались в Кронштадте и затем товары перевозились в город на баржах. Перед тем, как выгружались товары в порту. Данная проблема усугублялась по мере возрастания осадки торговых судов и дальнейшего роста потока торговых судов. Таможенники проверяли количество товара, и после уплаты таможенной пошлины торговцы с товаром могли выходить на торговую площадь. Товары отправлялись на хранение в пакгаузы. Главная оптовая торговля велась в здании Биржи, где сотня биржевых маклеров с 2 до 5 часов помогали заключать многочисленные сделки между купцами и торговцами. Торговля товарами осуществлялась в Старом и Новом Гостиных дворах, в многочисленных лавках, ларях, погребах на площади перед Биржей. На Стрелке можно было приобрести экзотические товары, вроде шёлка, апельсинов, обезьян, попугаев.

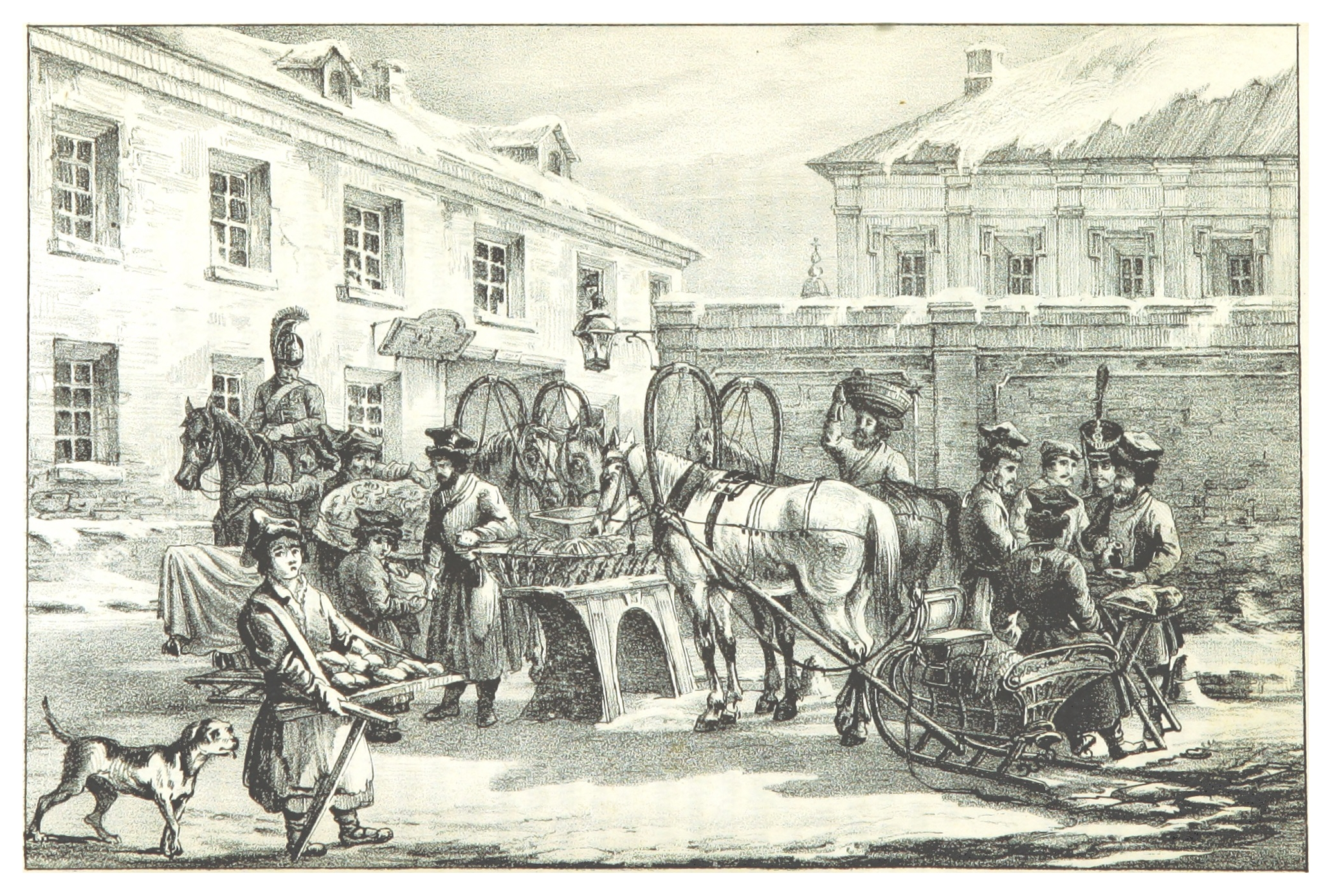
Уличные торговцы, 1836 год

Важную часть экономики составляли поставки древесины в город. Дрова служили основным топливом. Основная часть дров поставлялась в город на баржах. Баржи, перевозившие дрова, были предназначены для нескольких рейсов и затем сами разбирались на «барочный» лес, использовавшийся для постройки дешёвого жилья на городских окраинах. Баржи разгружали «носаки» — крестьяне. Дрова часто включали в состав услуг при аренде жилья.
Петербург выступал центром и российской торговли. Петербургские купцы отправлялись торговать заграничными товарами в города России и там закупали товары, чтобы продать их в Петербурге или иностранным торговцам в городе. Товары купцов хранились в многочисленных складах-буянах на Петербургской стороне и Васильевском острове. Столичные жители нуждались в сене, дровах и продуктах. Внутренняя торговля велась в основном на уличных рынках — Кузнечном, Сенном, Никольском, Апраксином, Андреевском, Круглом, Сытном, Ямском и Кузнечном рынках.
В XIX веке начали открываться магазины, предназначенные для богатых дворян. Роскошно обустроенными магазинами чаще всего владели иностранцы. В основном они были сосредоточены на Невском проспекте. В отличие от товаров на рынке, товары в магазинах продавались всегда по фиксированной цене. В магазинах чаще всего продавали чай, вина, шёлк, мех, фарфор, фаянс, хрустальные изделия, голландское полотно, офицерские, токарные изделия и т.д. В Петербурге в 1848 году была открыта крытая галерея для магазинов — Пассаж по европейскому образцу. На Невском проспекте располагалось множество булочных, открывались кондитерские. Торговлей занимались многочисленные разносчики, разносившие товары по улицам на подносах, лотках, громко рекламируя свой товар.

### Промышленность
Начало XIX века стало переломным в истории развития петербургской промышленности. Если в конце XVIII века мануфактуры представляли собой скорее крупные ремесленные мастерские, то в начале XIX века начали возводиться массивные промышленные сооружения, в производстве начали использовать станки, позволявшие запускать массовое производство товаров. Крупные производства были в основном государственными, вместе с этим встал вопрос о привлечении дешёвой рабочей силы на такие производства. Для приспособления под массовое производство с участием станков перестраивались имевшиеся заводы, например Ижорский завод. Современные станки ввозились из Англии или производились в Петербурге. Несмотря на развитие промышленности, в имевшихся фабриках и заводах по прежнему использовался в основном ручной труд, первый паровой двигатель был изготовлен на частном чугунном заводе Ч. Берда. К середине XIX века технологические новинки начали всё более массово внедряться на заводах, появилось станкостроение, паровозостроение, машиностроение, вагоностроение.  

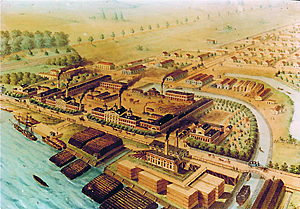
Александровский чугунолитейный завод. Панорама 1840 года

В начале XIX века заводы были сосредоточены за Выборгской стороной, в тот момент там располагались многочисленные кожевенные, сахарные заводы и бумажнопрядильные фабрики. После открытия обводного канала шло активное освоение промышленной зоны на Шлиссельбургском тракте. К середине XIX века вдоль канала сформировались обширные промышленные территории, так как фабрики предпочитали строить у воды.  

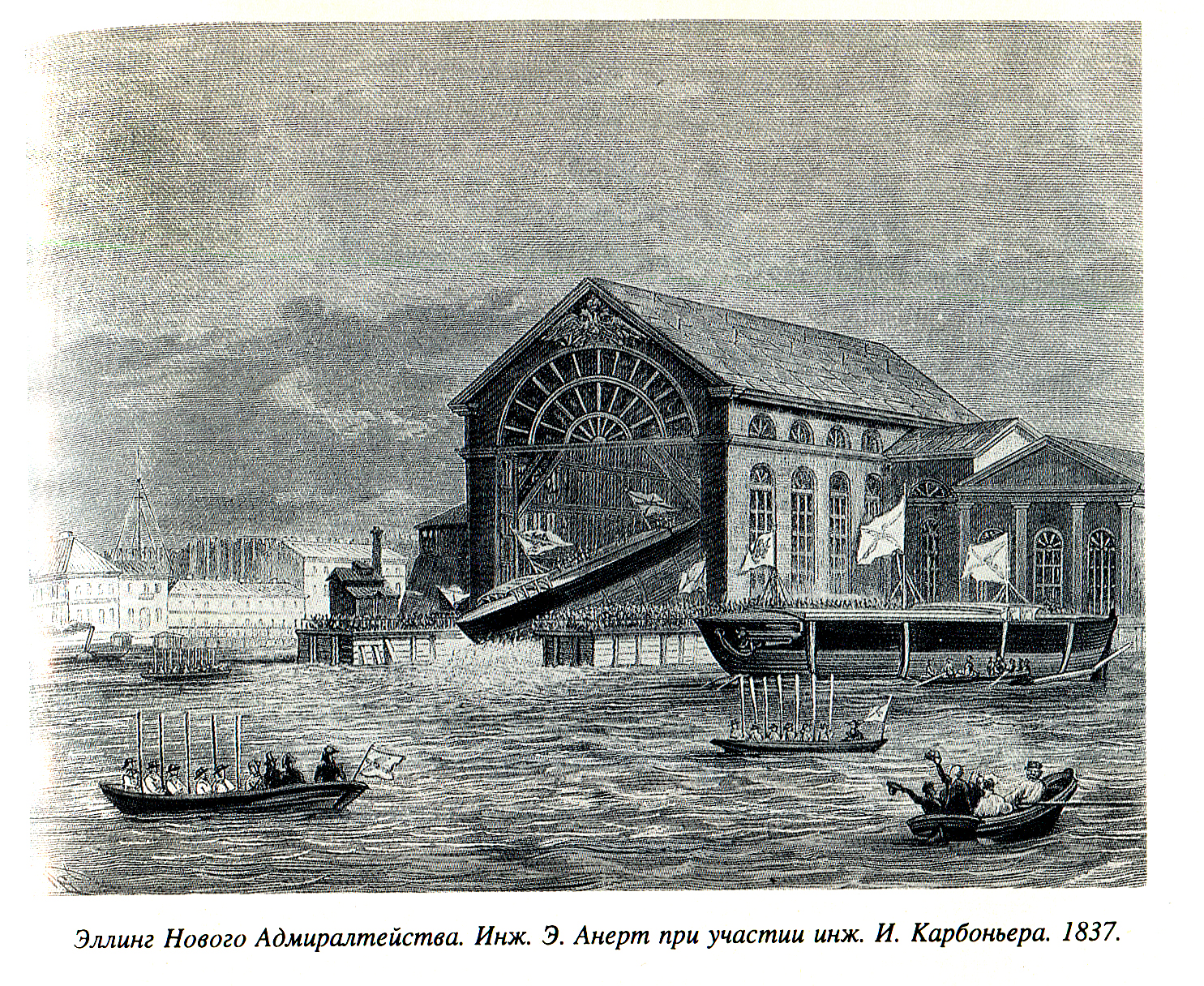
Каменный корабельный эллинг, стал первым подобным сооружением в России

Строительство в начале XX века передовой по меркам того времени Александровской мануфактуры предопределило дальнейшее развитие прядильной промышленности, в 1830-х годов было построено множество частных прядильных фабрик. Открытая в 1818 году Экспедиция заготовления государственных бумаг — ныне старейшая в Петербурге бумажная фабрика. На заводе было запущено производство денежных купюр, усложнявших их подделку и заменивших все имевшиеся российские купюры за три года. В 1833 году была запущена Невская бумагопрядильная и ниточная мануфактура, фабрика нового формата и предопределившая формат промышленных построек конца XIX века. По последнему слову техники свои заводы возводил Людвиг Штиглиц, доставлявший передовое оборудование из Англии, а также приглашая на заводы английских мастеров.
Санкт-Петербург оставался центром российского судопроизводства. Александр I инициировал полную реконструкцию старой и новой Адмиралтейской верфей. Расширение и модернизация территорий новой Адмиралтейской верфи шли и при Николае I, она превратилась в обширный комплекс производственных сооружений. Часть этих зданий будет приспособлена под железное судостроение во второй половине XIX века. Производственные корпуса нового адмиралтейства стали архитектурной доминантой в панораме Невы. Самые передовые паровые судна строил голландский предприниматель Чарльз Берд в Коломне, механико-литейном заводе. В 1848 году судостроение было полностью перенесено из старой Адмиралтейской верфи на Галерный остров, где кораблестроительный завод работает по сей день. Литейный двор был перенесён на правый берег на Выборгской стороне. Завод был назван Арсеналом на Арсенальной набережной. Вдалеке от города, работал Александровский Завод, в котором выплавляли чугун для Петербурга, декоративные статуи, металлические конструкции для мостов и зданий. В середине XIX века на заводе начали выпускать первые паровозы и вагоны. На Шлиссельбургском тракте стоял Императорский фарфоровый завод, выпускавший фарфоровые изделия.
В городе имелось множество малых частных предприятий, например ныне на Кожевенной линии Васильевского острова, недалеко от них располагались свечные, табачные, красильные, меховые производства. В Петербурге и Шлиссельбурге открывались ситцевые заводы, где производили модную ситцевую ткань. На Обводном канале соорудили газгольдзер, хранилище для газа. В стремительно расширявшемся городе работало множество строительных контор.

### Ремесло
При развитии промышленности росло и цеховое ремесло. В период с 1801 по 1848 года количество ремесленников в Петербурге выросло с 12 000 до 35 000 человек. Ремесленники играли важную роль в экономике города в доиндустриальную эпоху. Санкт-Петербруг оставался крупнейшим ремесленным центром в северо-восточной Европе и на Балтийском море и Ремесленники играли важную роль в экономических связях северо-запада России. Ремесленники изготавливали основную часть предметов в черте города, в основном хлебобулочные изделия, квас, одежду, обувь, мебель, посуду, бытовую утварь, телеги, металлические изделия итд. Они в том числе создавали предметы роскоши — кареты, одежду, аксессуары для дам и т.д.
Для Петербургских ремесленников было свойственно национальное разнообразие. В город пребывали мастера из Восточной, Центральной и Западной Европы. Многие иностранные подмастерья также пребывали в Петербург, чтобы учиться у опытных мастеров. Финны и шведы славились ювелирным делом, немцы были лучшими колбасниками, булочниками, сапожниками и механиками, итальянцы — портными и кондитерами. Продукты произведённые в цехах составляли основу городского хозяйства. Горожане предпочитали покупать дорогие изделия у иностранных ремесленников, видя в них эталон европейского качества, русские ремесленники в мастерстве стремились подражать западным коллегам. Известные мастера богатели и начинали формировать элиту города наряду с дворянами и купцами. В целом ремесленники жили артелями, в ремесленном цеху работали старосты, подмастерья и ученики
В период начала промышленной революции и появления крупных заводов со станками шёл процесс чёткого размежевания ремесленников и промышленности, так как ещё в конце XVIII века крупнейшие предприятия — мануфактура представляли собой крупные ремесленные цеха.

## Управление
В Петербурге в XIX веке располагались важнейшие органы управления Российской империей. Многие здания государственных органов были возведены в XIX веке. В государственных учреждениях работали многочисленные чиновники, самой распространённой профессией среди них были писцы, занимавшиеся перепиской бумаг до введения печатных машинок.

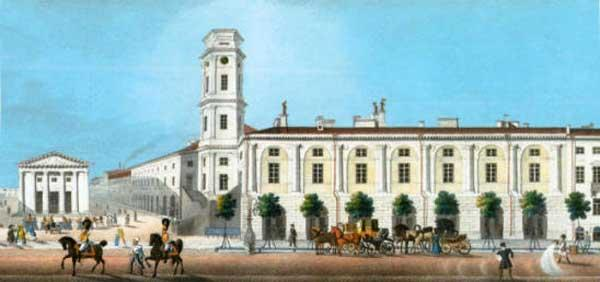
Вид на городскую ратушу, 1830-е годы

В Петербурге существовало два органа управления, верховной властью (после императора и его двора) в городе обладал генерал-губернатор, ниже него стоял Гражданский губернатор, отвечавший за суды, налоги, финансы, строительство, городское хозяйство и цензуру. Под ним располагалась Управа благочиния — полиция, следившая за правопорядком и исполнением приказов губернаторов. Далее в каждой части города располагались частные приставы, под чьим надзором работали квартальные надзиратели. Низшею ступень в иерархии замыкали околоточные — помощники квартальных надзирателей.
Второй орган управления был представлен в виде городской думы, где решения утверждал губернатор. Участниками думы были три дворянина, которых могли избирать дворяне, три купца, избираемые купцами, три мещанина, избиравшиеся мещанами и три почётных гражданина, соответственно избиравшиеся другими почётными гражданами. Во все решения генерал-губернатора и городской думы в любой момент имел право вмешаться император, чьё слово было решающим. Многие обязанности императора при Александре I были переданы Аракчееву.
Сенат и Синод были созданы ещё при Петре I. Сенат был законодательно-совещательным и судебным органом, а Синод — высшим органом управления православной церковью. При Александре I роль исполнительной власти, исполнявшей волю царя, была передана от коллегий министерствам. В городе работали министерство внутренних дел, военное министерство, министерство финансов, народного просвещения, духовных дел и морское министерство. Чинопочитание и взяточничество были распространённым явлением.

### Политическая обстановка
Петербург оставлял впечатление военного города, в котором утро сопровождалось барабанными дробями в многочисленных казармах. В торжественные дни совершалась пальба из пушек. Главный штаб, Военное и Морское министерства, Штаб военного корпуса располагались рядом с Зимним дворцом. В городе назревала идея реформирования самодержавия и отмены крепостного права, эти идеи продвигал приближенный императора Михаил Спиранский. Сторонником реформаторских идей был сам Александр I, который однако после Отечественный воины 1812 года стал консерватором и сослал Сперанского в Сибирь. Часть своих полномочий он передал приближенному Аракчееву, чей период «правления» — аракчеевщина запомнилась выраженным силовым характером государственного управления и значительным ограничением свобод гражданского населения.

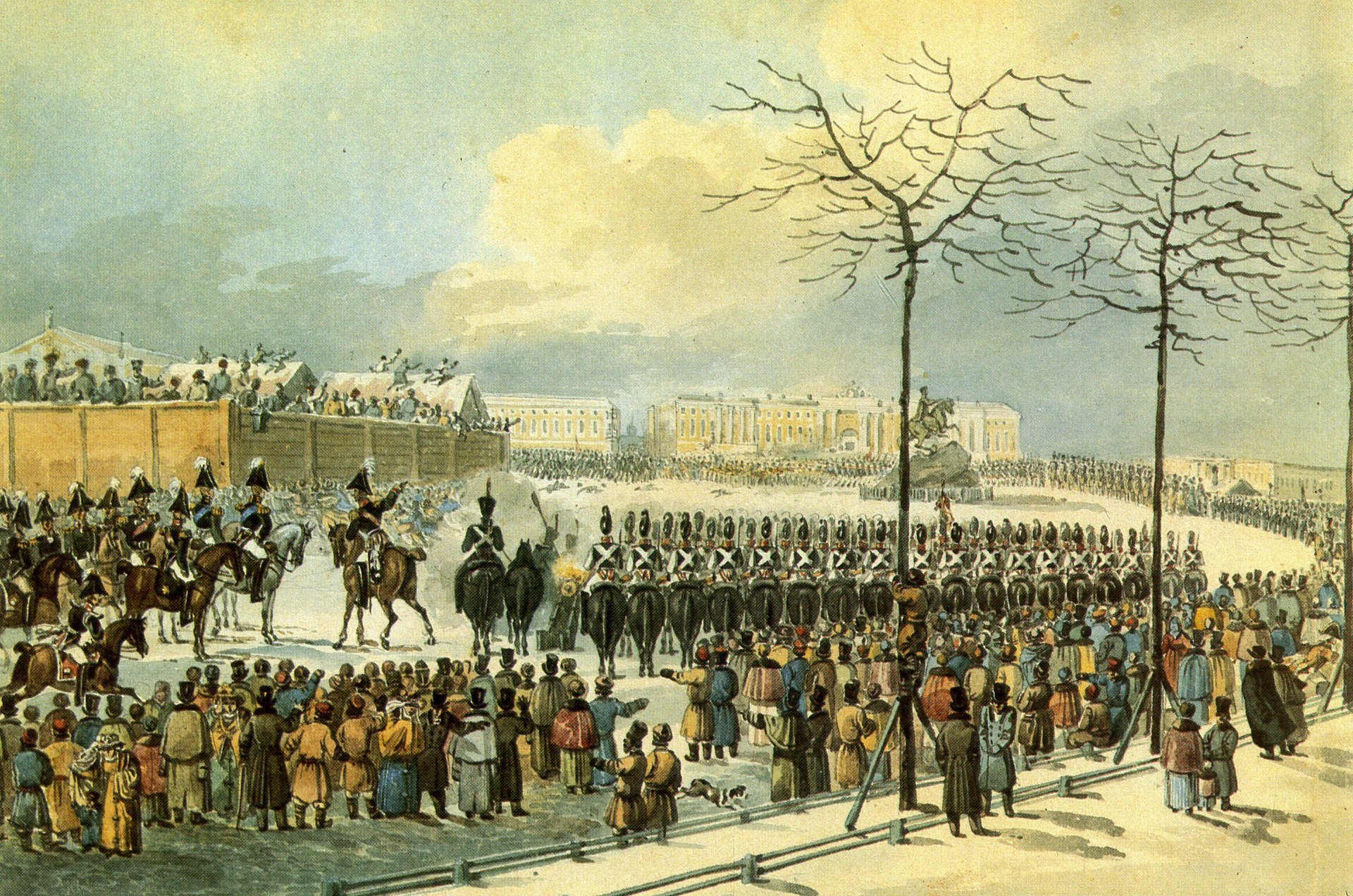
Восстание Декабристов, 1825 год

В этот период на государственную идеологию и городскую архитектуру сильное влияние оказывали многочисленные войны, проводимые Российской империей в первой половине XIX века и восхваление военных успехов Российской империи. Патриотизм и восхваление Российской империи были государственной идеологией. Все средства информации проходили через цензуру, произведения литературы и искусства — через одобрение императоров.
По городовому положению 1846 года выбирать органы в Общую и распределительную думу мели право только податные сословия — мещане, купцы и ремесленники. Идеи реформ становились всё популярнее среди высшего света. После смерти Александра I, группа гвардейцев, придерживавшихся идей отмены самодержавия и крепостного права, попытались устроить переворот и не допустить воцарение Николая I. Переворот не удался, и его участники были расстреляны верным императору полком. Участников заговора приговорили к смертной казни и ссылке в Сибирь.
Николай I, в отличие от Александра I, интересовался жизнью города, активно вмешивался в деятельность полиции и государственной думы, проверял ход строительства в Петербурге и давал постоянные распоряжения губернаторам. Николай I высказывался за отмену крепостного права, однако его предложение было враждебно встречено среди дворян. Не имея возможности претворить реформы, он начал их подготовку, за годы улучшив положение крестьян, предоставив им гражданские права и экономические свободы, а также юридически ограничивая власть и делая владение крестьянами экономически невыгодным. При Николае I доля государственных крестьян выросла с одной трети до половины. Николай I подготовил важную почву для претворения будущих реформ Александра II .

## Проблемы
Жители Петербурга сталкивались с многочисленными проблемами, как природного характера — холодный и влажный климат, наводнения, болотистая местность, так и антропогенного характера, особенно вызванного ростом населения, преступностью, загрязнением города, частыми эпидемиями, пожарами и жилищной ситуацией.

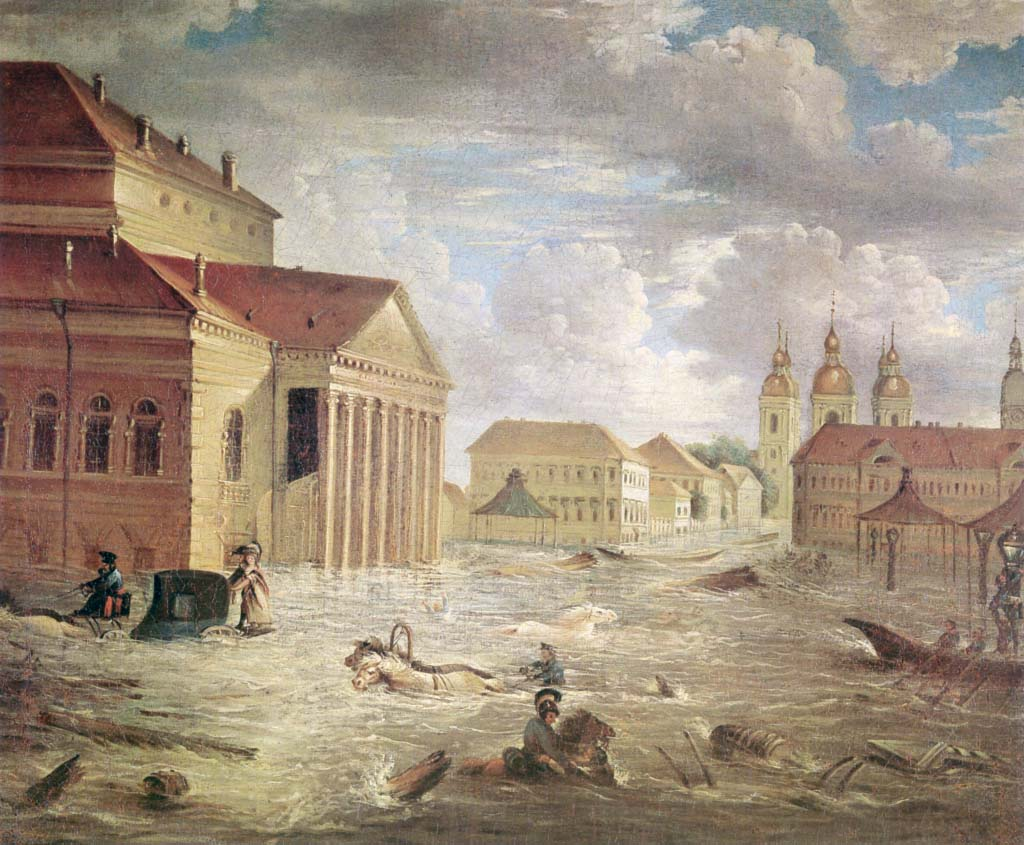
Площадь у Большого Каменного театра 7 ноября 1824 года

В каждой части города имелся съезжий дом, который можно было узнать по дозорной вышке, в котором полицейские следили за городским порядком и должны были оказать помощь. В случае стихийных бедствий — наводнений и пожаров, вывешивали для оповещения шары. В случае пожаров огонь тушила пожарная команда. Служить пожарным считалось почётным. Чаще всего пожары провоцировали печное отопление, торфяные почвы и отсутствие водопровода . В 1803 году была отменена пожарная повинность, требовавшая на протяжении XVIII века от горожан самостоятельно патрулировать улицы и тушить возникшие пожары. Деятельность пожарной команды не была достаточной и в городе формировались добровольные дружины, общественные команды и вольнонаёмные команды под контролем городского самоуправления. В 1824 году в Петербурге произошло худшее за всю историю его существования наводнение, уровень воды поднялся на четыре метра. В Петербурге были разрушены многие здания, много людей погибло. Наводнение сопровождалось бурей. После катастрофы были организованы временные приюты, раздача пособий, хлеба и одежды.
В Петербурге с момента его основания продолжали действовать некоторые обременительные повинности, например жители были обязаны следить за фасадом своего дома, чистить улицы напротив своих домов и во дворе, следить за состоянием водосточных труб. Как правило для чистки нанимались дворники. Также они были обязаны нанимать мусорщиков. Главная свалка за городской чертой образовалась на горячем поле. Сегодня на его месте расположен жилой район и станция метро Фрунзенская. Также в обязанность жителей входило привлечение золотарей для очистки выгребных ям. За невыполнение обязанностей выписывались штрафы.

### Общественные

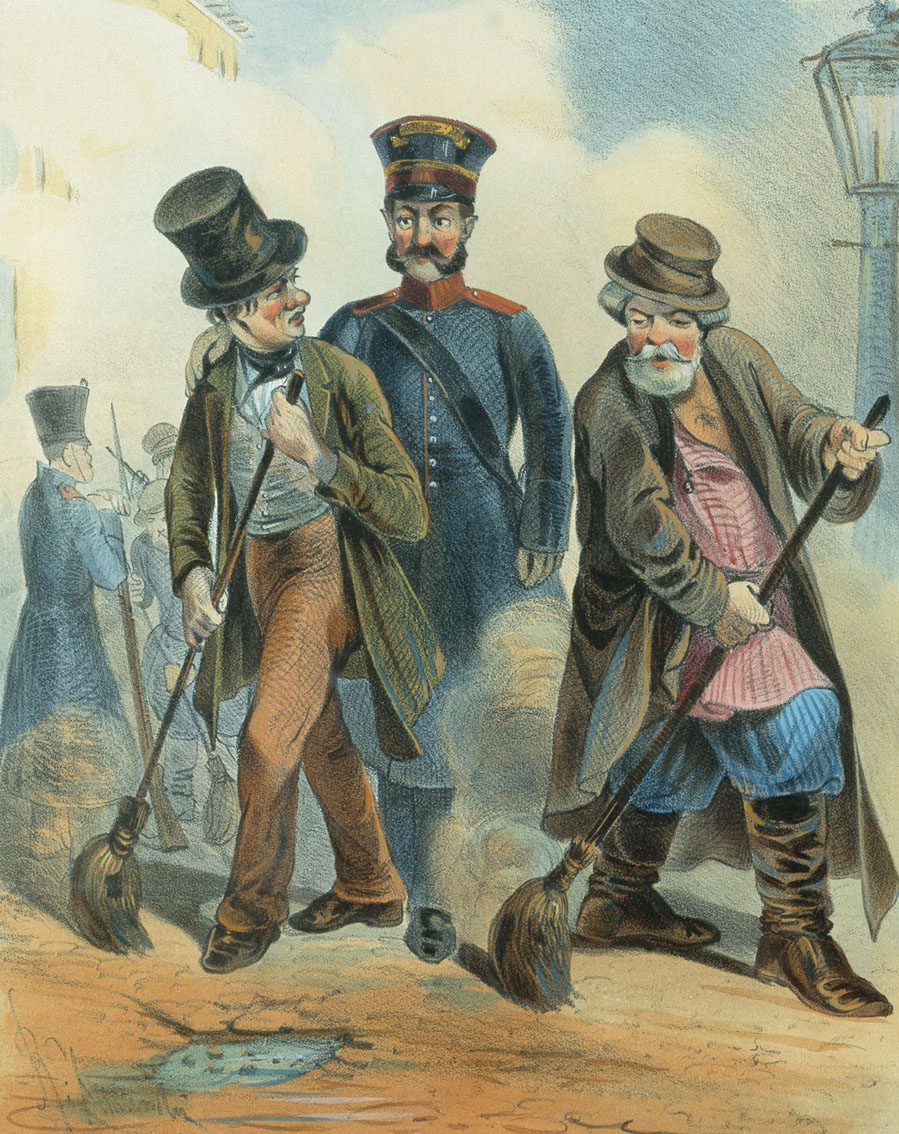
Дворянин и простолюдин привлечены к общественным работам в наказание за пьянство, 1843 год

Об организованной преступности в этот период мало известно, так как по ней не велась статистика. Ряды разбойников пополняли бывшие партизанские крестьянские отряды времён Отечественной войны 1812 года, их целью становились зажиточные горожане. Тем не менее, этот период выделялся относительной спокойностью в сравнении с более поздним периодом. Главной движущей силой в преступности было глубокое социальное и сословное расслоение городского сообщества. Основную категорию преступников составляли живущие впроголодь и недавно потерявшие связь с деревней крестьяне. В общей доле преступников было и много обедневших дворян, особенно детей низших чиновников, ремесленников, цеховых, мещан и личных дворян — в большинстве своём людей, ведших постоянную борьбу с нуждой.
В городе для борьбы с маргинальными элементами — бродягами и нищими — была введена паспортная система. Каждый горожанин был обязан иметь удостоверение личности, в противном случае пребывание в городе было незаконным. Каждый мог прибыть в полицию и зарегистрироваться. Полиция следила за порядком на улице, разнимала драки, ловила воров и следила за соблюдением правил торговли на рынках. Квартальные надзиратели следили не только за поведением горожан, но и «состоянием их умов», докладывая в третье отделение Бенкендорфа на людей с «неправильными» взглядами — старообрядцев, сектантов и антиправительственно настроенных граждан. Провинившихся горожан сажали в кутузки — помещения в съезжих домах, преступники попадали в тюрьму. Тех, кого власти считали особенно опасными — разбойников и вольнодумцев ссылали на каторгу.
В Петербурге процветала секс-работа, даже при том, что в ранний период XIX века такие женщины подвергались репрессиям, их сажали в тюрьму. Наказаниям подлежали и женщины, уличённые в добрачных отношениях, которых заставляли заниматься общественными работами, например подметанием улиц. Секс-работа была узаконена в 1844 году с подписанием императором Николаем I «Табеля о проституции», согласно которому секс-работницы отныне делились на «билетных проституток», работавших с борделях, и самостоятельных «бланковых проституток».

### Болезни и санитарная обстановка

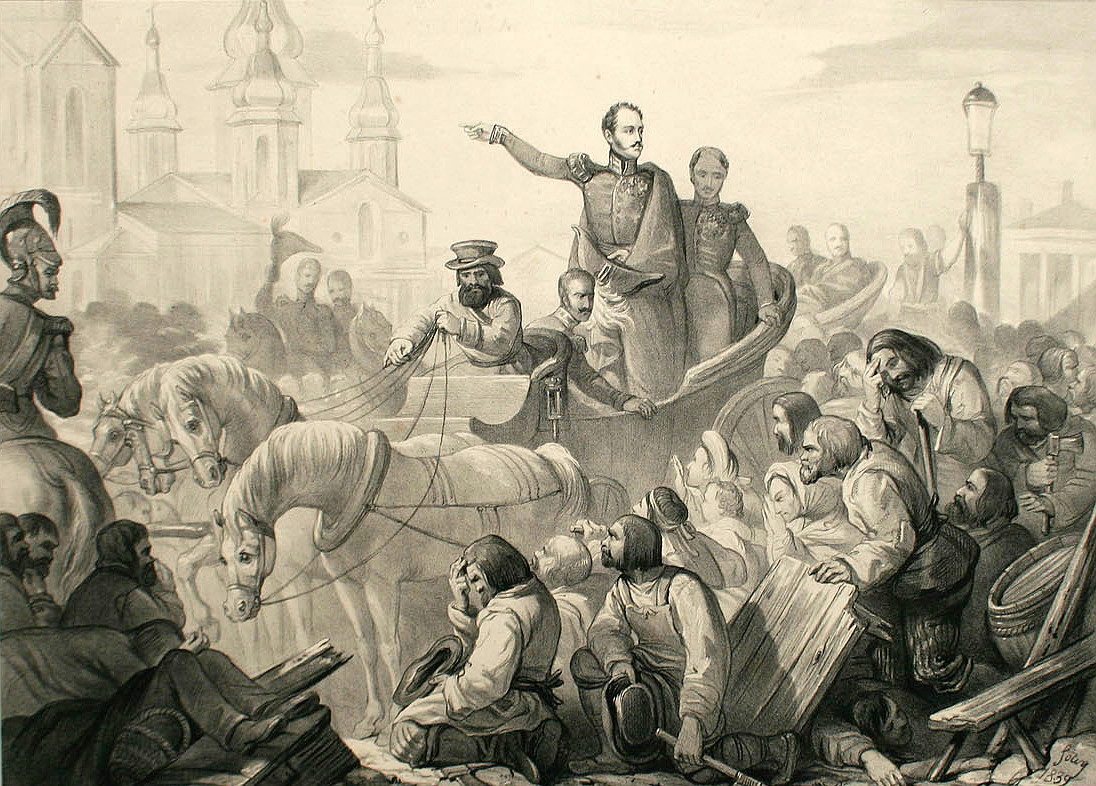
Николай I успокаивает разгневанную толпу во время холерного бунта, 1831 год

Вместе с ростом городского населения и уплотнением застройки всё более остро стояла проблема с засорённостью городских пространств и массовыми эпидемиями. При съезжих домах создавались команды золотарей, занимавшихся чисткой ям для испражнения, трубочистов и приставлялся санитарный врач, следивший за чистотой своей городской части. Реки и каналы внутри города стали настолько грязными, что воду из них брать запрещалось, лишь невскую воду дозволялось использовать. В Петербурге стала крайне популярной профессия водовоза, которые разносили бочки с пригодной невской водой. В городе начали устанавливать водокачки, первую из которых установили около Исаакиевского моста.
В городе постоянно вспыхивали эпидемии. В 1831 году Петербург вместе с остальной Россией страдал от эпидемии холеры. В городе были введены карантинные меры. Распространились слухи, что якобы польские мятежники (тогда шло польское восстание) и немецкие доктора отравляли хлеб и воду, а доктора мучали людей в лечебницах. 22 июня на Сенной площади разъярённая толпа устроила погром в лечебнице. Беспорядки вспыхивали в других частях города. Разъярённую толпу успокаивал лично император Николай I.
Чтобы исключить среди врачей шарлатанов, все они обязывались получить разрешение в Медико-хирургической академии. В городе постоянно открывались новые больницы. Хотя в Петербурге работали общественные больницы, их не хватало на всех жителей растущего города. На деньги благотворителей возводились новые больницы, так на Литейном проспекте была построена Мариинская больница, на Петербургской стороне — Петропавловская больница, Детская больница Святой Марии Магдалины на Васильевском острове и глазная лечебница на Моховой улице.
Из-за слишком высокой детской смертности начало развиваться детское здравоохранение, была открыта первая в России детская больница на Екатерининском канале, в Петербурге открывались акушерские курсы, обучавшие принимать роды и ухаживать за новорожденными.